# Wegrace 125 cc
De 125cc-klasse is een voormalige wegraceklasse in de motorsport. In deze klasse werd gestreden om de wereldtitel in het FIM wereldkampioenschap wegrace, maar ook in het Europees kampioenschap wegrace en de Ultra-Lightweight TT. 

## Geschiedenis
Net als de andere op cilinderinhoud gebaseerde klassen (50-, 80-, 250-, 350 cc en 500 cc) diende de inhoudsklasse om wegraces eerlijker te maken. Toen rond 1904 de eerste motorraces werden georganiseerd was daar nog geen sprake van. Elke organisatie hanteerde eigen reglementen en zelfs de oprichting van de Fédération Internationale des Clubs Motocyclistes eind 1904 bracht daar geen verandering in. Dat had twee oorzaken: deze FICM was in het begin nog te zwak en de ontwikkelingen van de motorfietsen gingen te snel. Ook vermeldden motorfabrikanten in het begin van de 20e eeuw de cilinderinhoud helemaal niet: men leverde motorfietsen met een bepaald vermogen en dat werd dan ook in advertenties vermeld. Zo vond men reglementen gebaseerd op het brandstofverbruik, het gewicht, het aantal cilinders of combinaties daarvan. Als een bepaalde motorfiets te snel bleek werden reglementen soms jaarlijks aangepast. 

### Isle of Man TT
De Britten hadden niet veel op met de lichte raceklassen. Men kende tot aan de Eerste Wereldoorlog slechts de 350cc-Junior TT en de 500cc-Senior TT. Bij de TT van 1920 en de TT van 1921 mocht de "Lightweight-klasse" (tot 250 cc) meerijden in de Junior TT en pas tijdens de TT van 1922 kreeg ze haar eigen race: de Lightweight TT. Tijdens de TT van 1924 kwam er nog een lichtere klasse, de Ultra-Lightweight TT, met motoren tot 175 cc. Maar 125cc-motoren kwamen er nog lang niet, in 1926 was de Ultra-Lightweight TT weer afgeschaft en pas in 1951 kwam ze met 125 cc motoren terug. 

### Europees kampioenschap wegrace
Toen het Europees kampioenschap wegrace in 1924 voor het eerst werd georganiseerd, volgde men de inhoudsklassen zoals die bij de TT van Man werden gebruikt, met uitzondering van de 175cc-klasse. Die kwam er pas in 1925. In 1928 werd naast de 175cc-klasse ook een 125cc-klasse ingevoerd, maar ze verdween meteen daarna weer van de kalender. In 1948 was voorlopig het laatste Europees kampioenschap, vanwege de invoering van het wereldkampioenschap wegrace. In 1981 kwam het Europees kampioenschap weer terug, vanwege de vele productieracers die privérijders konden kopen. Daardoor werd er buiten het WK ook veel geracet. In het WK was de 125cc-klasse inmiddels ingeburgerd en ze kwam ook in het EK terug, tot dat ze in 2012 werd vervangen door de Moto3-klasse. 

#### Europese kampioenen
| Jaar | Kampioen             | Motorfiets     |
| ---- | -------------------- | -------------- |
| 1928 | Paul Lehmann         | Moser          |
|      |                      |                |
| 1981 | Pierluigi Aldrovandi | MBA            |
| 1982 | Stefano Caracchi     | MBA            |
| 1983 | Willi Hupperich      | MBA            |
| 1984 | Norbert Peschke      | MBA            |
| 1985 | Pierfrancesco Chili  | MBA            |
| 1986 | Claudio Macciotta    | MBA            |
| 1987 | Adi Stadler          | MBA            |
| 1988 | Emilio Cuppini       | Garelli        |
| 1989 | Gabriele Debbia      | Aprilia        |
| 1990 | Javier Debon         | JJ Cobas-Rotax |
| 1991 | Oliver Koch          | Honda          |
| 1992 | Juan Borja           | Honda          |
| 1993 | Stefano Perugini     | Aprilia        |
| 1994 | Ivan Cremonini       | Honda          |
| 1995 | Lucio Cecchinello    | Honda          |
| 1996 | Jorge Martínez       | Aprilia        |
| 1997 | Arnaud Vincent       | Aprilia        |
| 1998 | Max Sabbatani        | Aprilia        |
| 1999 | Klaus Nöhles         | Honda          |
| 2000 | Diego Giugovaz       | Aprilia        |
| 2001 | Andrea Dovizioso     | Aprilia        |
| 2002 | Marco Simoncelli     | Aprilia        |
| 2003 | Mattia Angeloni      | Honda          |
| 2004 | Michele Pirro        | Aprilia        |
| 2005 | Michele Conti        | Honda          |
| 2006 | Philipp Eitzinger    | Honda          |
| 2007 | Alen Györfi          | Honda          |
| 2008 | Lorenzo Savadori     | Aprilia        |
| 2009 | Marcel Schrötter     | Honda          |
| 2010 | Maverick Viñales     | Aprilia        |
| 2011 | Romano Fenati        | Aprilia        |

### Wereldkampioenschap wegrace

#### Puntentelling
Tot en met 1952 telden - althans in de 125cc-klasse - alle wedstrijden mee. Van 1952 tot en met 1975 was dat niet zo en moesten de coureurs een aantal resultaten wegstrepen. 
|            | 1e | 2e | 3e | 4e | 5e | 6e | 7e | 8e | 9e | 10e | 11e | 12e | 13e | 14e | 15e | snelste ronde |
| 1949:      | 10 | 8  | 7  | 6  | 5  |    |    |    |    |     |     |     |     |     |     | 1             |
| 1950-1968: | 8  | 6  | 4  | 3  | 2  | 1  |    |    |    |     |     |     |     |     |     |               |
| 1969-1987: | 15 | 12 | 10 | 8  | 6  | 5  | 4  | 3  | 2  | 1   |     |     |     |     |     |               |
| 1988-1991: | 20 | 17 | 15 | 13 | 11 | 10 | 9  | 8  | 7  | 6   | 5   | 4   | 3   | 2   | 1   |               |
| 1992-2011: | 25 | 20 | 16 | 13 | 11 | 10 | 9  | 8  | 7  | 6   | 5   | 4   | 3   | 2   | 1   |               |

### Jaren vijftig
De jaren vijftig kenmerkten zich door een strijd tussen de Italiaanse merken met hun DOHC-eencilinders. Die strijd werd door NSU onderbroken in 1953 en 1954, toen ook de ontwikkeling van de druppelstroomlijnen begon. Ze eindigde met het debuut van Honda, dat in 1959 één punt scoorde. Maar ook met de opkomst van de nieuwe en spectaculaire tweetakttechniek van ingenieur Walter Kaaden en zijn Oost-Duitse MZ-racers.
Het eerste wereldkampioenschap, het seizoen 1949 kende slechts drie wedstrijden, waarvan Nello Pagani er twee won met zijn Mondial 125 Bialbero. Renato Magi (Moto Morini) werd tweede en Umberto Masetti (Moto Morini) derde. 
In het seizoen 1950 kwam de 125cc-klasse nog steeds niet op gang. Er waren drie wedstrijden, maar de Ulster Grand Prix was waar het de 125cc-race betrof een aanfluiting. Alleen Mondial nam deel met drie rijders: Carlo Ubbiali, Bruno Ruffo en Gianni Leoni. Zij finishten in deze volgorde, met dien verstande dat Leoni niet werd geklassificeerd omdat hij de finish niet haalde. Aan het einde van het seizoen was Ruffo wereldkampioen, Leoni tweede en Ubbiali derde. 
In het seizoen 1951 waren er vijf 125cc-GP's, maar nu ging het in de Ulster Grand Prix pas echt mis. Men had na het débacle van 1950 besloten dat er ten minste zes deelnemers moesten zijn, maar alleen Mondial zette zich daar echt voor in. Guido Leoni had de 125cc-GP van Spanje al gewonnen, maar was op 6 juni tijdens een Italiaanse kampioensrace verongelukt. Bij dat ongeluk kwam ook Mondial-rijder Raffaele Alberti om het leven. Mondial vaardigde Gianni Leoni (geen familie) en Carlo Ubbiali af en voorzag ook de Ier Cromie McCandless en de Zwitser Gianfranco Zanzi van machines. Clifford Clegg was ingeschreven met een 125cc-Excelsior. Tijdens een bizar trainingsongeval op de niet-afgesloten openbare weg kwamen Gianni Leoni en Moto Guzzi-coureur Sante Geminiani ook om het leven. De race werd gereden met vier coureurs, maar de uitslag werd ongeldig verklaard. Aan het einde van het seizoen was Ubbiali wereldkampioen, Gianni Leoni postuum tweede, Cromie McCandless derde, Guido Leoni postuum vijfde en Raffaele Alberti postuum tiende. 
In het seizoen 1952 maakte ook de Ultra-Lightweight TT deel uit van het 125cc-wereldkampioenschap. MV Agusta had jaren gewerkt om in plaats van haar simpele 10pk-tweetaktje de MV Agusta 125 Bialbero te ontwikkelen. Die was klaar en men zocht zoals intussen gebruikelijk Angelsaksische coureurs die de 60km-lange Snaefell Mountain Course kenden. Dat was geen half werk: men contracteerde Cecil Sandford, oud-500cc-kampioen Les Graham, Bill Lomas en Charlie Salt. Na vier races was Sandford al zeker van de wereldtitel. Ubbiali (Mondial) werd tweede en Emilio Mendogni (Moto Morini) derde. 
In het seizoen 1953 had Mondial zich tijdelijk teruggetrokken. Privérijders konden een Mondial 125 Monoalbero aanschaffen, maar waren er niet succesvol mee. MV Agusta had opnieuw een sterk fabrieksteam. Les Graham, de allereerste 500cc-wereldkampioen, haalde tijdens de TT van Man zijn eerste 125cc-overwinning, maar verongelukte een dag later tijdens de Senior TT. Men werd echter verrast door de 250cc-NSU Rennmax en de 125cc-NSU Rennfox, waarmee Werner Haas in twee klassen tweede werd. Haas won nog twee 125cc- en twee 250cc-GP's en werd in beide klassen wereldkampioen. In de 125cc-klasse werden Sandford en Ubbiali tweede en derde. 
In het seizoen 1954 had de Auto-Cycle Union besloten naast/op de Snaefell Mountain Course een korter circuit in te richten, de 17,6km-lange Clypse Course. Aanvankelijk was dat gedaan om een breder circuit voor de zijspanklasse te krijgen, maar ook de 125cc-Ultra-Lightweight TT reed erop. Deze klasse startte namelijk niet zoals de andere klassen met een interval-start (twee rijders elke 10 seconden) maar tegelijk. In 1953 had men de zeventien deelnemers in anderhalf uur tijd drie keer zien langs komen. Op de Clypse Course zag het publiek in elk geval veel vaker de coureurs langs komen. Rupert Hollaus won met zijn NSU Rennfox met blauwe aluminium druppelstroomlijn (de "Blauwal" of blauwe walvis) de eerste vier GP's en was al zeker van de wereldtitel toen hij tijdens de GP des Nations dodelijk verongelukte. Ubbiali (MV Agusta) werd tweede in het wereldkampioenschap en Hermann "Happi" Müller (NSU) werd derde.
NSU stopte in het seizoen 1955, waardoor MV Agusta feitelijk vrij spel kreeg. Carlo Ubbiali veroverde de wereldtitel door vijf van de zes races te winnen. Zijn teamgenoten Luigi Taveri en Remo Venturi werden tweede en derde. 
Ook in het seizoen 1956 won Ubbiali met zijn MV Agusta vijf van de zes wedstrijden, maar de tweede plaats in het kampioenschap ging naar Romolo Ferri met de Gilera 125 GP. Taveri (MV Agusta) werd derde. 
Ubbiali won in het seizoen 1957 nog de Duitse Grand Prix, maar daarna won Tarquinio Provini met zijn vernieuwde Mondial 125 Bialbero drie GP's. In de Ulster Grand Prix werd hij tweede, maar dat was genoeg om de wereldtitel veilig te stellen. Ubbiali werd tweede en Taveri werd derde. 
Ducati had de afgelopen jaren gewerkt om de Ducati 125 Trialbero met drie (!) bovenliggende nokkenassen door te ontwikkelen. In het seizoen 1958 was Alberto Gandossi er tamelijk succesvol mee, maar hij verspeelde zijn kansen door een tamelijk onnozele val tijdens de Ulster Grand Prix, waar hij de snelste ronde had gereden. Ubbiali (MV Agusta) werd wereldkampioen, Gandossi tweede en Taveri, inmiddels ook op Ducati, werd derde.

#### Honda komt
Soichiro Honda had de Isle of Man TT van 1954 bezocht en had toen al besloten dat Honda zou gaan strijden om de wereldtitel. Maar hij was ook geschrokken van de vermogens die de Europese machine ontwikkelden. In het seizoen 1959 stuurde hij een team van vijf Japanners en één Amerikaan (waarschijnlijk meer als tolk dan als coureur) naar het eiland Man. Om het circuit te verkennen hadden ze vier Honda CB 92 Benly Super Sport en voor de race vijf Honda RC 141's. Het team schrok van het lange circuit, maar ook van het asfalt, dat in Japan nog niet gebruikelijk was. Tijdens de training liet teamleider Kiyoshi Kawashima per luchtpost de vierklepskoppen van de Honda RC 142 aanrukken. Tarquinio Provini won met zijn MV Agusta, maar Honda won de teamprijs en Naomi Taniguchi (zesde) werd de eerste Japanner die een WK-punt scoorde. De Honda RC 142 had nog niet veel indruk gemaakt, maar de CB 92 Benly Super Sport, die de eilandbevolking voor het eerst zag, wel. Honda ging daarna terug naar Japan en Carlo Ubbiali werd wereldkampioen, voor Provini en Mike Hailwood (Ducati). 

#### Wereldkampioenen 1949-1959
| Seizoen | Naam              | Motorfiets             | Constructeurstitel |
| ------- | ----------------- | ---------------------- | ------------------ |
| 1949    | Nello Pagani      | Mondial 125 Bialbero   | FB Mondial         |
| 1950    | Bruno Ruffo       | Mondial 125 Bialbero   | FB Mondial         |
| 1951    | Carlo Ubbiali     | Mondial 125 Bialbero   | FB Mondial         |
| 1952    | Cecil Sandford    | MV Agusta 125 Bialbero | MV Agusta          |
| 1953    | Werner Haas       | NSU Rennfox            | MV Agusta          |
| 1954    | Rupert Hollaus    | NSU Rennfox            | NSU                |
| 1955    | Carlo Ubbiali     | MV Agusta 125 Bialbero | MV Agusta          |
| 1956    | Carlo Ubbiali     | MV Agusta 125 Bialbero | MV Agusta          |
| 1957    | Tarquinio Provini | Mondial 125 Bialbero   | FB Mondial         |
| 1958    | Carlo Ubbiali     | MV Agusta 125 Bialbero | MV Agusta          |
| 1959    | Carlo Ubbiali     | MV Agusta 125 Bialbero | MV Agusta          |

#### Afbeeldingen jaren vijftig

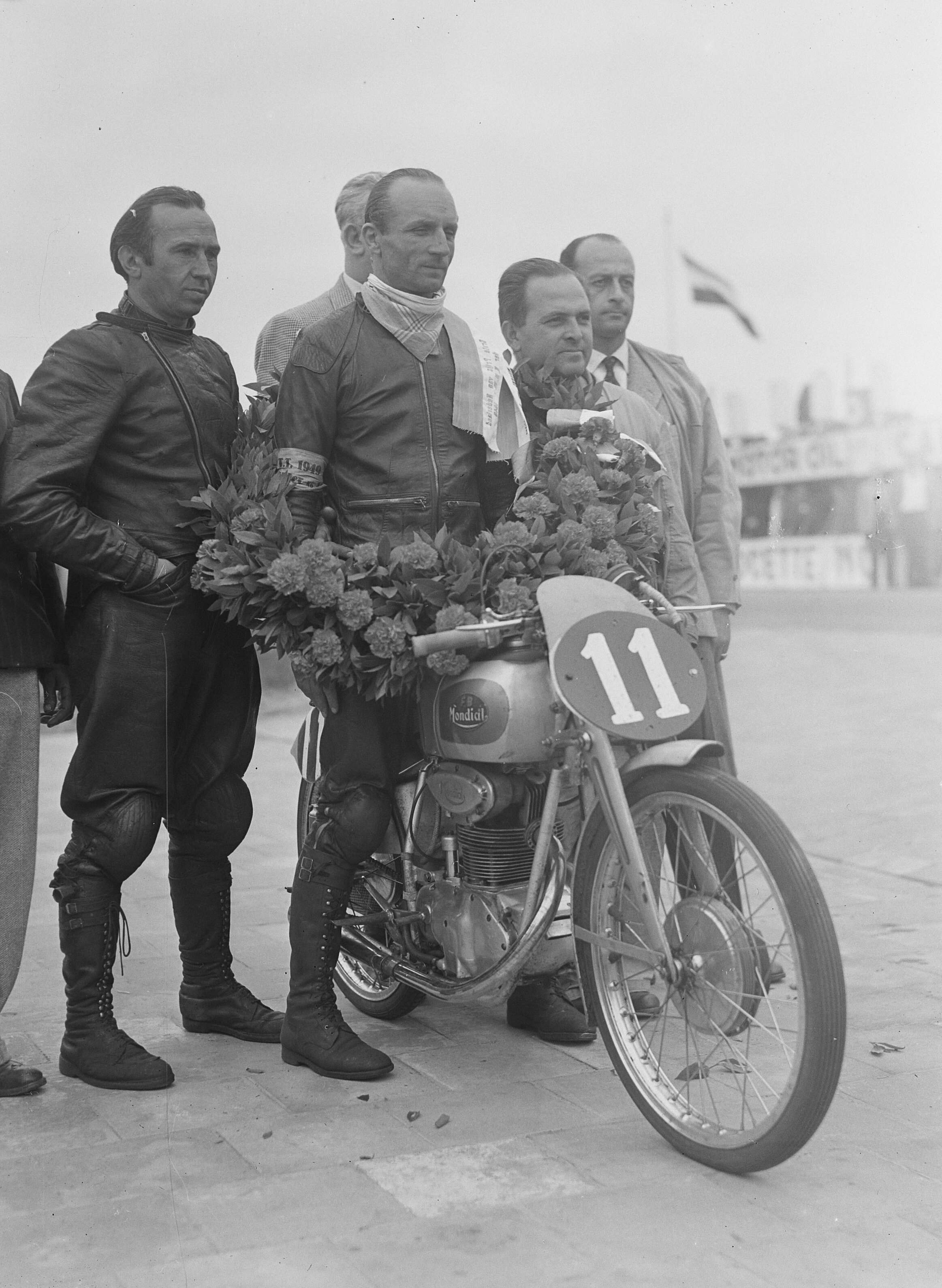
De allereerste 125cc-wereldkampioen: Nello Pagani met de Mondial 125 Bialbero
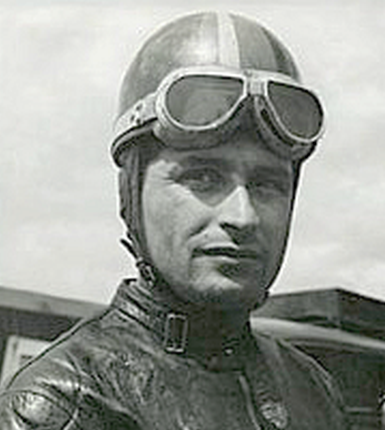
Bruno Ruffo, wereldkampioen in 1950
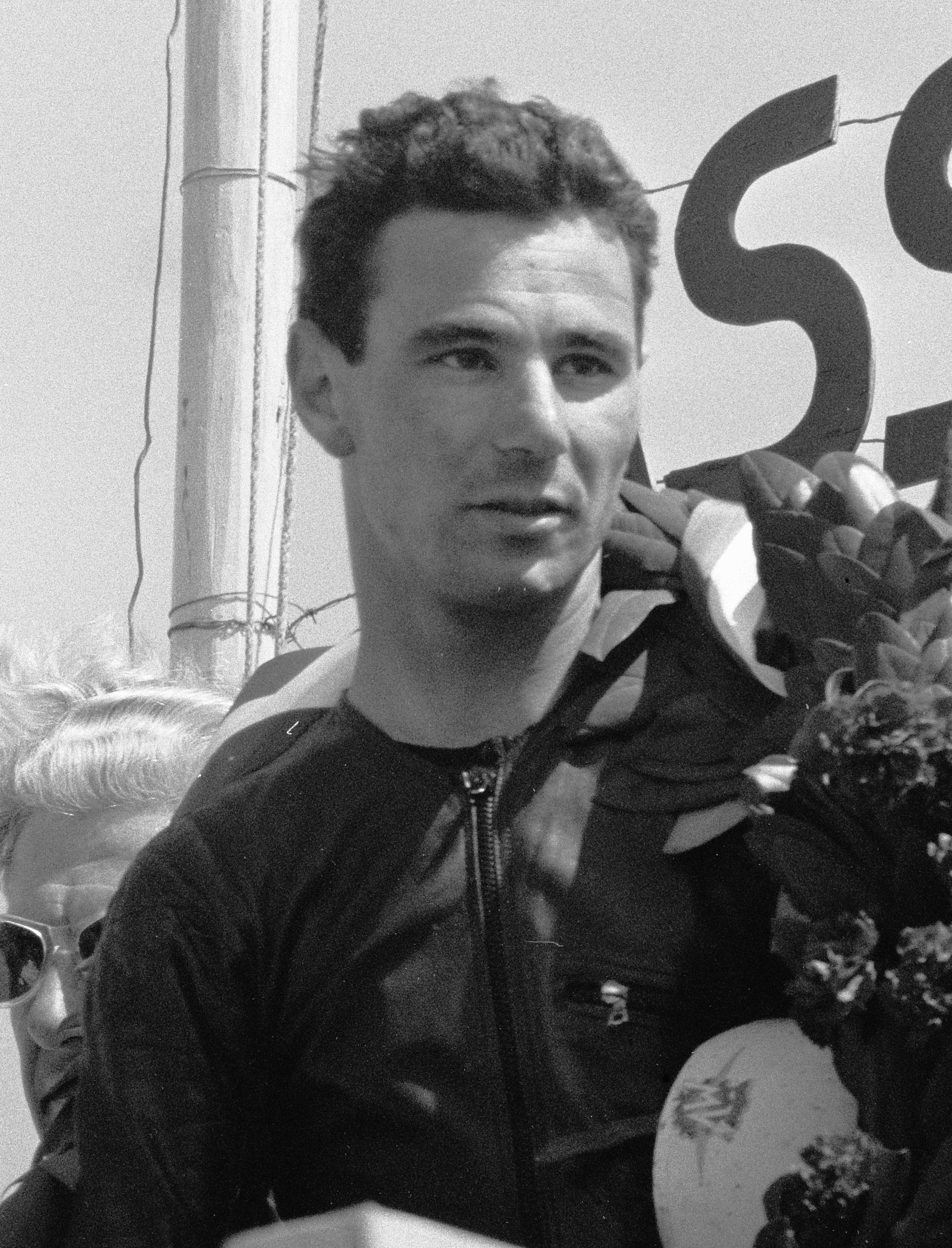
Carlo Ubbiali, wereldkampioen in 1951, 1955, 1956, 1958, 1959 en 1960
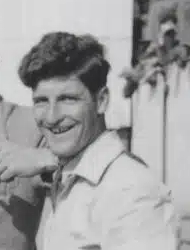
Cecil Sandford, wereldkampioen in 1952
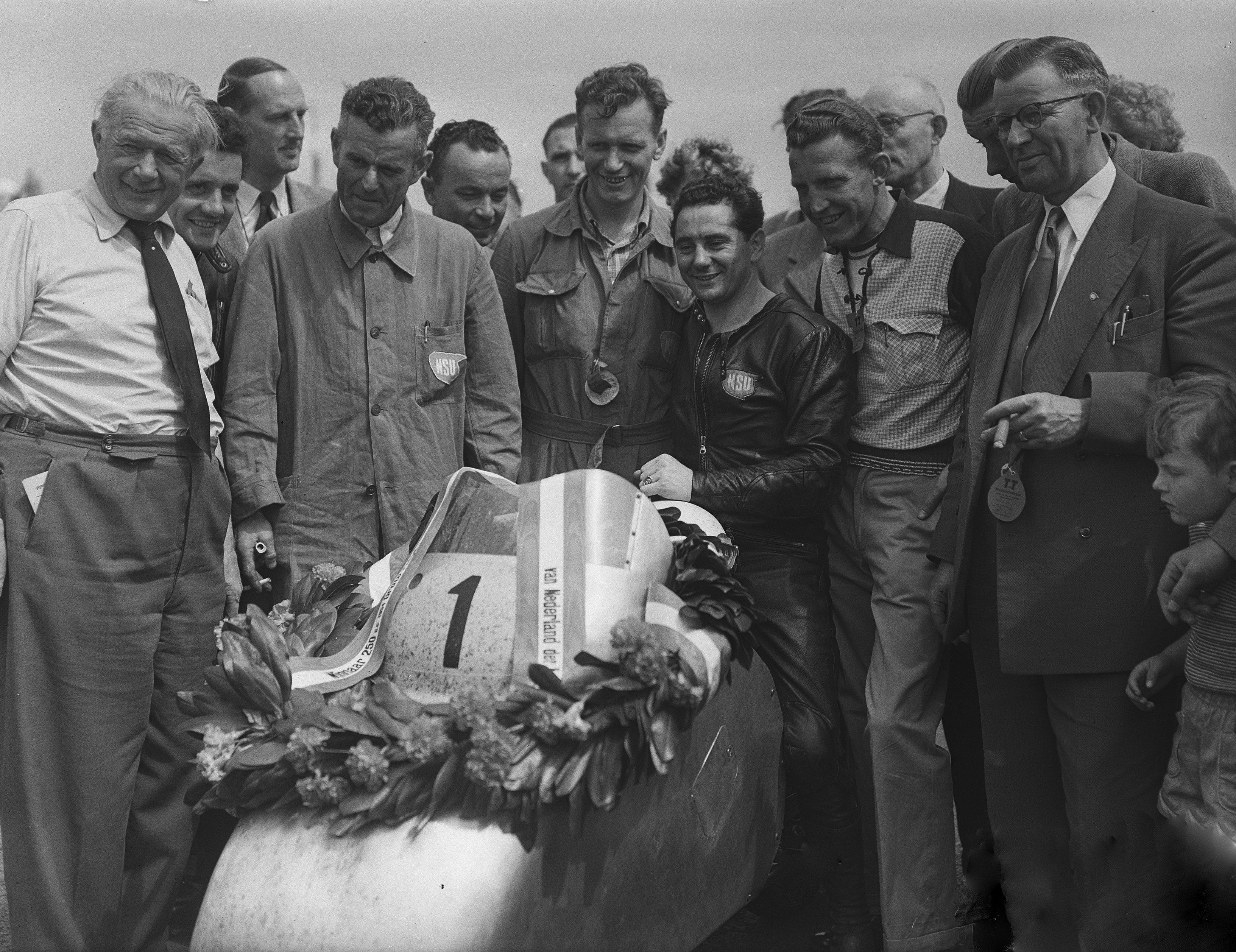
Werner Haas, wereldkampioen in 1953
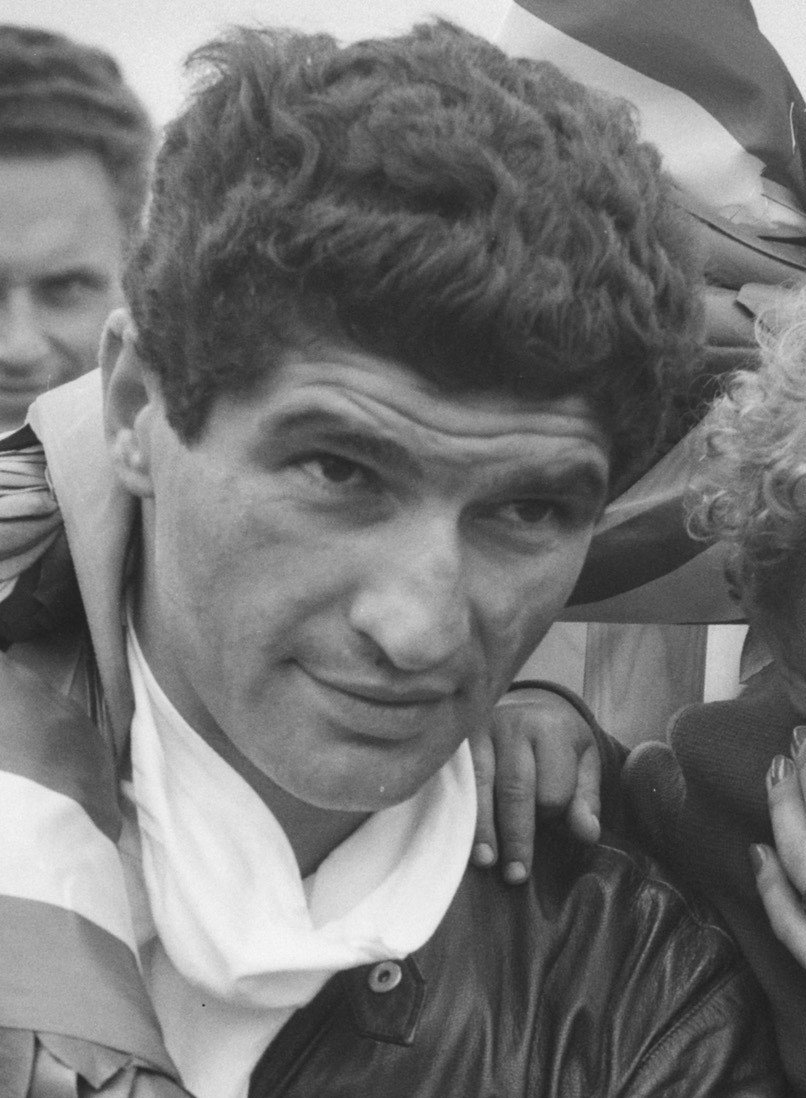
Tarquinio Provini, wereldkampioen in 1957
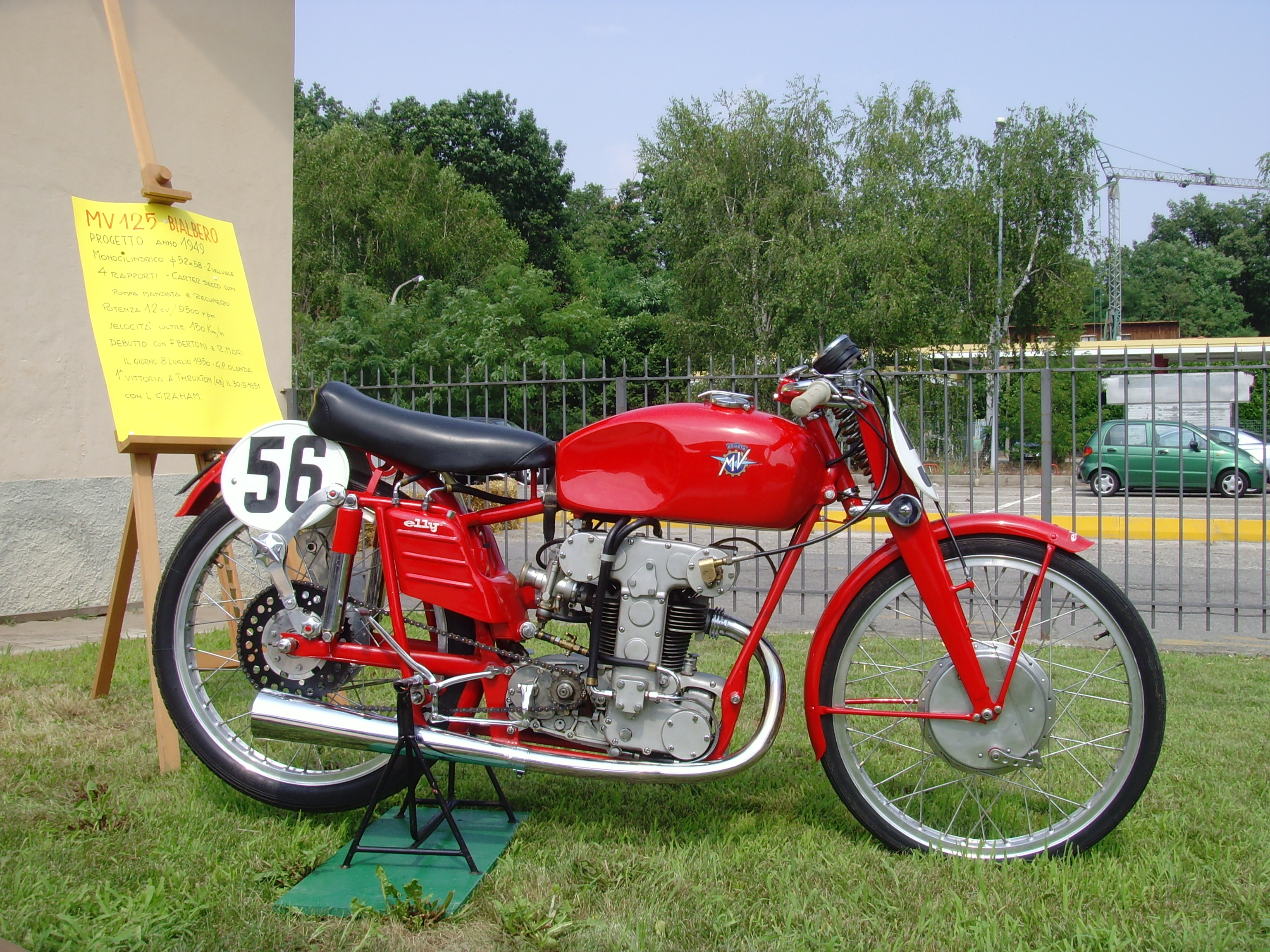
MV Agusta 125 Bialbero uit 1950
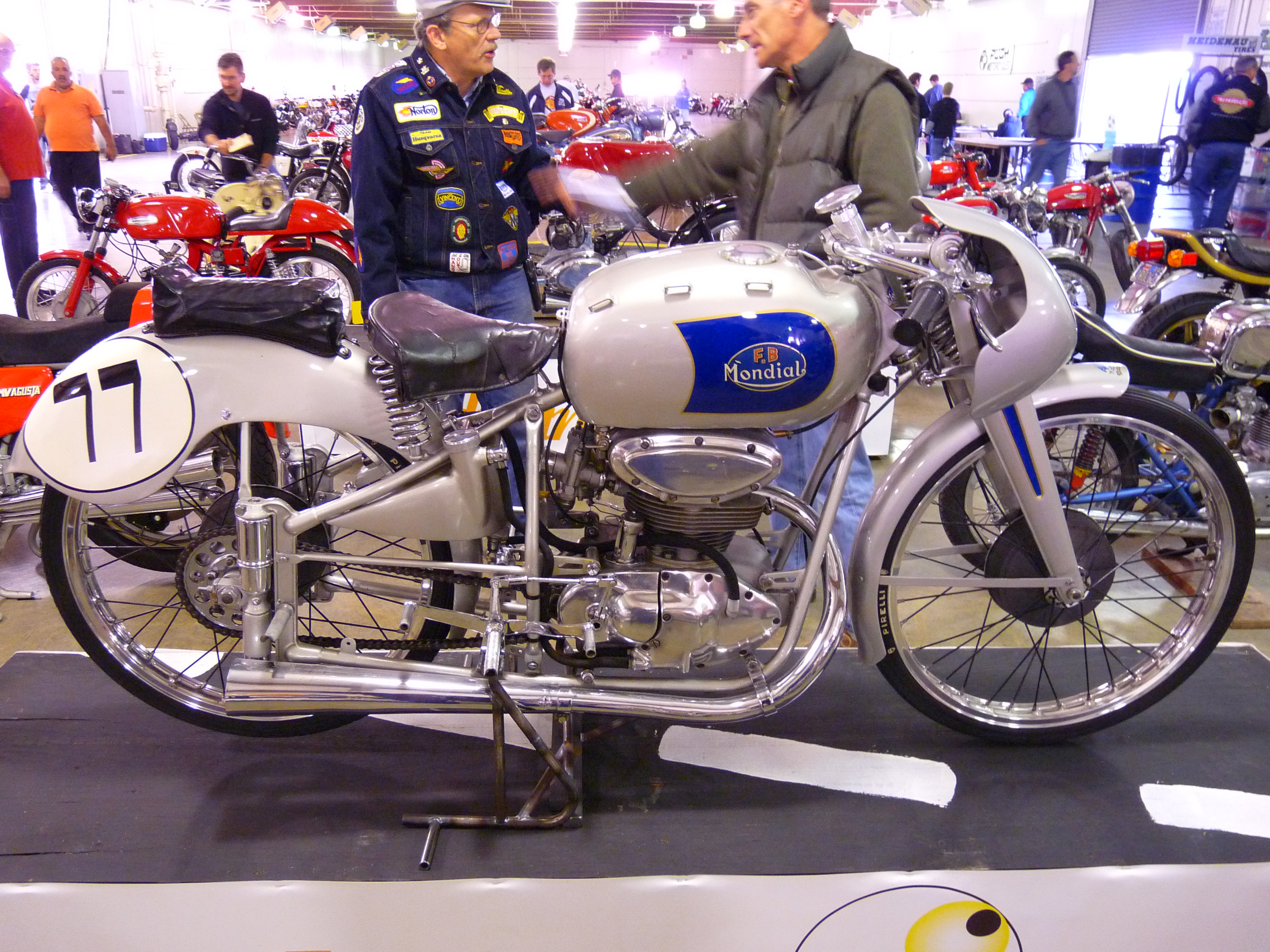
Mondial 125 Bialbero uit 1951
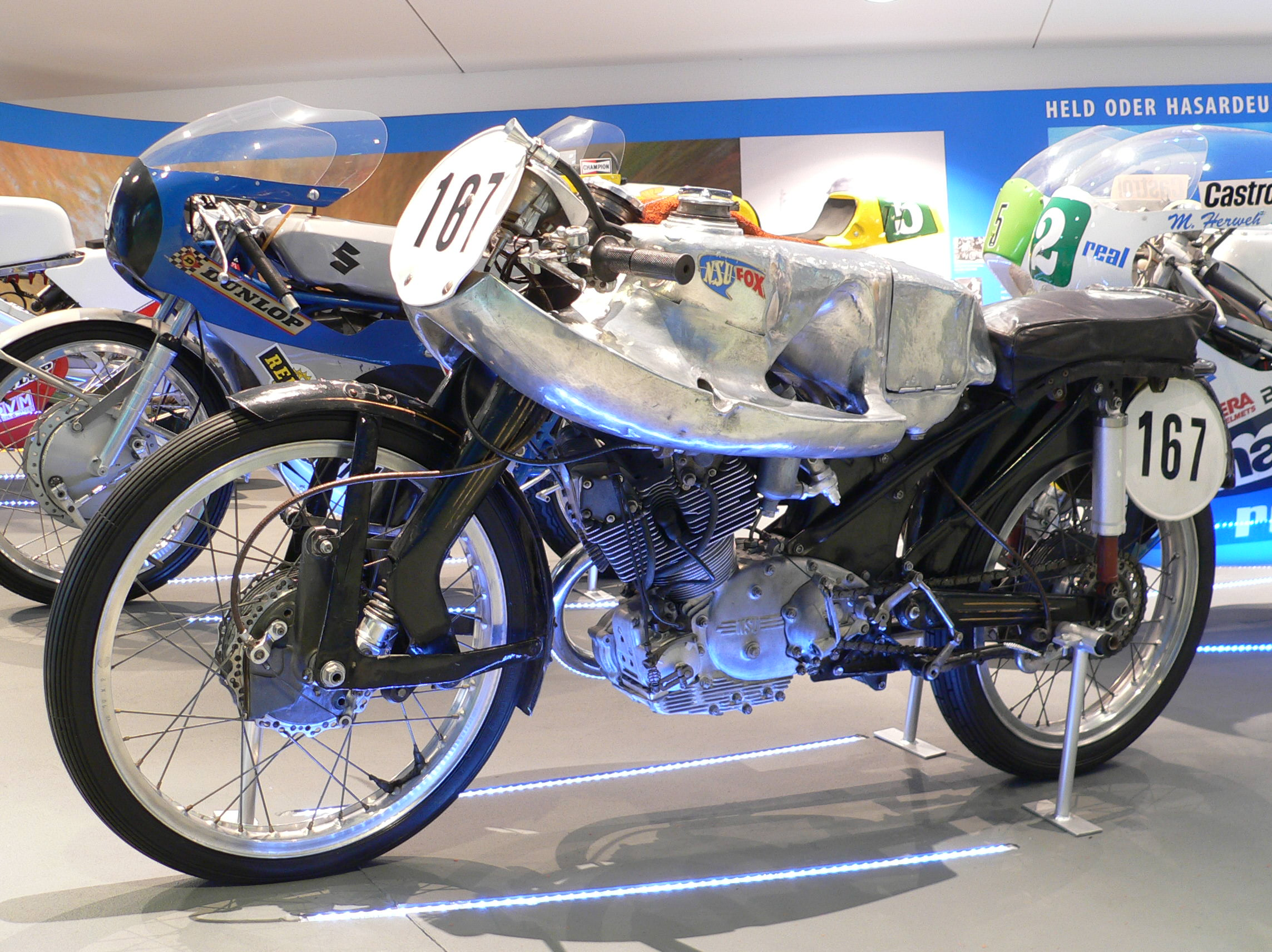
NSU Rennfox uit 1953
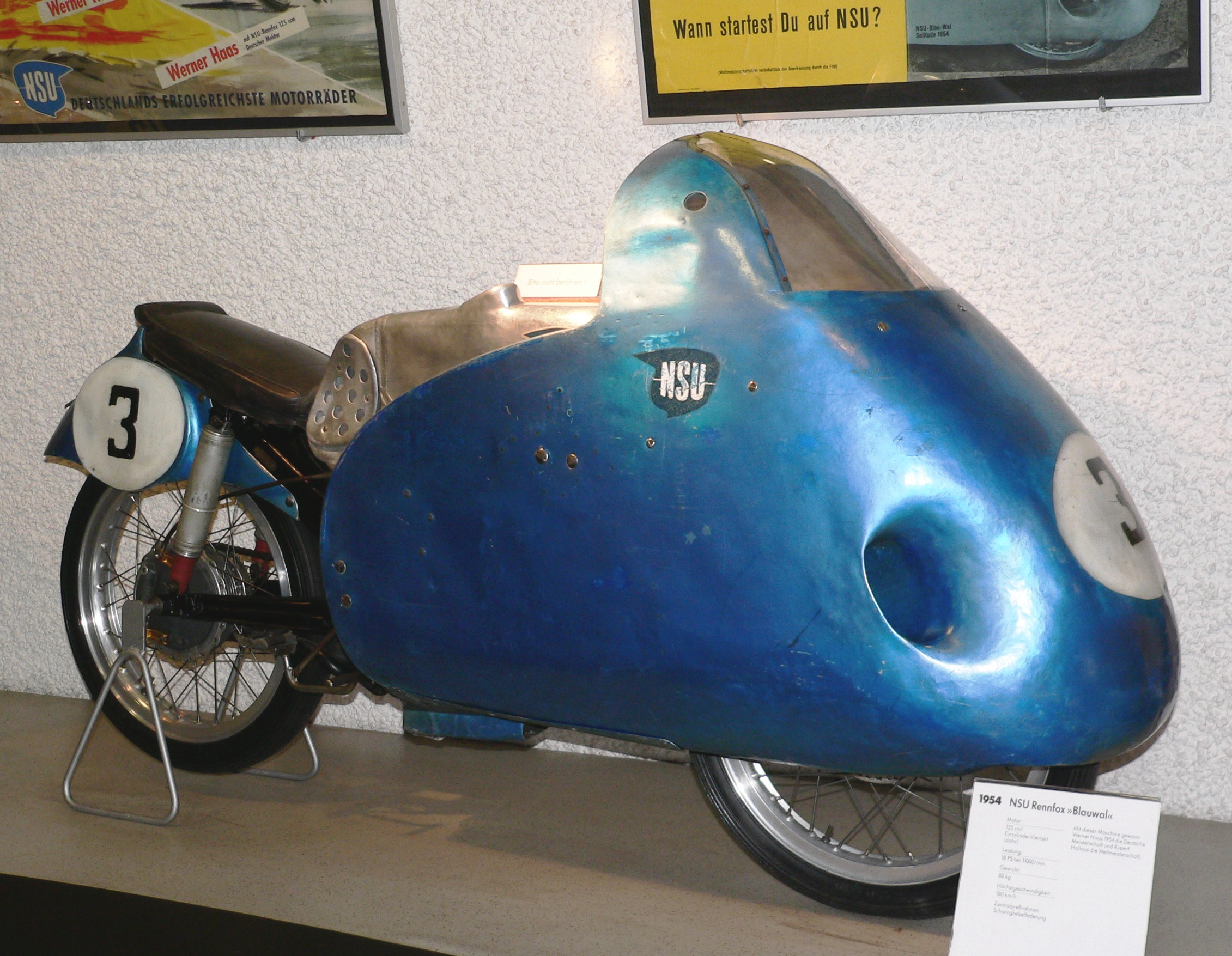
NSU Rennfox uit 1954, de "blauwe walvis"
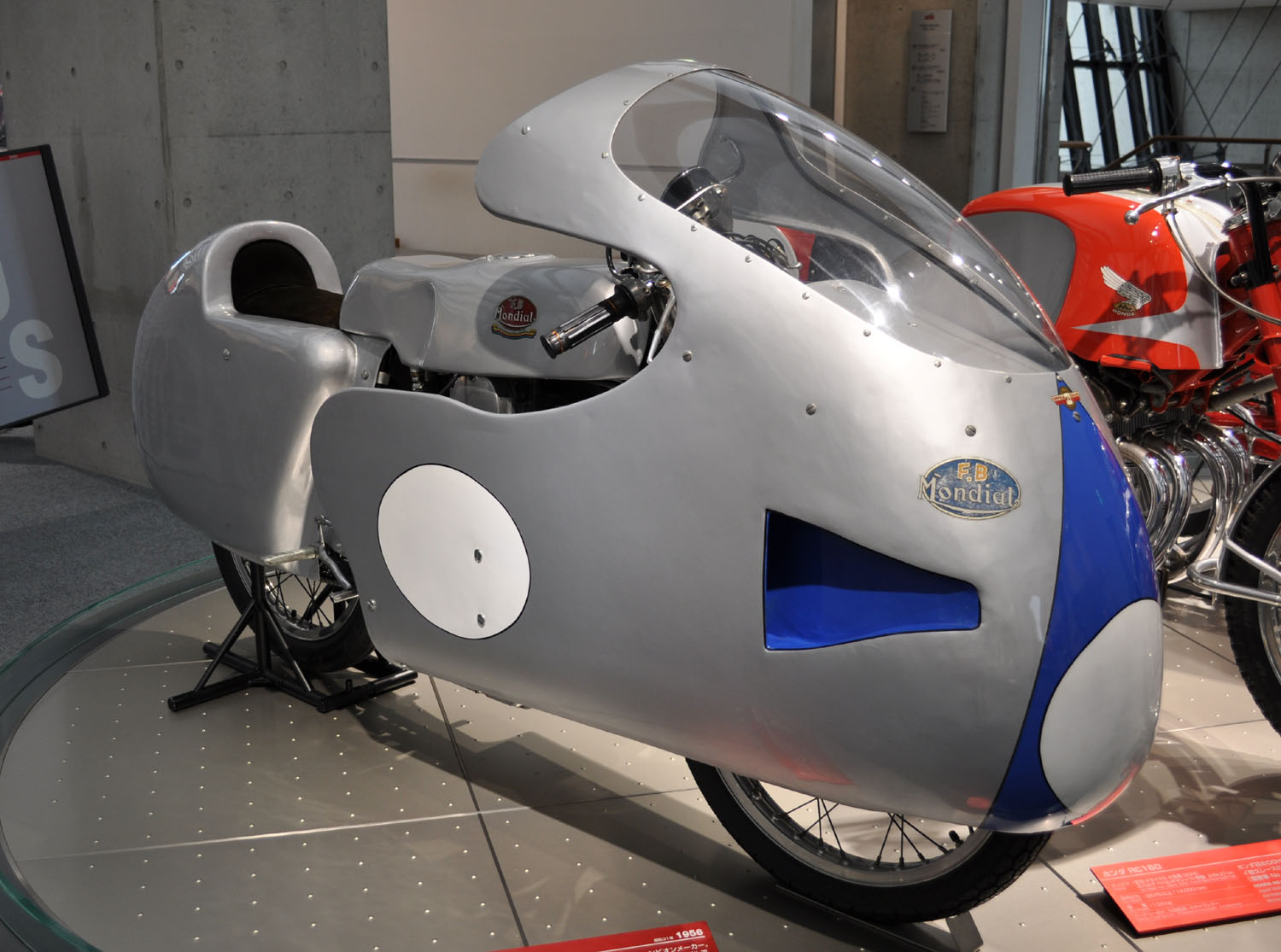
Mondial 125 Bialbero uit 1956. Tarquinio Provini werd er slechts vierde mee in het WK, maar in 1957 werd hij wereldkampioen
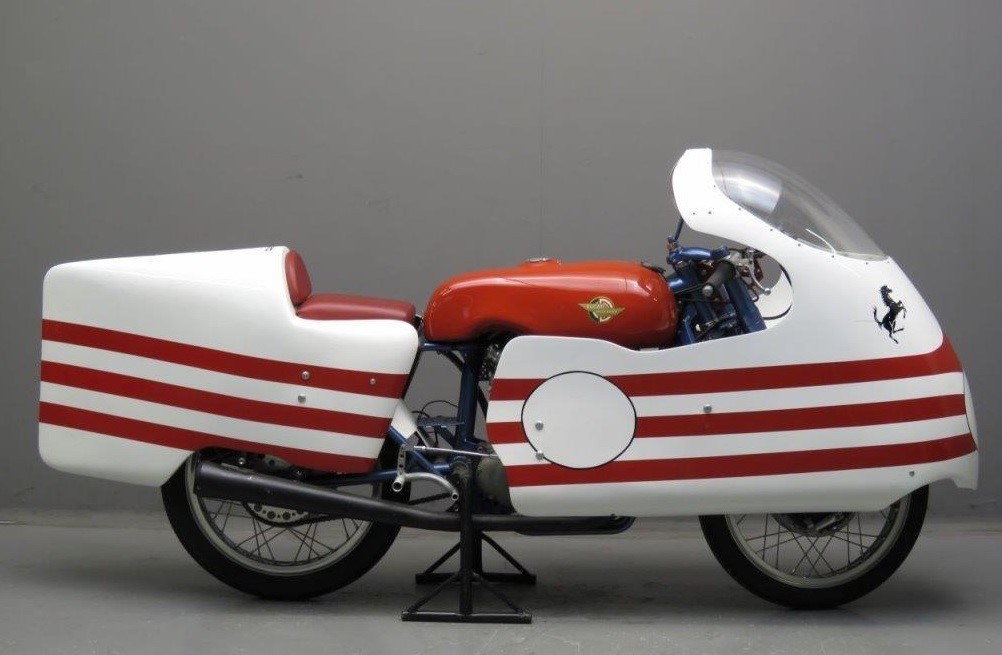
In 1958 maakte deze Ducati 125 Trialbero met drie bovenliggende nokkenassen het MV Agusta lastig, maar Alberto Gandossi werd slechts tweede
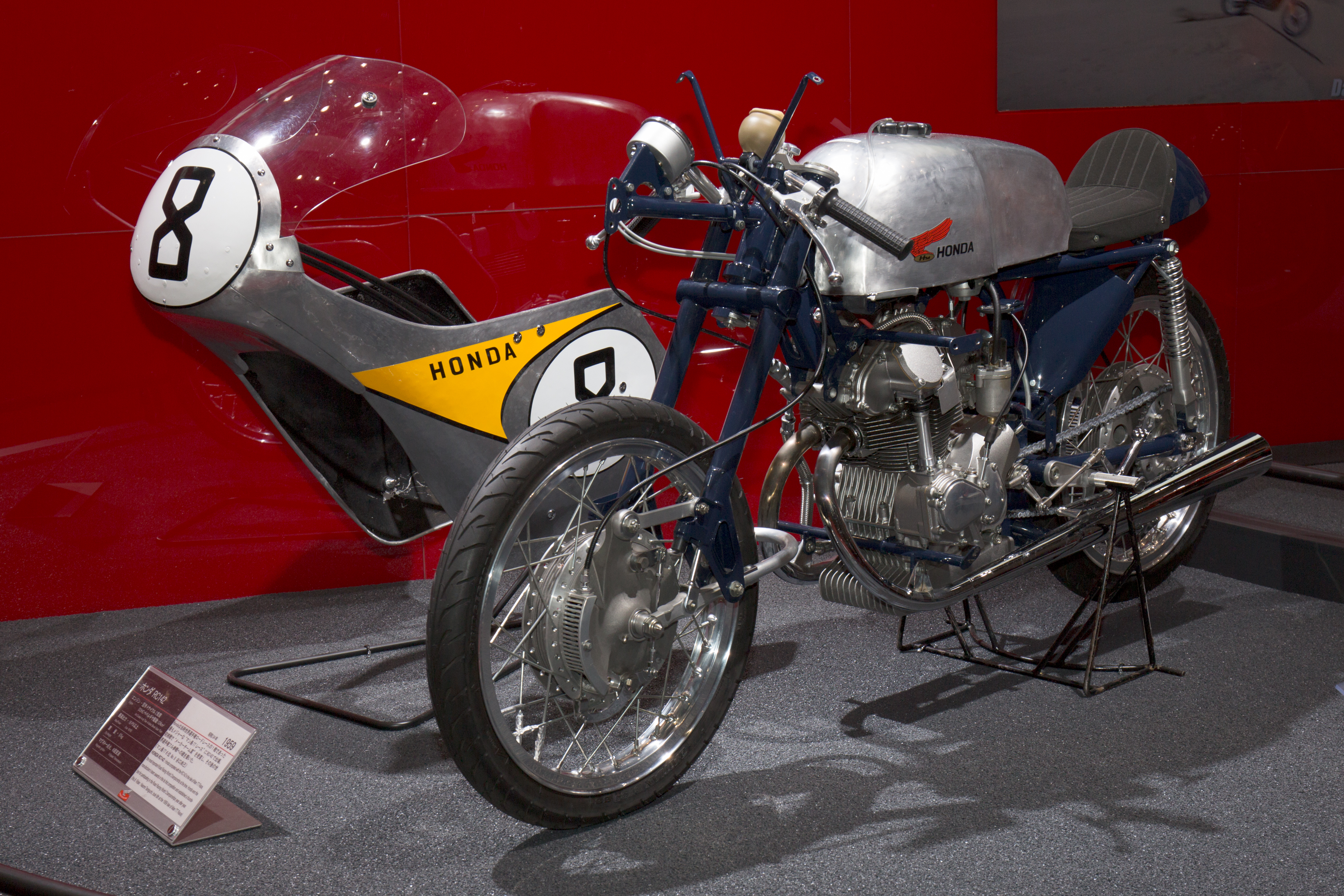
De Honda RC 142 maakte in 1959 nog niet veel indruk. Dit is de machine van Naomi Taniguchi, de eerste Japanner die een WK-punt scoorde.

### Jaren zestig
In de jaren zestig ontwikkelde zich een enorme (en dure) strijd tussen de Japanse merken, maar ook tussen de twee- en viertakten. Honda zocht het aanvankelijk in tweecilinder viertakten. In 1960 leverde een Honda RC 143 21 pk, ongeveer gelijk aan de MV Agusta 125 Bialbero-eencilinder. Suzuki, dat toen nog Colleda heette, had de Colleda RT 60 tweetakt, die slechts 13 pk leverde. Suzuki was erg geïnteresseerd in de tweetakttechniek van MZ, de door ingenieur Walter Kaaden en coureur Ernst Degner ontwikkelde techniek met expansie-uitlaat en roterende inlaat. Suzuki hielp Degner bij zijn vlucht naar het Westen en kreeg van Degner in ruil daarvoor zijn technische kennis. De Suzuki RT 61 uit 1961 leverde nog 15 pk, maar de RT 62 uit 1962 had al 22 pk. Toen in 1962 ook nog Yamaha zich met haar tweetakten met het WK ging bemoeien ontstond een dure strijd tussen de twee- en viertakten. Honda moest steeds meer cilinders gaan gebruiken (van twee naar vier en vijf), maar vooral Yamaha bood weerstand door ook viercilinders te gaan bouwen. Het resulteerde in een Japans decennium, met vier wereldtitels voor Honda, twee wereldtitels voor Suzuki en Yamaha en een wereldtitel voor Kawasaki. 
Carlo Ubbiali (MV Agusta) was in het seizoen 1960 oppermachtig. Hij won vier van de vijf races en moest alleen in de GP van België Ernst Degner en John Hempleman (beiden op MZ-tweetakten) voor laten gaan. Gary Hocking (MV Agusta) werd tweede in het WK en Degner werd derde. En Honda? Jim Redman, Naomi Taniguchi, Giichi Suzuki en Kunimitsu Takahashi scoorden punten met de Honda RC 143, genoeg voor de derde plaats in het constructeurskampioenschap.

#### De tweetakten komen
MV Agusta liet in het seizoen 1961 de lichtere klassen schieten. Honda had Luigi Taveri en Tom Phillis ingehuurd, maar de vader van Mike Hailwood, Stan, had Honda-fabrieksracers gehuurd. Hailwood werd er wereldkampioen mee in de 250cc-klasse, maar zat in de 125cc-klasse de fabrieksrijders ook dwars. Honda, dat de 2RC 143 als tussenmodel tussen de RC 143 en de RC 144 inzette, had ook nog tegenstand van de MZ RE 125 van Ernst Degner, maar Tom Phillis werd uiteindelijk wereldkampioen voor Degner en Taveri. Degner had zijn kansen opgegeven door naar het Westen te vluchten. 
| Met nog twee races van het seizoen 1961 te gaan had Ernst Degner in het wereldkampioenschap een kleine voorsprong op Tom Phillis. In de GP van Zweden blies Degner zijn motor op, maar hij behield de leiding omdat Phillis slechts zesde werd. Nu kwam het aan op de Argentijnse Grand Prix om de titel te beslissen. In de nacht na de Zweedse Grand Prix vluchtte Degner met behulp van Suzuki-technici naar Denemarken, een vlucht die hij niet kon uitstellen omdat zijn gezin al door een vriend uit de DDR gesmokkeld was. Degner kon wel naar Argentinië reizen, maar natuurlijk niet meer beschikken over zijn Oost-Duitse MZ. Hij regelde een EMC, maar die arriveerde te laat in Buenos Aires en zo werd Tom Phillis wereldkampioen. |

De vlucht van Degner werkte in de volgende jaren nog na. De regering Ulbricht, die dacht dat ze een geselecteerde, betrouwbare groep sporters over de grens stuurde, voelde zich door Degner verraden. Het gevolg was dat MZ vrijwel nergens meer aan de start kwam.
Honda had in het seizoen 1962 eigenlijk geen tegenstand meer. Degner bood zijn kennis van de MZ-tweetakttechniek aan Suzuki aan en werd met dat merk ook wereldkampioen in de 50cc-klasse. Met de Suzuki RT 62 kon hij nog geen vuist maken tegen de Honda RC 145. Honda bezette dan ook de eerste vier plaatsen in de eindstand, met Luigi Taveri, Jim Redman, Tommy Robb en Kunimitsu Takahashi. 
Na de 50cc-wereldtitel in 1962 wilde Suzuki in het seizoen 1963 meer. Het bracht een enorm team op de been met Hugh Anderson, Ernst Degner, Michio Ichino, Mitsuo Itoh, Isao Morishita, Frank Perris en Bert Schneider. Het had nu ook een tweecilinder ontwikkeld, de RT 63. Vanaf de tweede Grand Prix (Duitsland) was het in de 125cc-klasse Suzuki wat de klok sloeg: Hier won Ernst Degner zijn enige wedstrijd van 1963. In Frankrijk, Man, Assen, Ulster, de DDR en Finland won Anderson, in België Schneider en in Japan Perris. Anderson had de titel binnen en Suzuki reisde niet af naar Monza en Argentinië waardoor Honda met Taveri en Redman nog twee overwinningen kon pakken. Op het thuiscircuit in Suzuka was Suzuki weer van de partij. Perris won hier vóór Redman en Degner. Een klein mijlpaaltje voor Suzuki was de eerste 125cc-wereldtitel die met een tweetaktmotor behaald werd. Taveri werd tweede en Redman derde.
In het seizoen 1964 sloeg Honda GP van de USA over, waardoor Hugh Anderson met zijn Suzuki won. Maar daarna kon zijn Suzuki RT 64A nog maar af en toe weerstand bieden aan de nieuwe viercilinder Honda 2RC 146. Luigi Taveri won er vijf GP's mee en werd wereldkampioen voor zijn teamgenoot Jim Redman en Anderson.
In het seizoen 1965 leek Suzuki meer concurrentie te krijgen, onder meer van de Yamaha RA 97. Ook Honda probeerde van alles om de Suzuki's bij te blijven, met de viercilinders Honda 2RC 146 en 4RC 146. Suzuki zag de dreiging en ontwikkelde de viercilindertweetakten RS 64 en RS 65, die veel problemen kenden. Daarom kwam er een ander prototype, de driecilinder RJ 66, maar noodgedwongen greep men terug op de tweecilinder, die nu RT 65 ging heten. Er werd dus hard gewerkt, want Suzuki wilde ook nog in de 250cc-klasse aantreden maar de ontwikkelingen gingen daarvoor te traag en Suzuki sloot dat project in de loop van het seizoen weer af. De keuze voor de simpele tweecilinder bleek de juiste. Honda's beste resultaat was de tweede plaats van Luigi Taveri in de TT van Man en Yamaha won weliswaar twee keer, maar kwam slechts drie keer aan de start. Het WK ging feitelijk tussen de Suzuki-rijders Hugh Anderson en Frank Perris. Anderson werd wereldkampioen, Perris werd tweede en Derek Woodman werd met een MZ RE 125 derde. Yamaha en Honda hadden intussen wel doorgewerkt. De Yamaha RA 97 werd steeds beter en aan het eind van het seizoen mocht de jonge Bill Ivy ermee in de Japanse GP rijden. Honda had de viercilinders opgegeven en was nog één cilinder verder gegaan: De 125 cc-Honda RC 148 was een vijfcilinder.
Aan het begin van het seizoen 1966 waren Yamaha en Honda er klaar voor. Yamaha met zijn RA 97 en Bill Ivy, Honda met weer een nieuwe vijfcilinder, de RC 149. Suzuki werkte nog door aan de driecilinder RJ 66, maar die zou nooit aan de start komen. Men koos dus weer voor de tweecilinder, nu de RT 66. Die kwam er niet meer aan te pas. De WK-strijd ging tussen Luigi Taveri en Bill Ivy. Die laatste raakte geblesseerd tijdens de Hutchinson 100, waardoor hij de Finse GP en de Ulster GP miste. Toen was Taveri zeker van de wereldtitel, Ivy werd tweede en Ralph Bryans (Honda) derde. 
In het seizoen 1967 gaf Honda de strijd in de 50- en de 125cc-klasse op. Het vocht nog in drie andere klassen en stond op het punt om in te stappen in de Formule 1. Maar Yamaha had haar viercilinder RA 31 klaar. Suzuki werkte ook nog steeds aan een viercilinder, de RS 67, net als de Yamaha een square four, en een nieuwe versie, de RS 67U met een viercilinder U-motor. Maar men racete nog steeds met de tweecilinder, die nu RT 67 heette, 35 pk leverde en tien versnellingen had. Maar dat was nog niet genoeg om de Yamaha te verslaan. Ivy won met zijn Yamaha acht van de twaalf races en zijn teamgenoot Phil Read won er twee. Ivy werd met overmacht wereldkampioen, Read werd tweede en Stuart Graham (zoon van oud-wereldkampioen Leslie Graham) werd met Suzuki derde. 
In het seizoen 1968 stopte Suzuki ook met racen, maar de fabrieks-RT 67's werden verkocht en privérijders zouden er in de komende jaren nog goede zaken mee doen. Nu Yamaha geen concurrentie meer had (ook niet in de 250cc-klasse) werd eigenlijk al voor het seizoen besloten dat Bill Ivy met de Yamaha RD 05A met hulp van Phil Read wereldkampioen 250 cc zou worden en Read op zijn beurt met de Yamaha RA 31A met hulp van Ivy wereldkampioen 125 cc. Tijdens de TT van Man werd de rolverdeling voor iedereen duidelijk, toen Ivy tegen het einde erg traag werd om Read de Ultra-Lightweight TT te laten winnen. In de GP van de DDR won Ivy – volgens afspraak -  de 250cc-race, maar Read gaf slechts 0,1 seconde toe. Er ontstond twijfel of Read zich wel aan de afspraak zou houden. Aan het einde van het seizoen was Read wereldkampioen 125 cc, maar hij snoepte ook de 250cc-titel van Ivy weg. Een van de verkochte Suzuki RT 67's werd in dit seizoen enkele malen ingezet door Hans Georg Anscheidt, die er achtste in het WK mee werd. Hij concentreerde zich dan ook op de 50cc-klasse. Daar werd hij wereldkampioen.
Aan het begin van het seizoen 1969 maakte ook Yamaha bekend te zullen stoppen. Nu was de hele 125cc-klasse in handen van de privérijders. Maar sommigen hadden toch goede 125cc-racers. Dave Simmonds, de al enkele jaren enige hulp kreeg van Kawasaki (dat ook stopte) had nog zijn Kawasaki KA-1, een tamelijk eenvoudige watergekoelde tweecilinder. Dieter Braun en Cees van Dongen beschikten over ex-fabrieks-Suzuki RT 67's. Maar Yamaha had ook nog vier prototype-productieracers staan, de YZ 623. Simmonds, die in het seizoen 1968 slechts één 125cc-race met zijn Kawasaki had gereden, werd nu met overmacht wereldkampioen, voor Braun en van Dongen. De Yamaha YZ 623 was ook een eenvoudige, luchtgekoelde tweecilinder en gooide geen hoge ogen. Kent Andersson werd weliswaar vierde in het WK, maar had slechts twee races met de Yamaha gereden, de rest met een Maico 125 RS.

#### Wereldkampioenen 1960-1969
| Seizoen | Naam          | Motorfiets             | Constructeurstitel |
| ------- | ------------- | ---------------------- | ------------------ |
| 1960    | Carlo Ubbiali | MV Agusta 125 Bialbero | MV Agusta          |
| 1961    | Tom Phillis   | Honda 2RC 143/RC 144   | Honda              |
| 1962    | Luigi Taveri  | Honda RC 145           | Honda              |
| 1963    | Hugh Anderson | Suzuki RT 63/RT 64     | Suzuki             |
| 1964    | Luigi Taveri  | Honda 2RC 146          | Honda              |
| 1965    | Hugh Anderson | Suzuki RT 65           | Suzuki             |
| 1966    | Luigi Taveri  | Honda RC 149           | Honda              |
| 1967    | Bill Ivy      | Yamaha RA 31           | Yamaha             |
| 1968    | Phil Read     | Yamaha RA 31A          | Yamaha             |
| 1969    | Dave Simmonds | Kawasaki KA-1          | Kawasaki           |

#### Afbeeldingen jaren zestig

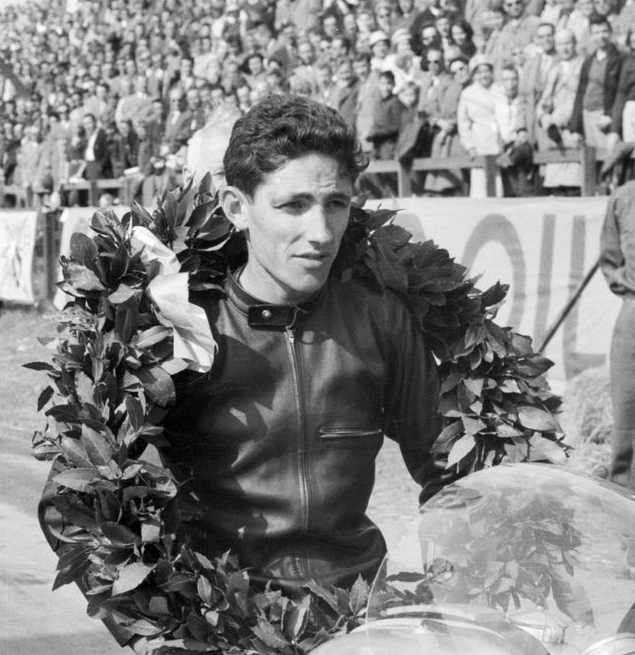
Tom Phillis, wereldkampioen in 1961
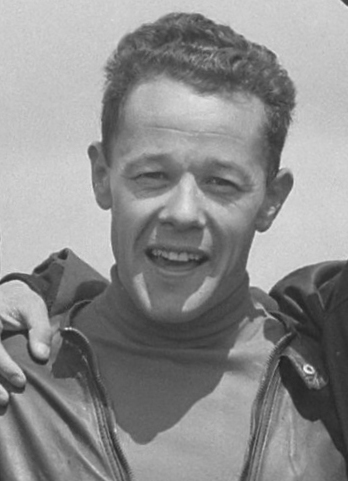
Luigi Taveri, wereldkampioen in 1962 en 1964
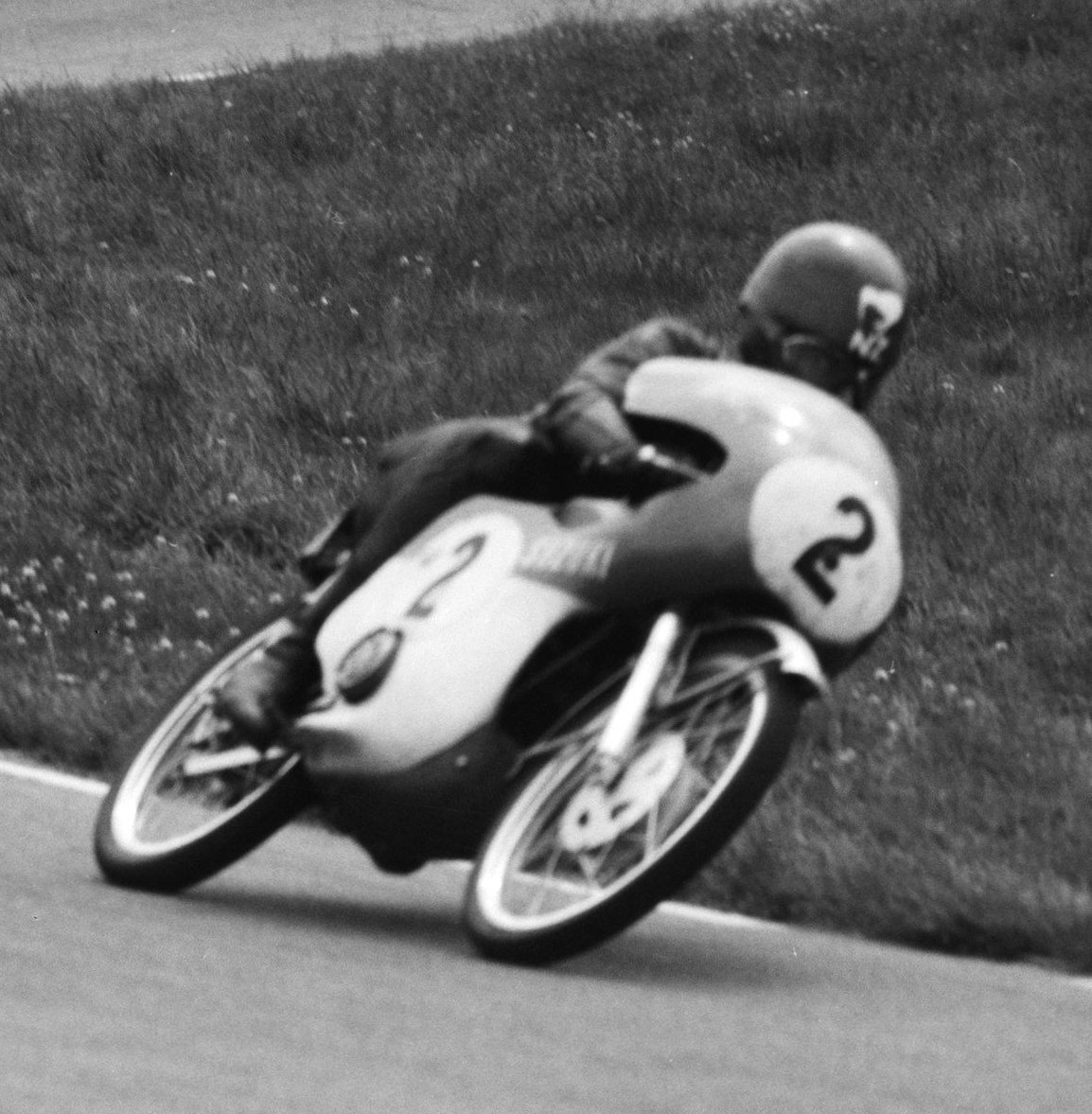
Hugh Anderson, wereldkampioen in 1963 en 1965
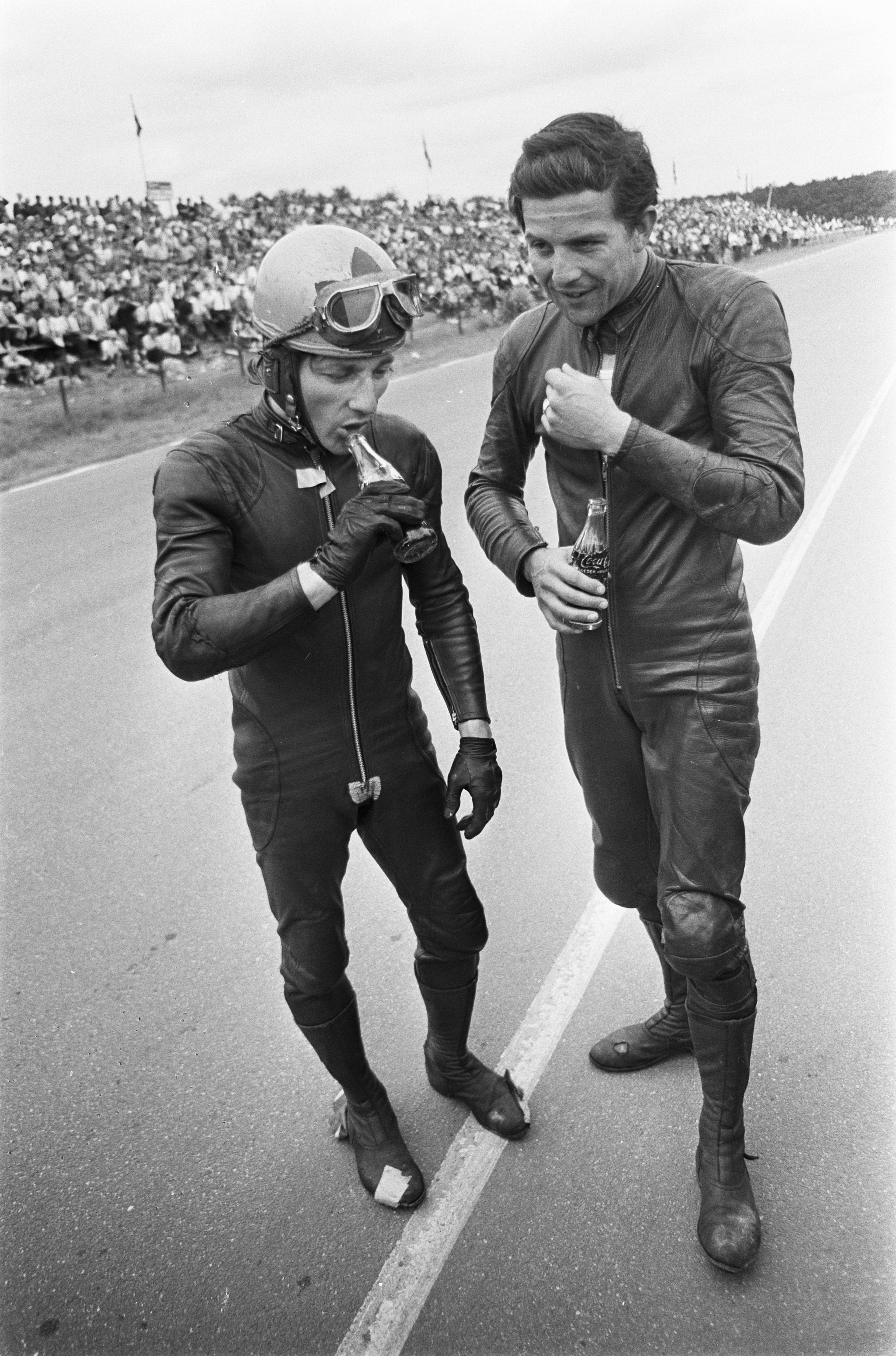
Bill Ivy en Phil Read in 1968. Read werd volgens afspraak met Yamaha wereldkampioen 125 cc, maar snoepte - niet volgens afspraak - de 250cc-titel weg bij Ivy. Read kreeg nooit meer steun van Yamaha.
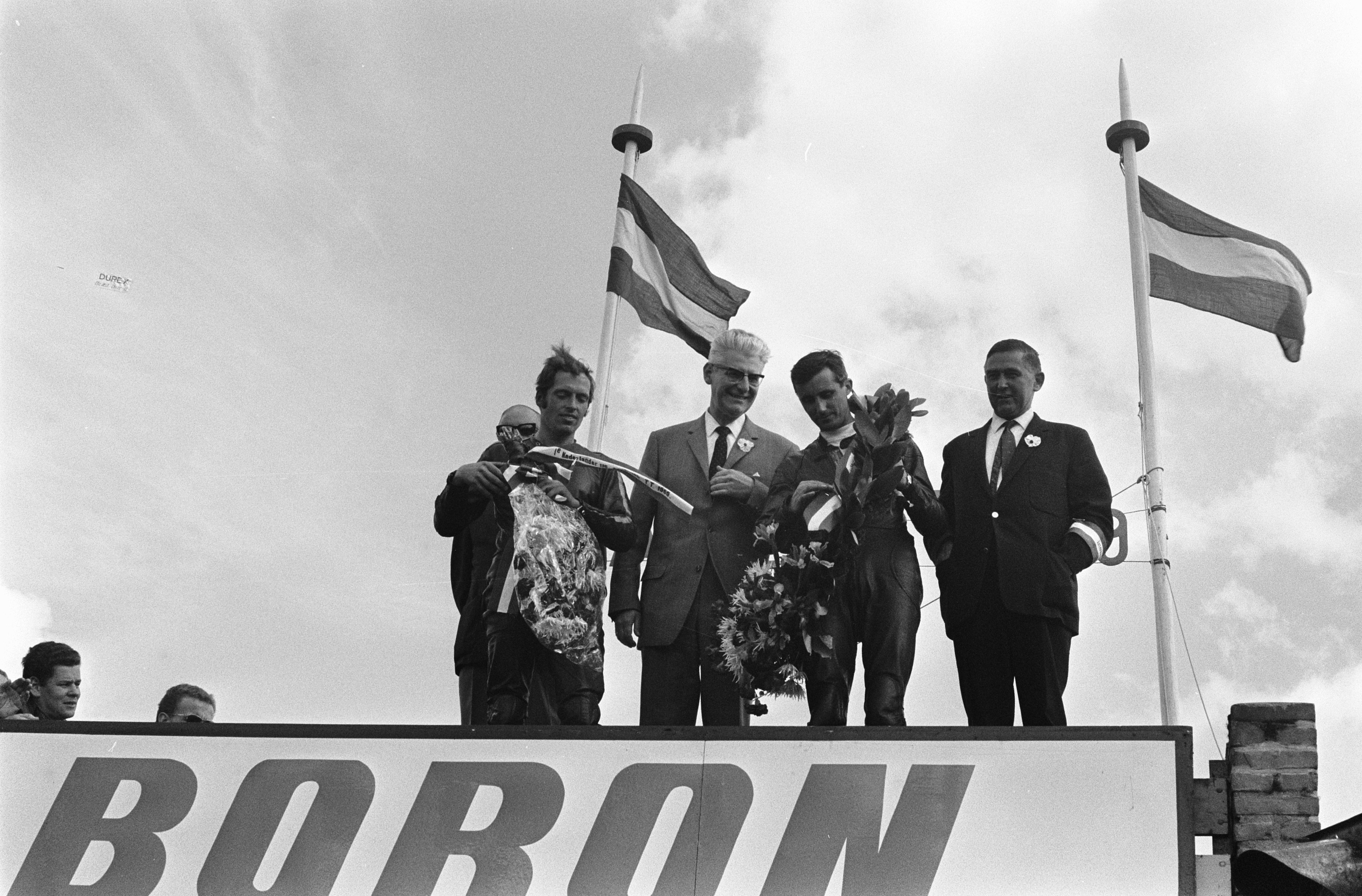
Dave Simmonds (rechts), wereldkampioen in 1969
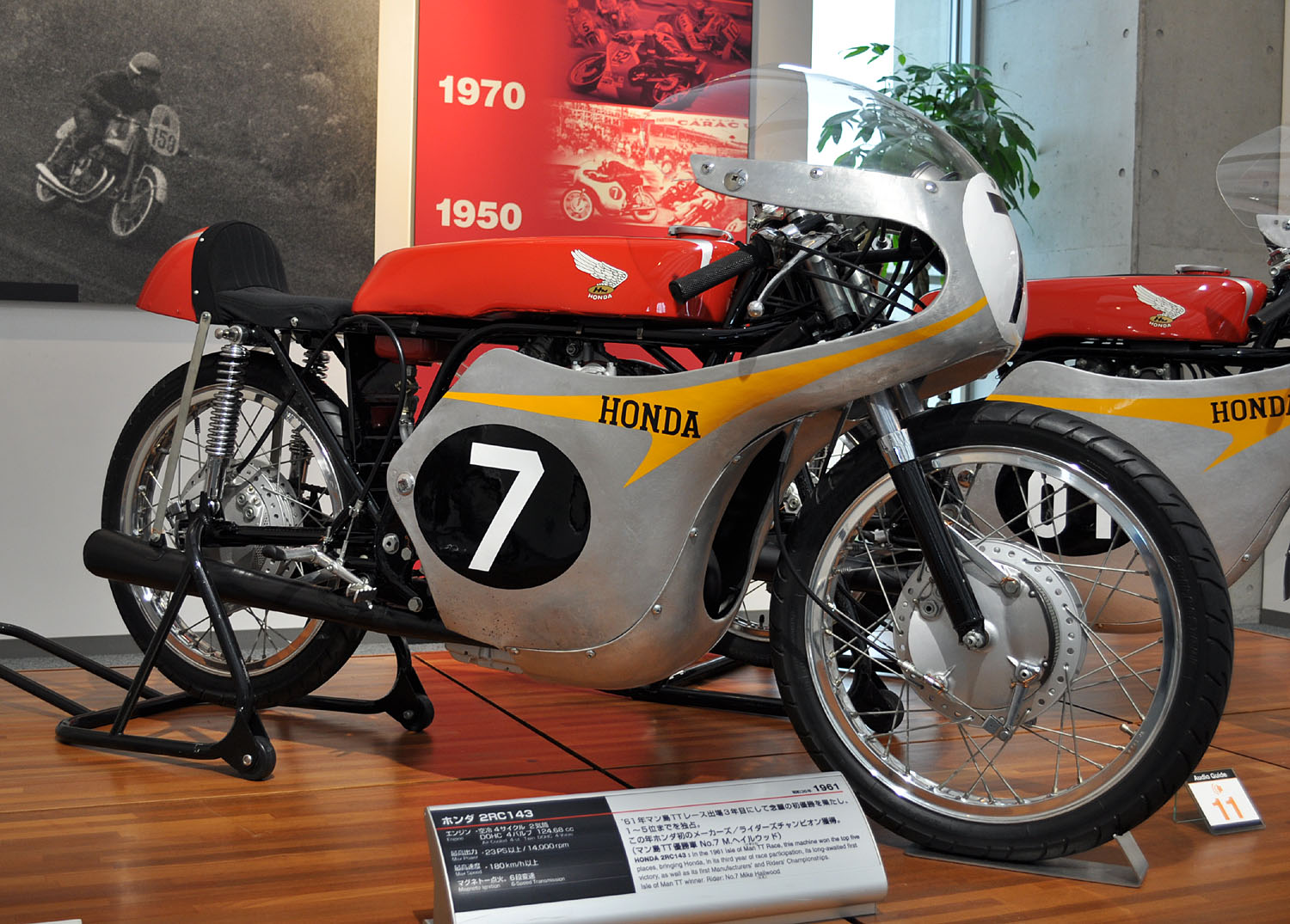
Wereldkampioen 1961: de Honda 2RC 143
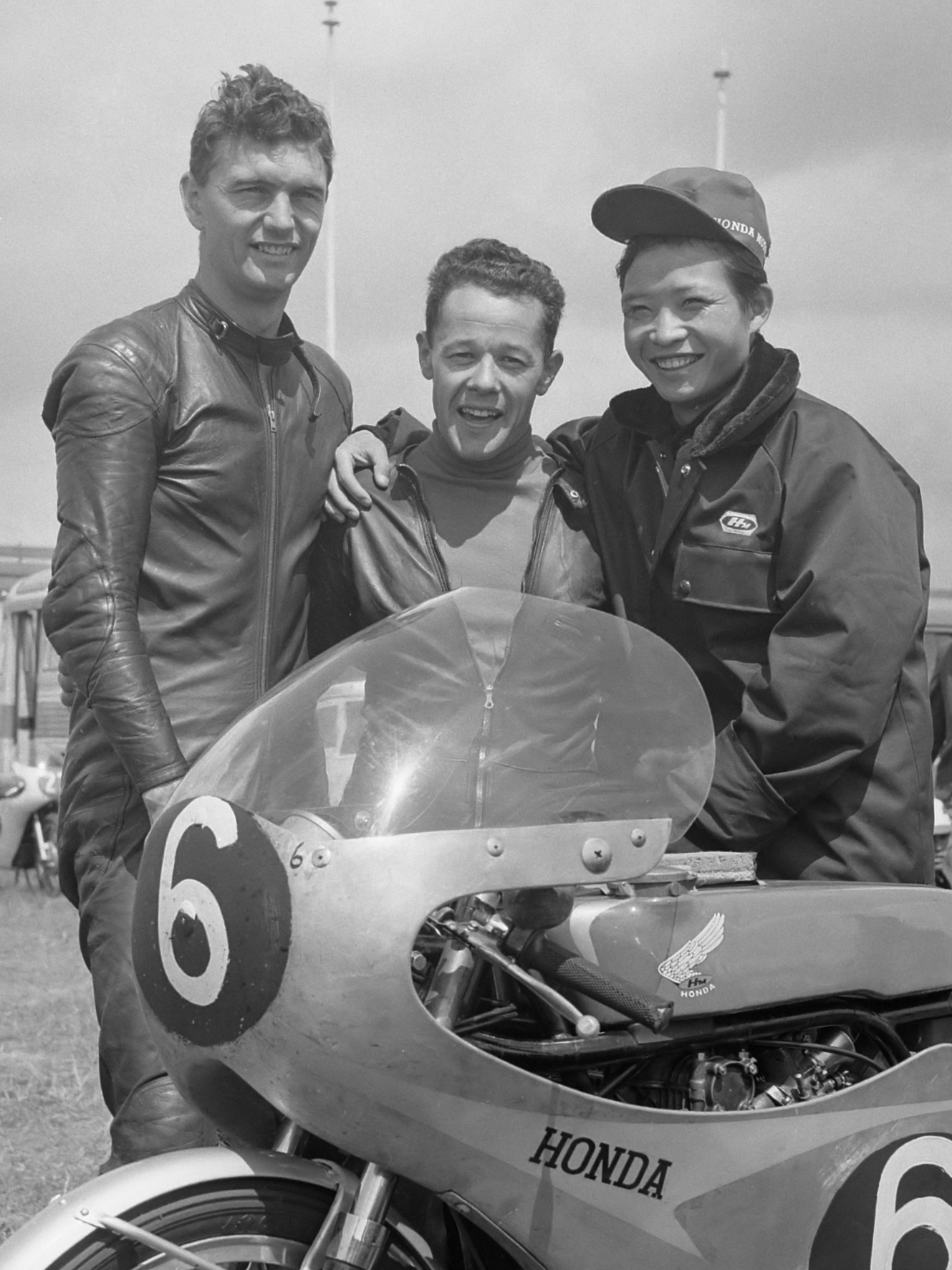
Jim Redman, Luigi Taveri en Kunimitsu Takahashi met de Honda RC 145 in 1963
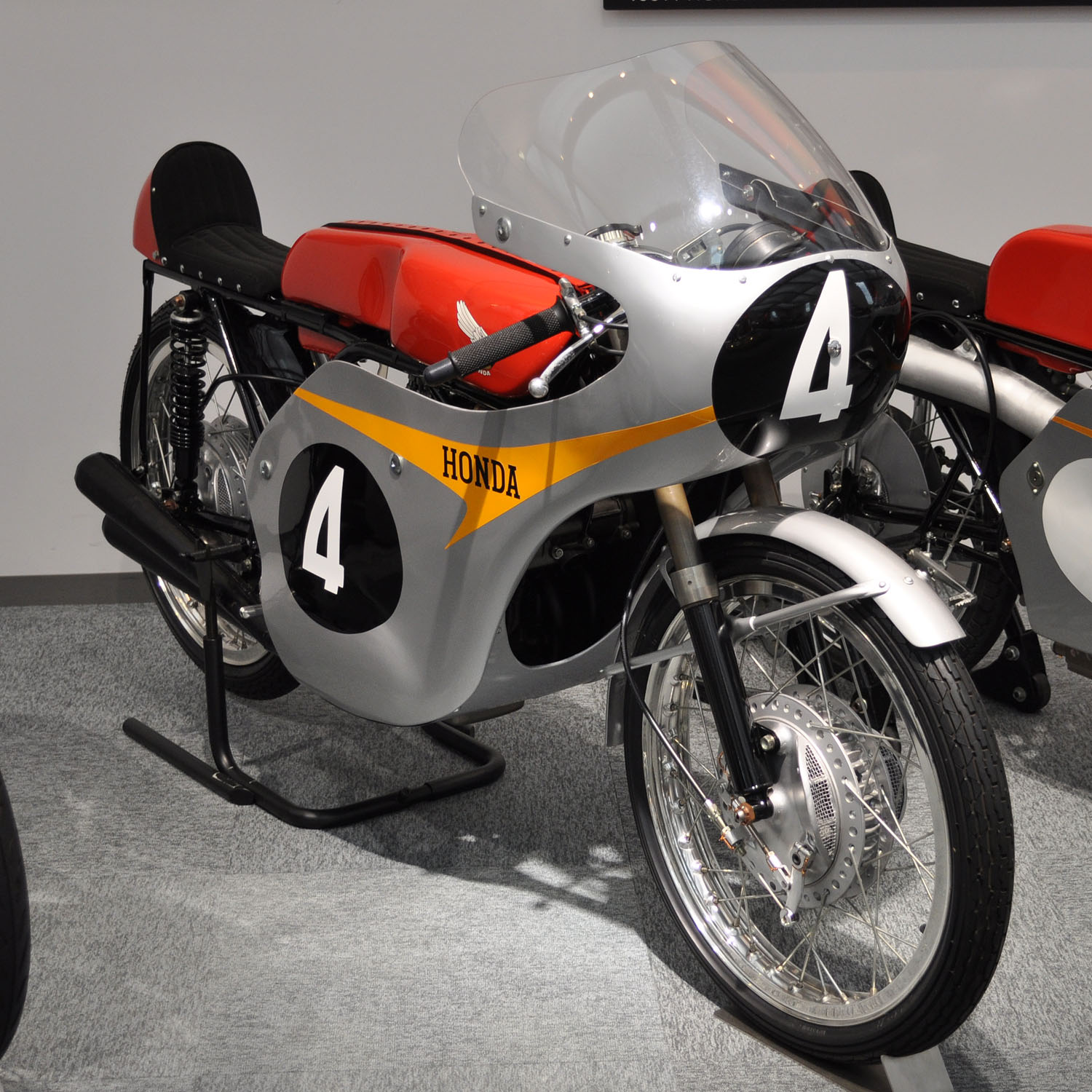
De Honda 2RC 146 uit 1964 was al een viercilinder. Honda moest steeds meer cilinders gebruiken om de tweetakten voor te blijven, maar in 1964 lukte dat nog
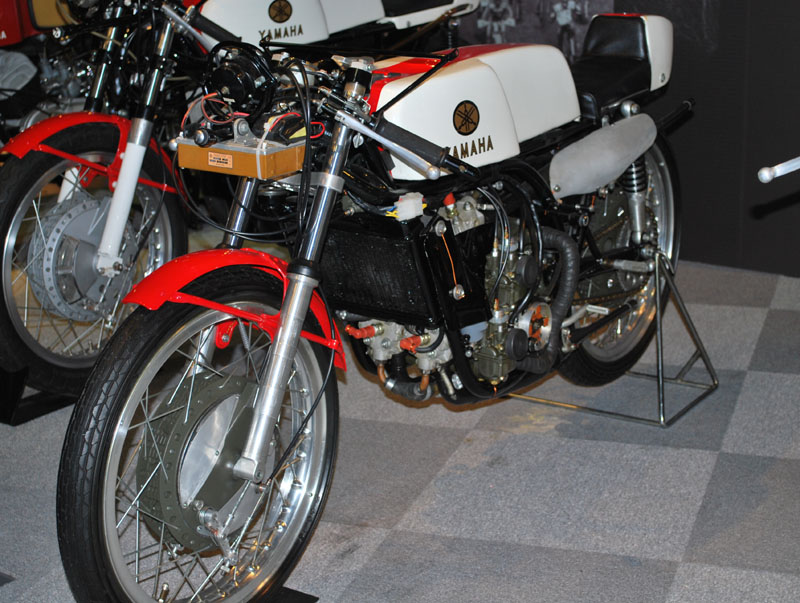
Yamaha RA 31A uit 1968

### Jaren zeventig
In de jaren zeventig werden de reglementen aangepast, zodat de motoren veel eenvoudiger werden. Daardoor waren ze goedkoper te ontwikkelen en te bouwen en begonnen steeds meer kleine Europese merken zich in de 125cc-klasse te manifesteren. Eerst was dat Derbi, maar Yamaha trok zich in 1976 terug en dat maakte de weg ook vrij voor Morbidelli (later MBA) en Minarelli. 
Met ingang het seizoen 1970 mochten de 125cc-motoren niet meer dan twee cilinders en zes versnellingen hebben. Dat paste perfect in het straatje van Dieter Braun en Aalt Toersen, die nu in het bezit waren van de drie jaar oude Suzuki RT 67's. MZ zette in dit jaar nog de eencilinder MZ RE 125 in, maar experimenteerde ook met een tweecilinder en het Spaanse Derbi, dat eerder een tweecilinder met aparte krukassen had gebouwd, maakte nu een meer conventionele tweecilinder voor Ángel Nieto. Regerend kampioen Dave Simmonds had nog steeds zijn oude Kawasaki, maar kreeg nu helemaal geen steun van de fabriek meer. Yamaha verscheen nog niet op de circuits, maar pakte de ontwikkeling van het Yamaha YZ 623-tweecilinderproject wel weer op. Maar de eerste race, de Duitse GP, werd gewonnen door John Dodds met een eencilinder Aermacchi Ala d'Oro 125. Dat had er ook mee te maken dat de startposities veelal naar minder bekende Duitse coureurs gingen en dat veel grote namen er voor pasten om op de 21km-lange Nordschleife te rijden. Daarna ging de strijd tussen Braun (Suzuki) en Nieto (Derbi). Braun werd wereldkampioen voor Nieto en Börje Jansson (Maico). Ook een merk in opkomst was Morbidelli. Met hun tweecilinder won Gilberto Parlotti de Grand Prix van Tsjecho-Slowakije.
Hoewel Yamaha in het seizoen 1971 twee "fabrieksracers" ter beschikking stelde aan Chas Mortimer en Kent Andersson, bestond het fabriekspakket feitelijk uit een opvoerset voor de AS-1-productieracer. Ze waren niet sterk genoeg om een grote rol te spelen in het WK. Mortimer won weliswaar de Ultra-Lightweight TT, maar toen regende het en Mortimer's ervaring was belangrijker dan het motorvermogen. Ángel Nieto was met zijn Derbi de snelste, maar als tweede in het kampioenschap eindigde een jonge belofte, Barry Sheene met een oude Suzuki RT 67. Börje Jansson werd met zijn Maico opnieuw derde.
Aan het begin van het seizoen 1972 verscheen weer een nieuwe ster aan het firmament: Gilberto Parlotti. In 1971 had hij drie starts gehad en was twee keer tweede en een keer eerste geworden. Met zijn Morbidelli won hij de eerste twee GP's van 1972, werd een keer tweede en een keer derde. Toen kwam de TT van Man. Teamleider Giancarlo Morbidelli wilde niet dat Parlotti daar zou starten. Na de dood van Santiago Herrero in 1970 boycotten veel teams de TT van Man, maar Parlotti leidde het 125cc-WK en wilde zijn positie op Man versterken. Belangrijke tegenstanders als Ángel Nieto, Kent Andersson, Börje Jansson, Dave Simmonds en Dieter Braun gingen niet naar Man. In de (natte) Lightweight 125 cc TT nam Parlotti meteen de leiding, maar in de tweede ronde viel hij door een vastloper. Hij werd per helikopter naar Noble's Hospital in Douglas gebracht, maar was bij aankomst al overleden. Voor die coureurs die de TT van Man na de dood van Herrero nog niet boycotten, was de maat nu echt vol. In 1973 was de TT nog slechts een Angelsaksisch onderonsje en in 1977 werd de WK-status haar ontnomen. Het WK van 1972 werd een strijd tussen Nieto (Derbi) en Andersson, die met de watergekoelde Yamaha YZ 623 C nu een beter wapen had, maar hij moest de wereldtitel toch aan Nieto laten. Andersson werd tweede en zijn teamgenoot Chas Mortimer werd derde. Parlotti werd postuum vijfde. Simmonds eindigde postuum als zesde, nadat hij na het seizoen bij een caravanbrand (de caravan van zijn vriend Jack Findlay) om het leven kwam. 
Toen Derbi in het seizoen 1973 was gestopt, stapte Ángel Nieto over naar Morbidelli. Kent Andersson had nu zijn Yamaha OW 15, die niet veel afweek van de YZ 623 C, maar bij gebrek aan concurrentie won Andersson zijn eerste vijf wedstrijden. Tijdens de TT van Assen brak hij een been, waardoor hij daarna twee races moest overslaan. Daarna ging hij verder met winnen, maar hij sloeg de Spaanse GP over omdat hij al wereldkampioen was en zijn been rust wilde gunnen. Die race won teamgenoot Chas Mortimer, die achter Andersson tweede werd in het WK. Jos Schurgers eindigde als derde met een zelfbouw-motor, die de naam Bridgestone kreeg omdat hij de carters van een Bridgestone Dual Twin had gebruikt. Nieto startte met zijn Morbidelli tien keer, maar haalde slechts vier keer de finish. 
Kent Andersson won vijf van de tien GP's van het seizoen 1974.Hij werd wereldkampioen met een ruime voorsprong op zijn Zwitserse teamgenoot Bruno Kneubühler. Derbi was teruggekeerd op de circuits en Ángel Nieto werd met dit merk derde. 
Hoewel de Yamaha OW 15 voor het seizoen 1975 was verbeterd, was de machine niet snel genoeg om het op te nemen tegen de Morbidelli's. Dat lag aan Morbidelli-constructeur Jorg Möller, die in 1974 was overgekomen van Van Veen, maar toen nog geen kans had gehad zijn eigen racers te bouwen. Dat had hij nu wel gedaan en Paolo Pileri was met die machines nauwelijks te verslaan. Hij werd wereldkampioen door zeven van de tien GP's te winnen. Zijn teamgenoot Pier Paolo Bianchi eindigde als tweede en Andersson als derde. Derbi was weer van het toneel verdwenen en Ángel Niete werd met een Van Veen-Kreidler wereldkampioen 50 cc. 
In het seizoen 1976 had Yamaha zich teruggetrokken uit de 125cc-klasse. Ook privérijders, die zich in de laatste jaren moesten behelpen met de TA 125, kozen nu voornamelijk voor Morbidelli-productieracers. Kent Andersson had zijn Yamaha nog niet helemaal opgegeven. Hij verbouwde de machine zelf, maar was daar aan het begin van het seizoen nog niet mee klaar. Regerend wereldkampioen Paolo Pileri had ook geen goed seizoen. Hij startte ook in de 250cc-klasse, maar werd ontslagen na een ruzie met constructeur Jorg Möller. Tot dat moment was zijn teamgenoot Pier Paolo Bianchi ook sterker: hij won zeven van de negen races en werd wereldkampioen. Bultaco had intussen de voormalige Jamathi- en Piovaticci-constructeurs Jan Thiel en Martin Mijwaart aangetrokken. Met hun Bultaco werd Ángel Nieto tweede in het WK, voor Pileri. 
Ook in het seizoen 1977 was Pier Paolo Bianchi met zijn Morbidelli moeilijk te verslaan. Hij werd wereldkampioen, maar Eugenio Lazzarini (ook op Morbidelli) had een heel goed seizoen. Hij eindigde zowel in de 50cc- als de 125cc-klasse als tweede. In de 125cc-klasse werd Ángel Nieto (Bultaco) derde.
Eugenio Lazzarini werd in het seizoen 1978 wereldkampioen, maar eigenlijk was dit het seizoen van de sterk rijdende Pier Paolo Bianchi op zijn Minarelli (ook gebouwd door Jorg Möller). Bianchi kreeg zelfs steun van Ángel Nieto, die een teleurstellend begin van het seizoen had bij Bultaco en toestemming kreeg om het seizoen af te maken met Minarelli, in dienst van Bianchi. Bianchi liep een gecompliceerde beenbreuk op tijdens de Finse Grand Prix, waardoor hij de wereldtitel verspeelde. Nieto won die Grand Prix en de volgende drie. Daardoor werd hij achter Lazzarini tweede en Bianchi slechts derde. Lazzarini's machine heette nu MBA. Morbidelli was een fabriek van houtbewerkingsmachines en had de capaciteit niet om zijn productieracers te bouwen en was daarom een samenwerkingsverband aangegaan met de wapenfabriek van Benelli, Benelli Armi. MBA stond dan ook voor Morbidelli Benelli Armi.
Nadat Ángel Nieto in dienst van Pier Paolo Bianchi bij Minarelli al had laten zien dat hij sneller was dan eerste rijder Pier Paolo Bianchi, draaide teammanager Jorg Möller voor het seizoen 1979 de rollen om: Bianchi reed in dienst van Nieto. Bianchi begon het seizoen met veel pech, terwijl Nieto de ene na de andere wedstrijd won. Hij kon zich zelfs veroorloven om de Grand Prix van Tsjecho-Slowakije over te slaan omdat hij zijn zestigste GP-overwinning in de Franse GP wilde vieren. Dat lukte trouwens niet, Nieto werd daar door een val slechts vijftiende. Nieto werd wel met gemak wereldkampioen, voor de onbekende Maurizio Massimiani (MBA), die slechts vier keer als derde op het podium had gestaan, en Hans Müller (MBA), die slechts één keer als derde was geëindigd. Dat maakte wel duidelijk dat er geen echt "tweede team" meer was. Privérijders konden met productie-MBA's, Morbidelli's en Minarelli's veel punten scoren. 

#### Wereldkampioenen 1970-1979
| Seizoen | Naam               | Motorfiets        | Constructeurstitel |
| ------- | ------------------ | ----------------- | ------------------ |
| 1970    | Dieter Braun       | Suzuki RT 67      | Suzuki             |
| 1971    | Ángel Nieto        | Derbi 125         | Derbi              |
| 1972    | Ángel Nieto        | Derbi 125         | Derbi              |
| 1973    | Kent Andersson     | Yamaha OW 15      | Yamaha             |
| 1974    | Kent Andersson     | Yamaha OW 15      | Yamaha             |
| 1975    | Paolo Pileri       | Morbidelli 125 GP | Morbidelli         |
| 1976    | Pier Paolo Bianchi | Morbidelli 125 GP | Morbidelli         |
| 1977    | Pier Paolo Bianchi | Morbidelli 125 GP | Morbidelli         |
| 1978    | Eugenio Lazzarini  | MBA 125 GP        | MBA                |
| 1979    | Ángel Nieto        | Minarelli 125     | Minarelli          |

#### Afbeeldingen jaren zeventig

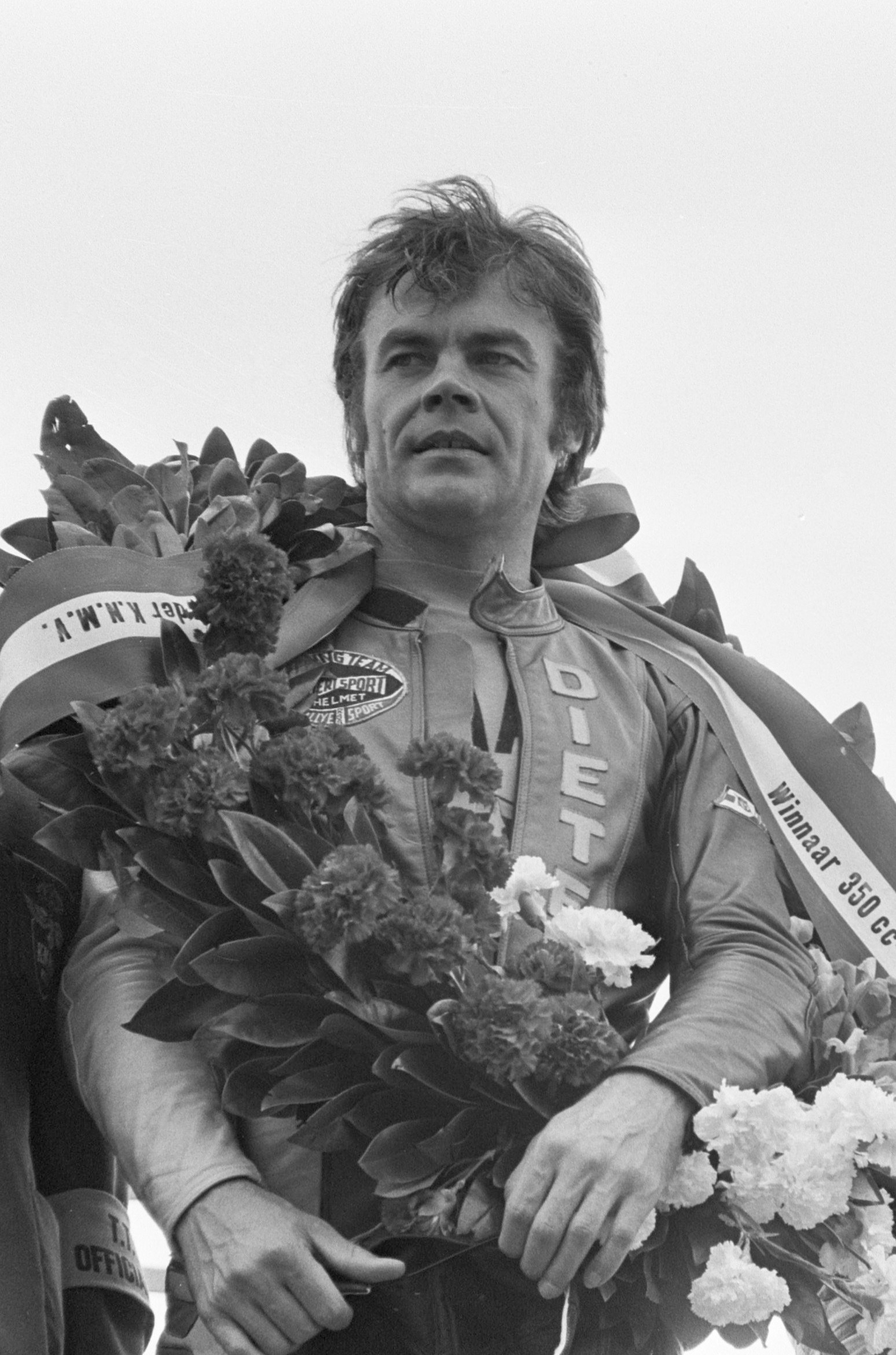
Dieter Braun, wereldkampioen in 1970
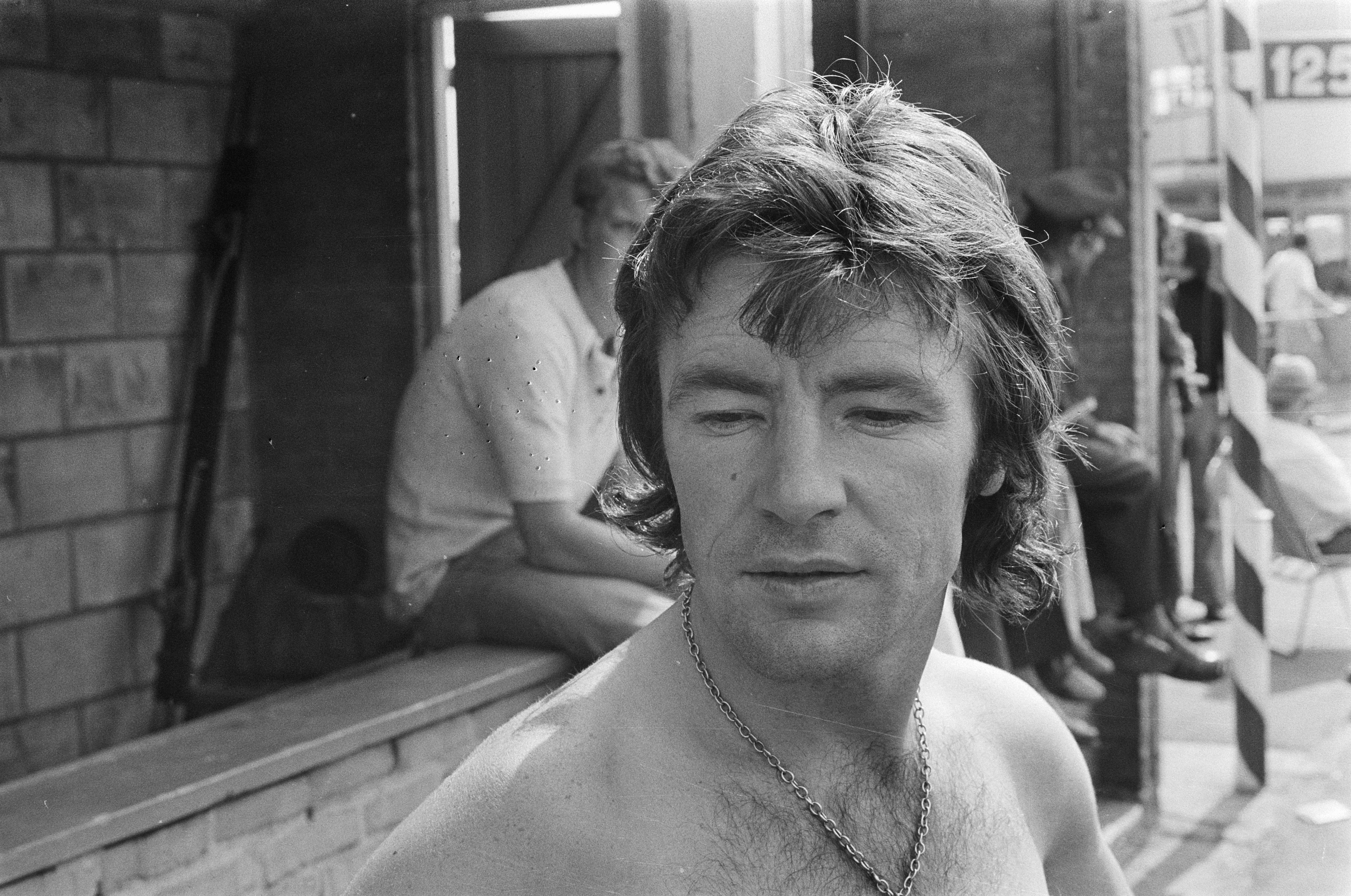
Ángel Nieto, wereldkampioen in 1971, 1972, 1979, 1981, 1982, 1983 en 1984
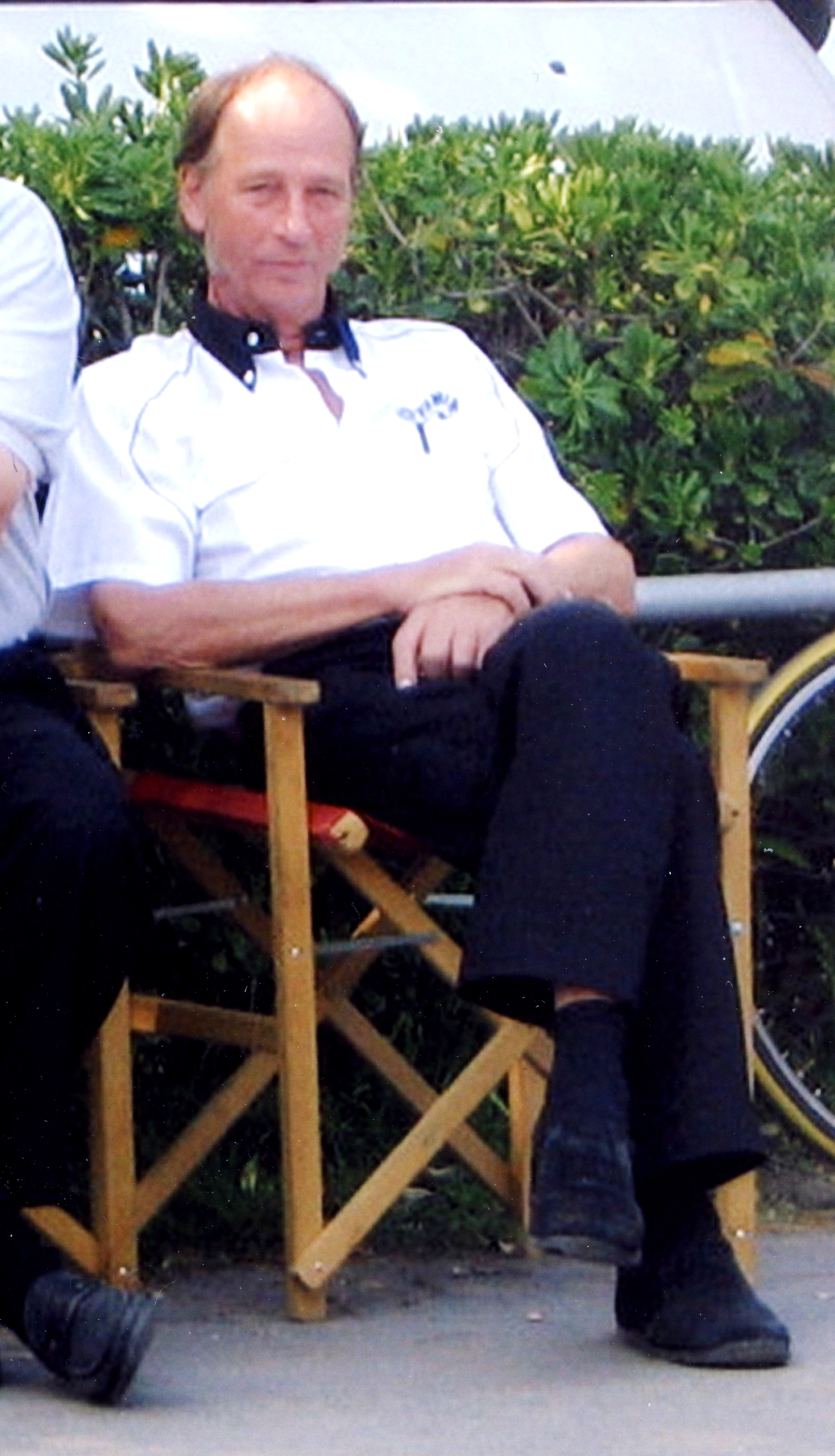
Kent Andersson, wereldkampioen in 1973 en 1974
Eugenio Lazzarini, wereldkampioen in 1978
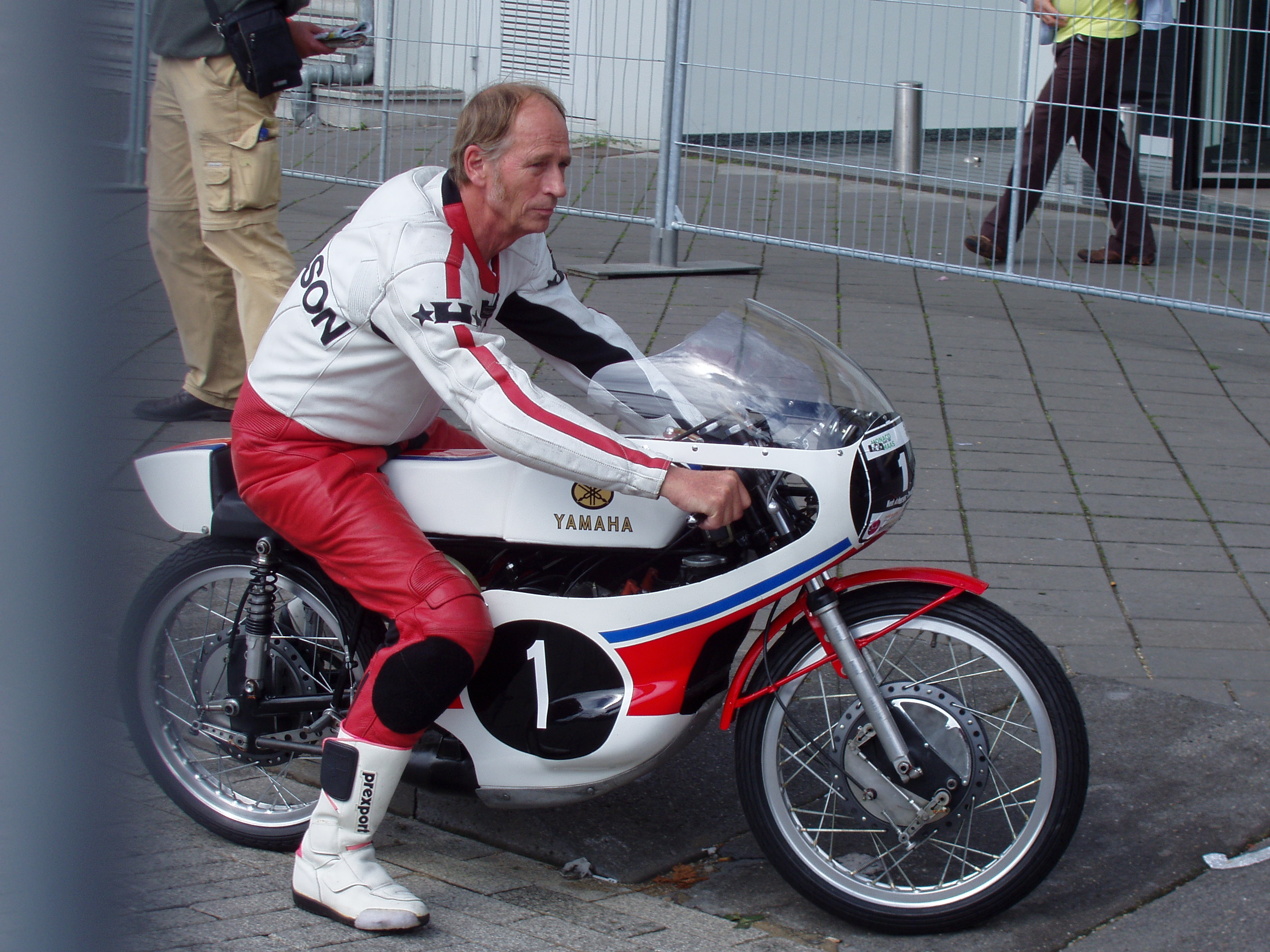
Kent Andersson in 2005 met zijn Yamaha YZ 623 C uit 1972
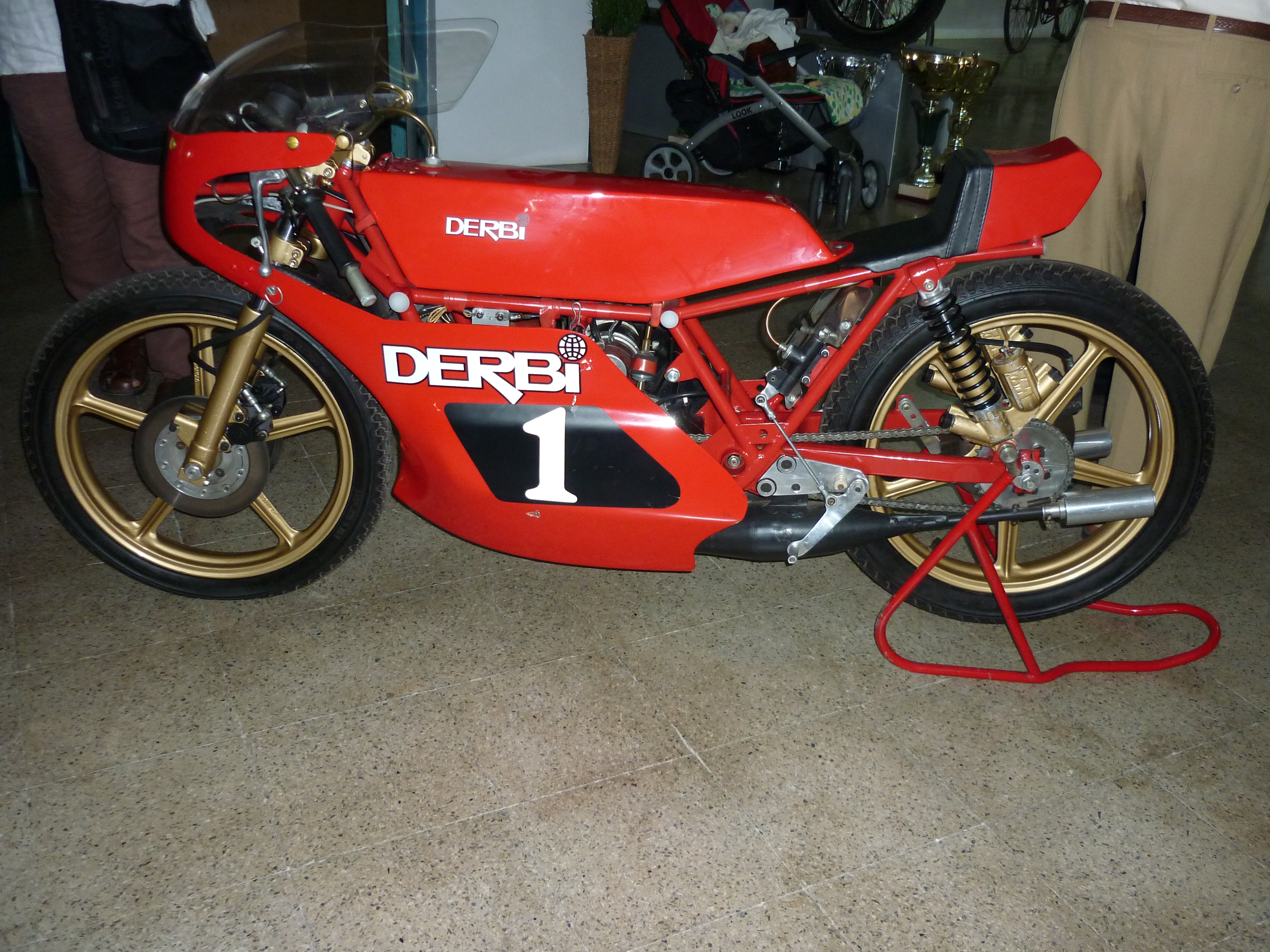
Derbi 125 GP uit 1972
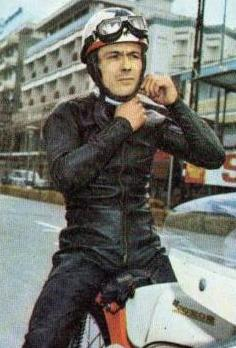
Gilberto Parlotti leidde het WK in 1972, maar verongelukte tijdens de TT van Man
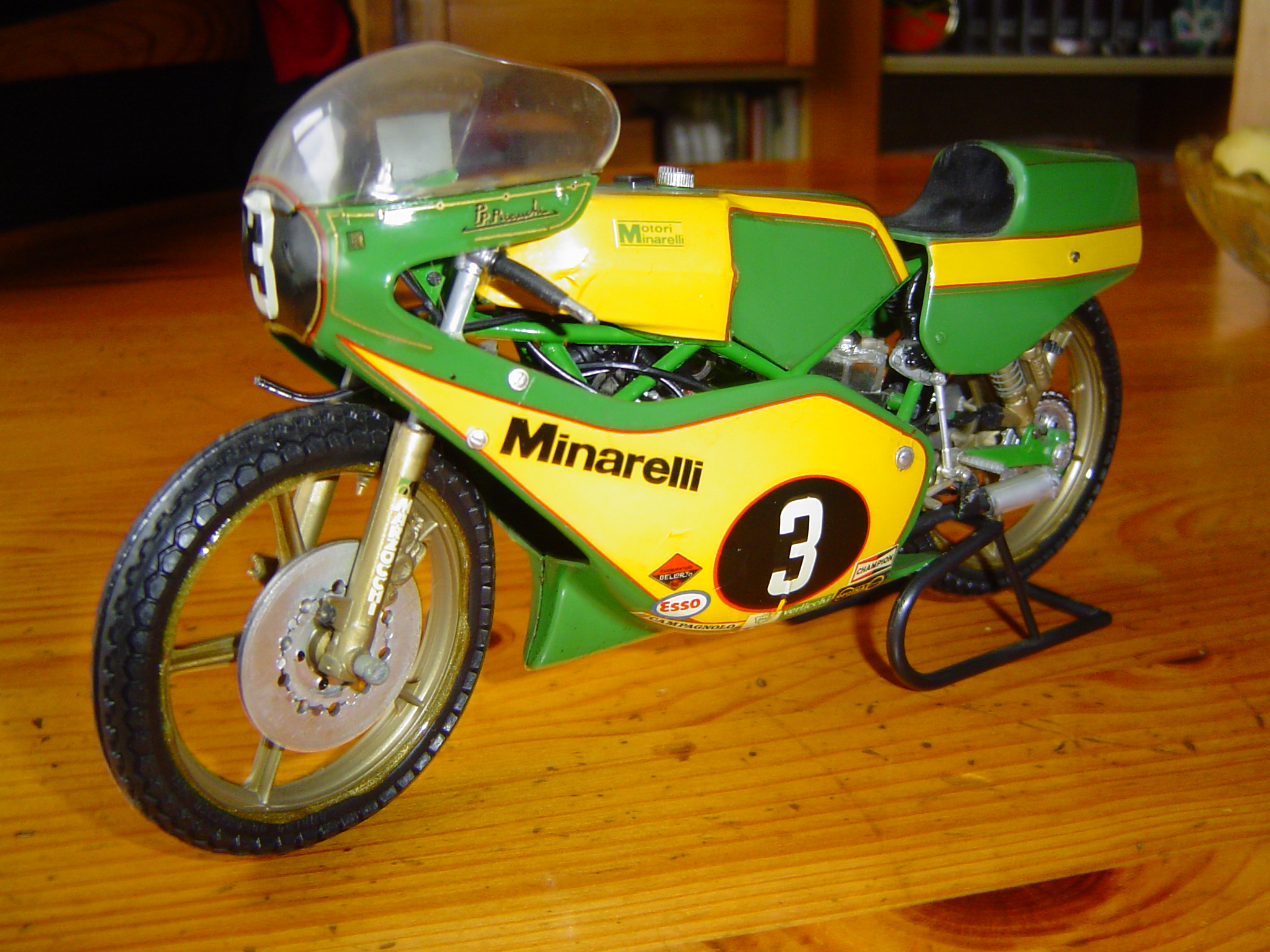
Wereldkampioen in 1979: Minarelli 125cc-racer (schaalmodel)

### Jaren tachtig
De jaren tachtig stonden helemaal in het teken van Italiaanse en Spaanse merken en coureurs. Ángel Nieto zette zijn zegetocht voort met vier opeenvolgende wereldtitels. Zijn eerste titel reed hij met een Minarelli, dat werd gekocht door Garelli. Feitelijk veranderde slechts het logo op zijn motorfiets. Zijn machines waren gebouwd door Jan Thiel (ex-Jamathi, Piovaticci en Bultaco). Toen Nieto in 1984 gestopt werd door een blessure namen Fausto Gresini en Luca Cadalora het stokje over. In het seizoen 1988 werden de tweecilinders verboden en Honda sprong in het gat door de markt te overspoelen met de eencilinder-Honda RS 125 R-productieracers. Desondanks waren de laatste twee jaren helemaal Spaans met Jorge Martínez (Derbi) en Àlex Crivillé (Cobas). 
De 125cc-klasse zou in het seizoen 1980 eigenlijk tussen twee Italiaanse merken moeten gaan: Minarelli en MBA, maar Guy Bertin was met de Motobécane die hij in 1979 van Thierry Espié had overgenomen een luis in de pels. Hij won drie races, waaronder de laatste twee, toen Minarelli en MBA nog in gevecht waren om de constructeurstitel. De toprijders presteerden erg wisselvallig, maar toch wist Pier Paolo Bianchi (MBA) al in de Britse Grand Prix zijn persoonlijke titel veilig te stellen. Bertin werd tweede en Ángel Nieto (Minarelli) derde. De 20-jarige Loris Reggiani debuteerde en deed dat goed met een zesde plaats in het WK.
Al in de eerste race van het seizoen 1981 werd duidelijk dat het Minarelli-team stalorders had. Loris Reggiani moest achter Ángel Nieto blijven en dat zou hij ook het hele seizoen doen. Andere coureurs konden alleen winnen als Minarelli tegenslag had, zoals Guy Bertin in Monza, toen Nieto was gevallen, Loris Reggiani in Joegoslavië (ook na een val van Nieto) en in Imola (geholpen door Nieto) en Ricardo Tormo in Zweden, toen Nieto al op het strand van Ibiza lag. Reggiani sloot het seizoen als tweede af en Pier Paolo Bianchi (MBA) werd derde.
Ángel Nieto won met zijn Garelli vijf van de zes races in de eerste helft van het seizoen 1982. De zesde was de geboycotte Franse Grand Prix. In de Grand Prix van België en de Grand Prix van Joegoslavië had hij wat bandenproblemen, maar daar profiteerde de concurrentie niet van. Teamgenoot Eugenio Lazzarini hield zich netjes aan de stalorders en eindigde als tweede in het kampioenschap. Twee races voor het einde van het seizoen ging Nieto op vakantie, maar daar profiteerde vooral Iván Palazzese van. De jonge Venezolaan die altijd met zijn ouders reisde haalde met de oude MBA van Pier Paolo Bianchi in de laatste drie GP's 41 punten en werd derde in het kampioenschap.
Vanaf het begin van het seizoen 1983 was de rolverdeling bij Garelli duidelijk: Eugenio Lazzarini moest Ángel Nieto helpen om wereldkampioen te worden. Men verwachtte dat Lazzarini zonder al te veel moeite tweede zou kunnen worden, maar een paar valpartijen en blessures tegen het einde van het seizoen gaven Bruno Kneubühler de kans die positie over te nemen en Lazzarini eindigde zijn seizoen als derde.
In tegenstelling tot de 250cc-klasse was de 125cc-klasse de minst spannende van het hele seizoen 1984. Ángel Nieto heerste met zijn Garelli in alle wedstrijden, behalve in de Zweedse GP, toen hij al wereldkampioen was en op vakantie ging, en de GP van San Marino, waarin hij ten val kwam. Hij was zo dominant, dat hij tijdens de meeste wedstrijden alles in het werk stelde om zijn teamgenoten Eugenio Lazzarini en later in het seizoen ook Fausto Gresini mee te trekken naar voren. Nieto bracht een groot deel van het seizoen achterstevoren zittend door, aanwijzingen gevend aan zijn team. Garelli was zo sterk dat manager/constructeur Jan Thiel zich al tijdens het seizoen kon bezighouden met de ontwikkeling van een 250cc-machine voor het seizoen 1985. Lazzarini werd in de eindstand tweede en Fausto Gresini, die het seizoen op een MBA was begonnen, kreeg in de tweede helft ook een Garelli en werd daar derde mee.
Garelli was in het seizoen 1985 regerend wereldkampioen, maar het 125cc-team was flink gewijzigd. Eugenio Lazzarini was nu teammanager en Ángel Nieto reed op de nieuwe 250cc-machine. Fausto Gresini kreeg nu steun van de jonge Ezio Gianola in het team dat gesponsord werd door de Italiaanse bond FMI. Daarom mochten er ook alleen (jonge) Italianen rijden. In het eerste deel van het seizoen was Pier Paolo Bianchi (MBA) de sterkste, maar in het tweede deel begonnen Gresini en Gianola steeds beter te presteren. Behalve wanneer het regende, want dan was August Auinger, die vanwege zijn lengte niet echt gebouwd was voor de 125cc-klasse, bijna niet te kloppen. Hij won drie regenraces. Uiteindelijk ging Bianchi met een voorsprong van vijf punten naar de laatste Grand Prix, maar daarin viel hij uit waardoor de wereldtitel naar Gresini ging. Bianchi werd tweede en Auinger derde.
Regerend wereldkampioen Fausto Gresini werd in het seizoen 1986 gezien als kopman van het Garelli-team en hij won de eerste twee wedstrijden. Nadat Luca Cadalora er ook twee had gewonnen en Gresini een sleutelbeen had gebroken bij een val in de GP van Oostenrijk stonden ze dicht bij elkaar en teammanager Eugenio Lazzarini besloot voorlopig geen stalorders uit te vaardigen. Naarmate het seizoen vorderde werd duidelijk dat dat ook niet nodig was: in elk geval zou Garelli de wereldkampioen leveren. Domenico Brigaglia (Ducados-MBA) won één Grand Prix en August Auinger (Bartol-LCR-MBA) zelfs twee, maar uiteindelijk werd Cadalora de nieuwe wereldkampioen. Gresini werd tweede en Brigaglia derde.
Ook in het seizoen 1987 was er geen kruit gewassen tegen de FMI-Garelli's van Fausto Gresini en Bruno Casanova (Luca Cadalora was vertrokken naar het 250cc-Marlboro-Yamaha-team van Giacomo Agostini). Gresini won de eerste tien wedstrijden, maar in de laatste, de GP van Portugal viel hij. Hij had in veel races ook nog tijd om teamgenoot Casanova via slipstreamen te helpen. Casanova werd in de eindstand tweede en Paolo Casoli (Pileri-AGV-LCR-MBA) derde. In dit jaar scoorde Honda een podiumplaats: Ezio Gianola werd met zijn FMI-Honda RS 125 R tweede in de GP van Frankrijk. Dat was  voor het eerst sinds de Isle of Man TT van 1971, toen John Kiddie derde werd in een race die door alle toprijders geboycot werd. De Honda RS 125 R was gebouwd als voorbereiding voor het seizoen 1988, toen de tweecilinders verboden werden. 
In het seizoen 1988 overspoelde Honda 125cc-veld, niet met fabrieksracers maar wel met speciale kits voor de eencilinder Honda RS 125 R-productieracers. Er was geen fabrieksteam, maar Ezio Gianola kreeg wel meer steun van de fabriek dan anderen. De gestopte Ángel Nieto werd nu manager van het Derbi-team en dat had succes. Voor Derbi was de overstap naar één cilinder niet zo groot, omdat het ook actief was in de 80cc-klasse. Jorge Martínez won negen van de elf wedstrijden en werd wereldkampioen. De overige twee overwinningen gingen naar Gianola. Hij eindigde als tweede. De Nederlander Hans Spaan (Samson-Sharp-Honda) werd derde.
Ook in het seizoen 1989 reden opnieuw veruit de meeste coureurs op een Honda RS 125 R. Hoewel het Derbi-team slecht presteerde, ging de wereldtitel ook nu niet naar Honda. Àlex Crivillé, overgestapt van Derbi naar JJ Cobas-Rotax, brak in de Japanse Grand Prix een sleutelbeen, maar won daarna vijf GPs en werd wereldkampioen. Hans Spaan (Samson-Sharp-Honda RS 125 R) won vier GPs en werd tweede. Ezio Gianola (Pileri-AGV-Honda) werd derde.

#### Wereldkampioenen 1980-1989
| Seizoen | Naam               | Motorfiets                  | Constructeurstitel |
| ------- | ------------------ | --------------------------- | ------------------ |
| 1980    | Pier Paolo Bianchi | MBA 125 GP                  | Minarelli          |
| 1981    | Ángel Nieto        | Minarelli 125 GP            | Minarelli          |
| 1982    | Ángel Nieto        | Garelli 125 GP              | Garelli            |
| 1983    | Ángel Nieto        | Garelli 125 GP              | MBA                |
| 1984    | Ángel Nieto        | Garelli 125 GP              | Garelli            |
| 1985    | Fausto Gresini     | Garelli 125 GP              | MBA                |
| 1986    | Luca Cadalora      | FMI -Garelli 125 GP         | Garelli            |
| 1987    | Fausto Gresini     | FMI -Garelli 125 GP         | Garelli            |
| 1988    | Jorge Martínez     | Nieto-Ducados-Derbi 125 GP  | Derbi              |
| 1989    | Àlex Crivillé      | Marlboro-JJ Cobas-Rotax 125 | Honda              |

#### Afbeeldingen jaren tachtig

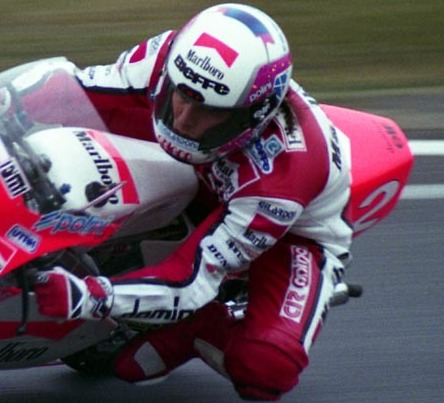
Fausto Gresini, wereldkampioen in 1985 en 1987
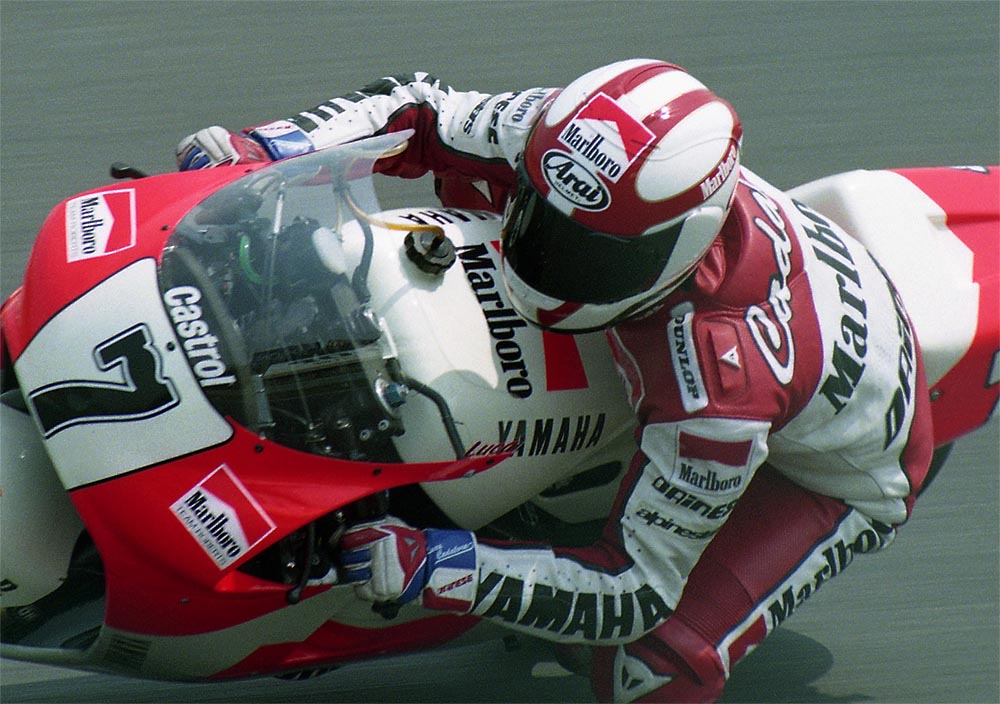
Luca Cadalora, wereldkampioen in 1986
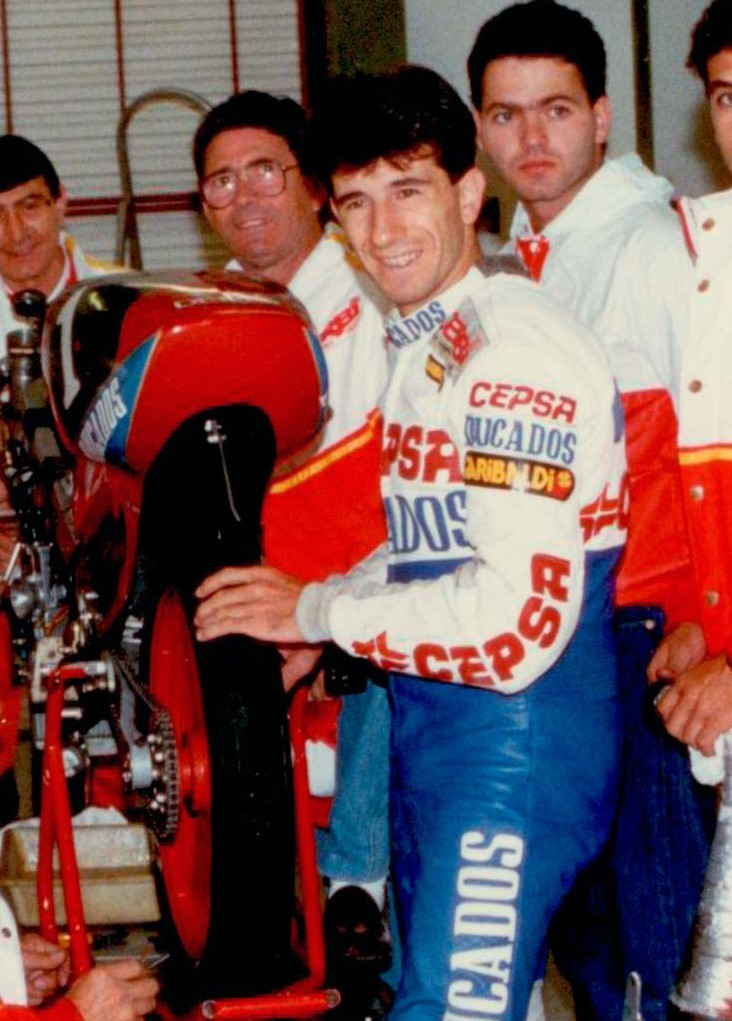
Jorge "Aspar" Martínez, wereldkampioen in 1988
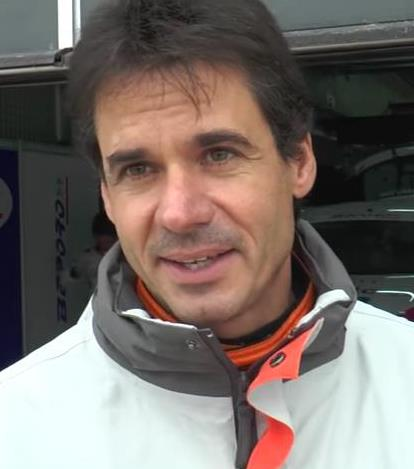
Àlex Crivillé, wereldkampioen in 1989
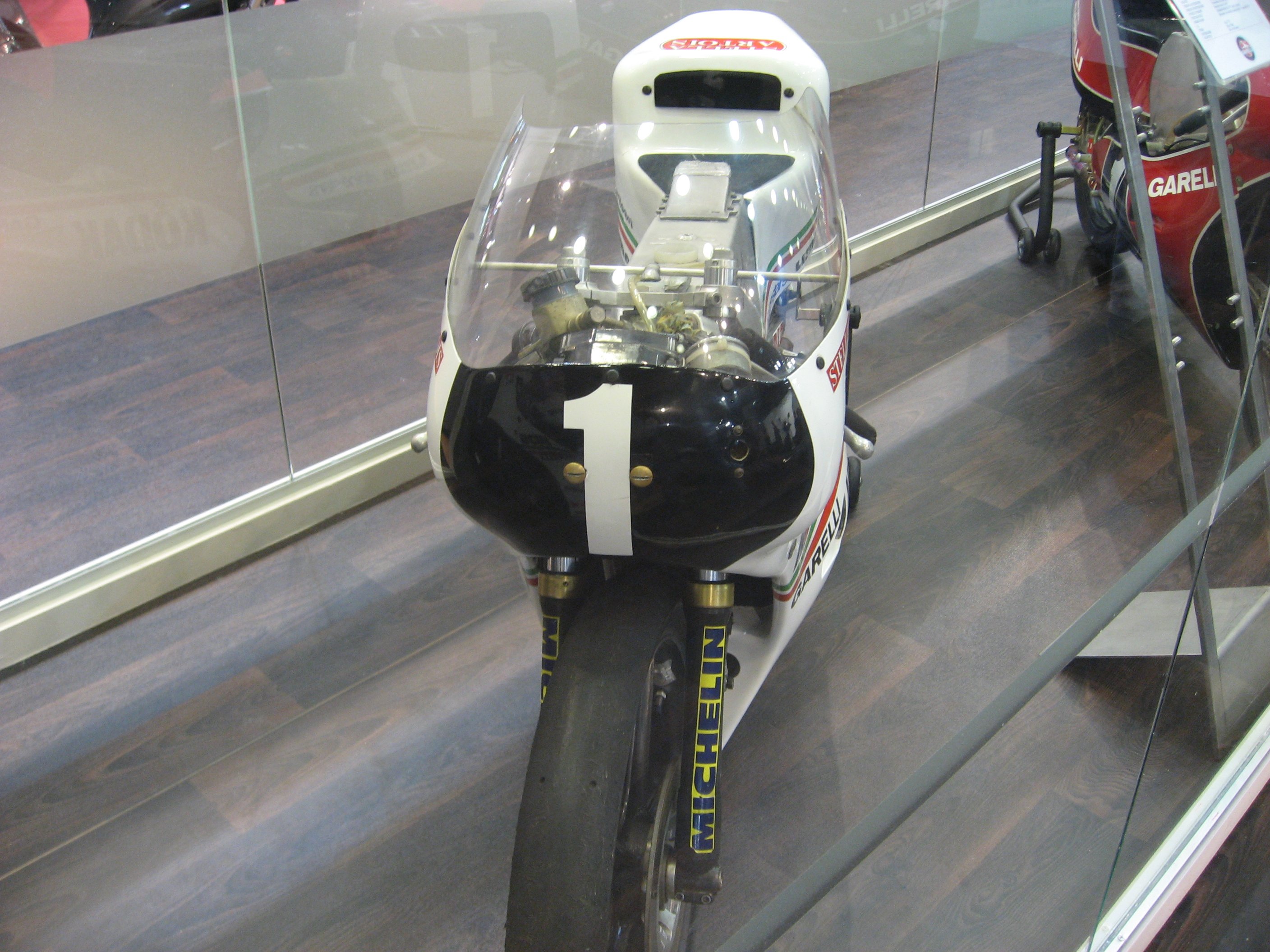
FMI-Garelli van Fausto Gresini uit 1986
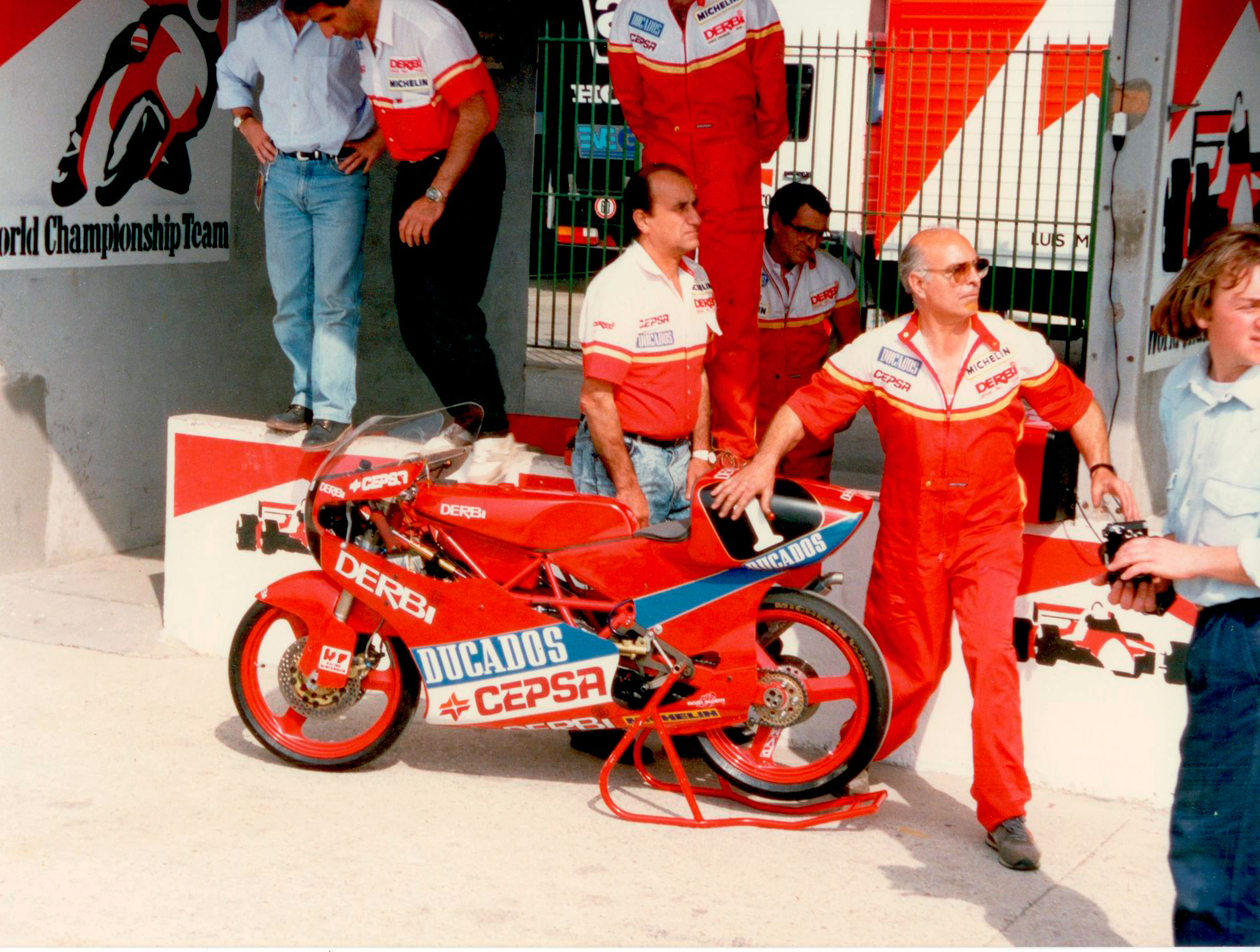
Ducados-Derbi 125 van Jorge Martínez uit 1989
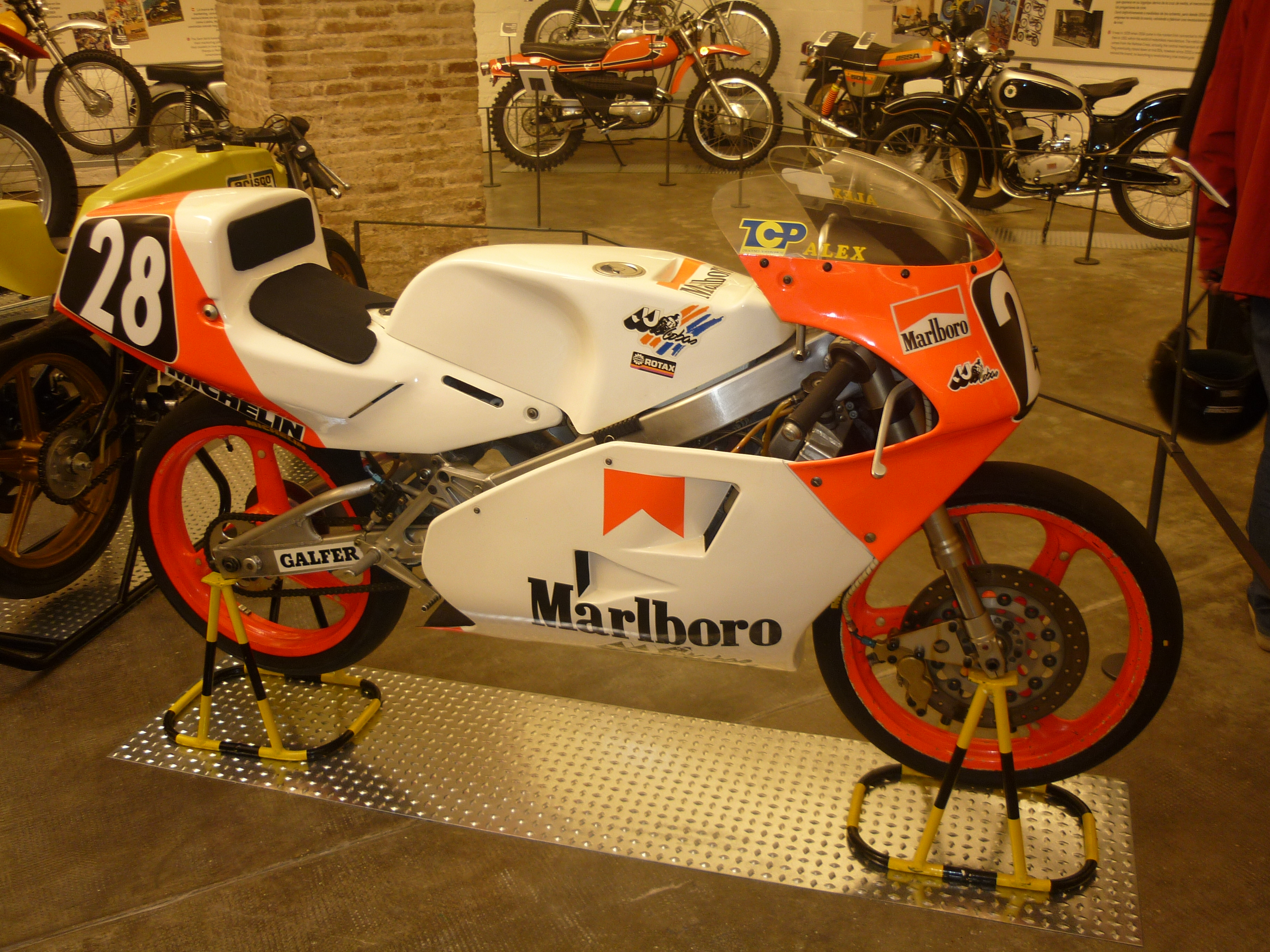
Marlboro-JJ Cobas-Rotax van Àlex Crivillé uit 1989
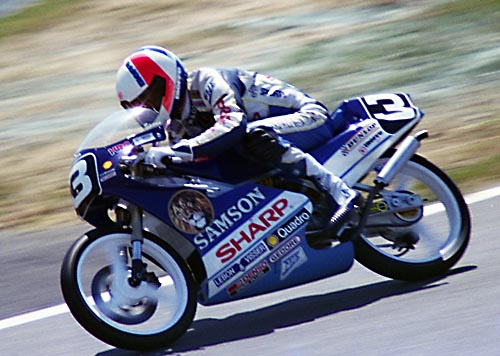
Hans Spaan, (Samson-Sharp-Honda RS 125 R) in 1989

### Jaren negentig
In de jaren negentig was de strijd in de 125cc-klasse echt internationaal, tussen Japan (Honda) en Italië (Aprilia), maar ook tussen Japanse en Italiaanse coureurs. Derbi verdween van het toneel en Jorge Martínez stapte ook over naar JJ Cobas. 
In het seizoen 1990 bleef Honda feitelijk zonder concurrentie. Het gevecht om de wereldtitel ging tussen de Italiaan Loris Capirossi en de Nederlander Hans Spaan, beiden op Honda. Spaan won vijf GP's, Capirossi slechts drie, maar Capirossi werd desondanks wereldkampioen. Spaan werd tweede en Stefan Prein (Honda) werd derde.
In het seizoen 1991 kreeg zelfs de JJ Cobas van Jorge Martínez een Honda-motor. Fausto Gresini (AGV-Pileri Corse-Honda) won slechts twee Grands Prix, maar werd desondanks tweede in het wereldkampioenschap, achter zijn teamgenoot Loris Capirossi die er vijf won. Noboru Ueda (Honda) debuteerde met een overwinning in de GP van Japan en won later ook de GP van Spanje. Andere GP-winnaars waren Ralf Waldmann (Honda, 2x), Peter Öttl (Rotax, 1x) en Alessandro Gramigni (Aprilia, 1x). Ralf Waldmann sloot het WK als derde af.
Het seizoen 1992 begon goed voor Ralf Waldmann (Honda). Van de eerste vier GP's won hij er drie, maar daarna ging hij wisselvalliger presteren. Nu werd Ezio Gianola (Honda) steeds sterker (hij won in totaal vier GP's), maar Aprilia-rijder Alessandro Gramigni scoorde in de tweede helft van het seizoen steeds meer podiumplaatsen. Hoewel hij alleen de GP van Maleisië en de GP van Hongarije won, was het genoeg om wereldkampioen te worden. Fausto Gresini (Honda) werd tweede en Waldmann werd opnieuw derde.
In het seizoen 1993 won Dirk Raudies (Honda) negen van de veertien races. De Japanse coureurs reden in dit seizoen ook sterk. Kazuto Sakata (Honda) werd tweede in het wereldkampioenschap, Takeshi Tsujimura (Honda) werd derde  en Noboru Ueda (Honda) vijfde.
Nadat Alessandro Gramigni naar de 250cc-klasse was overgestapt en de samenwerking met Ralf Waldmann niet succesvol was gebleken, trok Aprilia voor het seizoen 1994 de Japanner Kazuto Sakata (tweede in 1993) aan. Sakata won slechts drie GP's, maar andere (Honda-) coureurs snoepten zoveel punten van elkaar af dat hij toch wereldkampioen werd. De Japanners waren nu nog sterker, met Noboru Ueda (Honda) op de tweede plaats en Takeshi Tsujimura (Honda) op de derde.
In het seizoen 1995 won Kazuto Sakata (Aprilia) twee GP's, maar nu was Honda-coureur Haruchika Aoki oppermachtig. Hij won zeven GP's en werd slechts achttiende in de GP van Maleisië. Omdat daar door zware regenval minder dan 75% van de race verreden werd, werden er slechts halve punten toegekend. Negen van de dertien GP's werden door Japanners gewonnen. Aoki werd wereldkampioen, Sakata tweede en Emilio Alzamora (Honda) derde.
In het seizoen 1996 werd Aoki opnieuw wereldkampioen, maar hij kreeg geduchte tegenstand van Aprilia-rijder Masaki Tokudome, die vier races won. Ook Stefano Perugini reed sterk. Hij won drie wedstrijden, maar viel ook vaak uit. In dit seizoen debuteerde Valentino Rossi met Aprilia. Ook hij viel vaak uit, maar hij won wel de Tsjechische Grand Prix. Aoki werd dus wereldkampioen, Tokudome werd tweede en Tomomi Manako (Honda) werd derde.
In het seizoen 1997 startte Haruchika Aoki (zonder succes) in de 250cc-klasse. De achttienjarige Valentino Rossi (Aprilia) was ongenaakbaar. Hij won elf races, werd een keer tweede, een keer derde, een keer zesde en viel slechts een keer uit. Hij scoorde 83 punten meer dan Noboru Ueda, die tweede werd. Rossi en Ueda waren de enigen die overwinningen scoorden. Tomomi Manako (Honda) werd opnieuw derde.
In het seizoen 1998 vertrok Rossi naar de 250cc-klasse. Kazuto Sakata (Aprilia) behaalde zijn tweede wereldtitel dankzij vier overwinningen in de eerste seizoenshelft. In de tweede helft kwam Honda-rijder Tomomi Manako sterk op, maar hij kon Sakata niet meer verslaan. Ook debutant Marco Melandri (Honda) reed sterk. Hij won twee GP's en werd derde in het kampioenschap.
Marco Melandri en Masao Azuma (allebei met Honda) wonnen beiden vijf GP's in het seizoen 1999, maar ze eindigden als tweede en derde achter Emilio Alzamora (ook Honda), die geen enkele race wist te winnen. Hij had slechts één punt meer dan Melandri.

#### Wereldkampioenen 1990-1999
| Seizoen | Naam                | Motorfiets                               | Constructeurstitel |
| ------- | ------------------- | ---------------------------------------- | ------------------ |
| 1990    | Loris Capirossi     | AGV-Pileri Corse-Honda RS 125 R          | Honda              |
| 1991    | Loris Capirossi     | AGV-Pileri Corse-Honda RS 125 R          | Honda              |
| 1992    | Alessandro Gramigni | Aprilia Unlimited Jeans-Aprilia RS 125 R | Honda              |
| 1993    | Dirk Raudies        | Team Europa Raudies-Honda RS 125 R       | Honda              |
| 1994    | Kazuto Sakata       | Team Krona-Aprilia RS 125 R              | Honda              |
| 1995    | Haruchika Aoki      | Blumex Rheos Racing-Honda RS 125 R       | Honda              |
| 1996    | Haruchika Aoki      | Rheos Molenaar Racing-Honda RS 125 R     | Aprilia            |
| 1997    | Valentino Rossi     | Nastro Azzurro-Aprilia RS 125 R          | Aprilia            |
| 1998    | Kazuto Sakata       | Aprilia RSW 125 GP                       | Honda              |
| 1999    | Emilio Alzamora     | VIA digital Honda RS 125 R               | Honda              |

#### Afbeeldingen jaren negentig

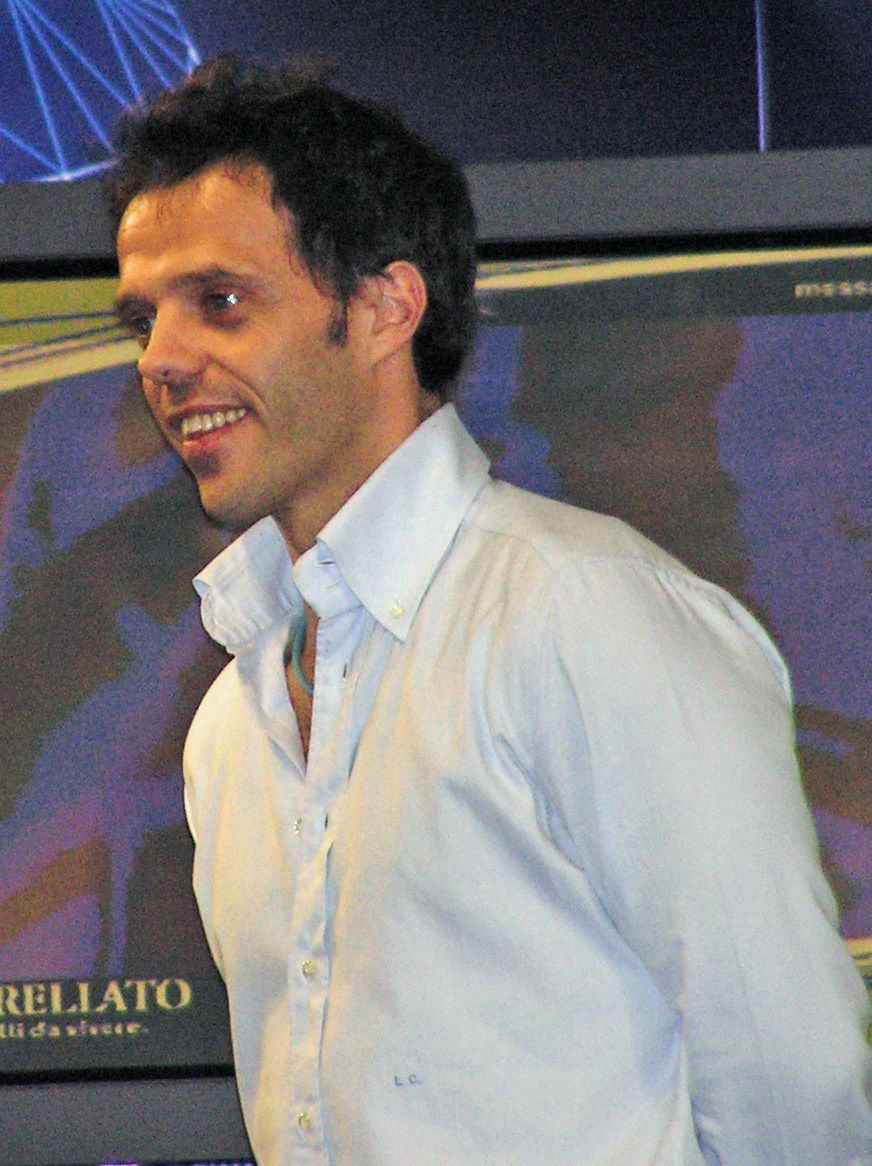
Loris "Roodkapje" Capirossi, wereldkampioen in 1990 en 1991
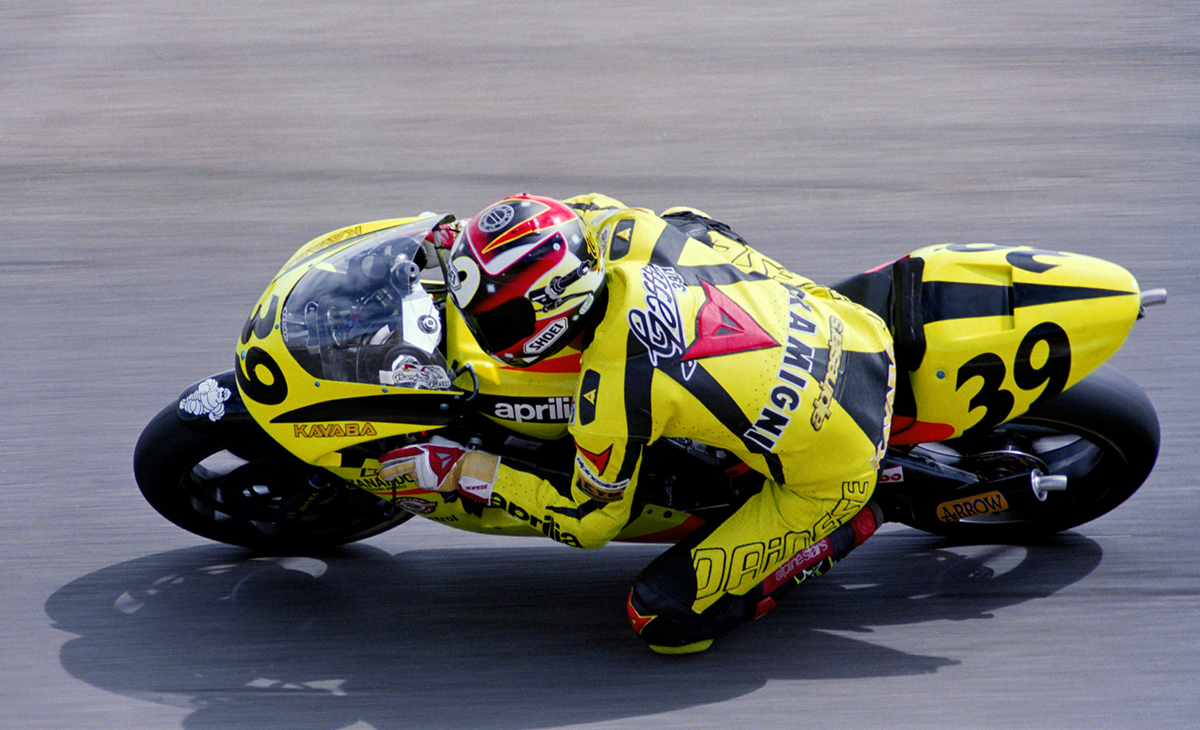
Alessandro Gramigni, wereldkampioen in 1992
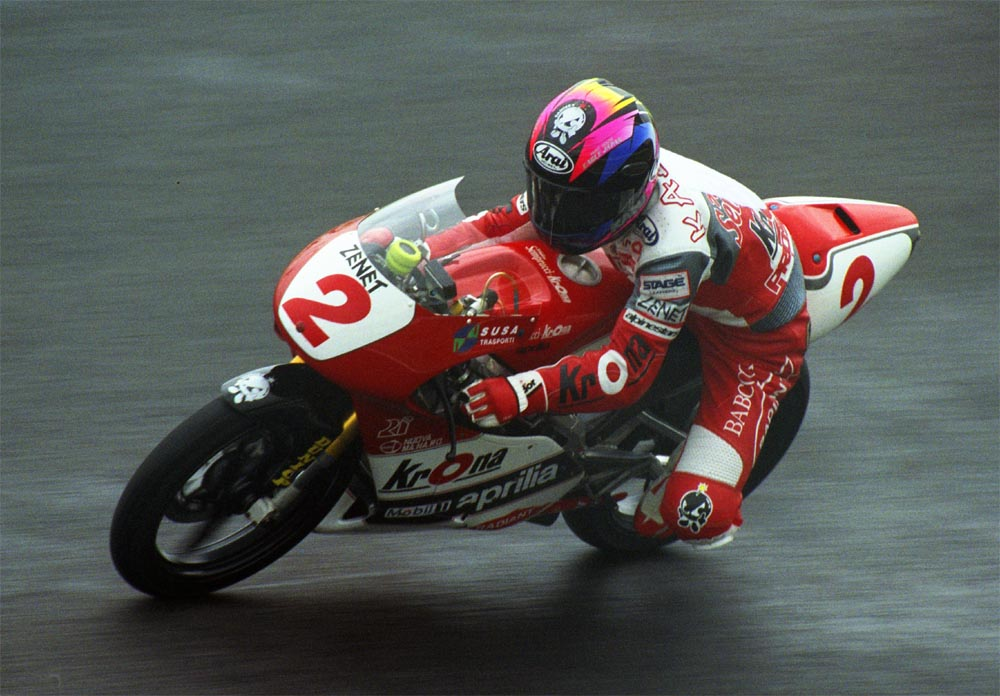
Kazuto Sakata, wereldkampioen in 1994 en 1998
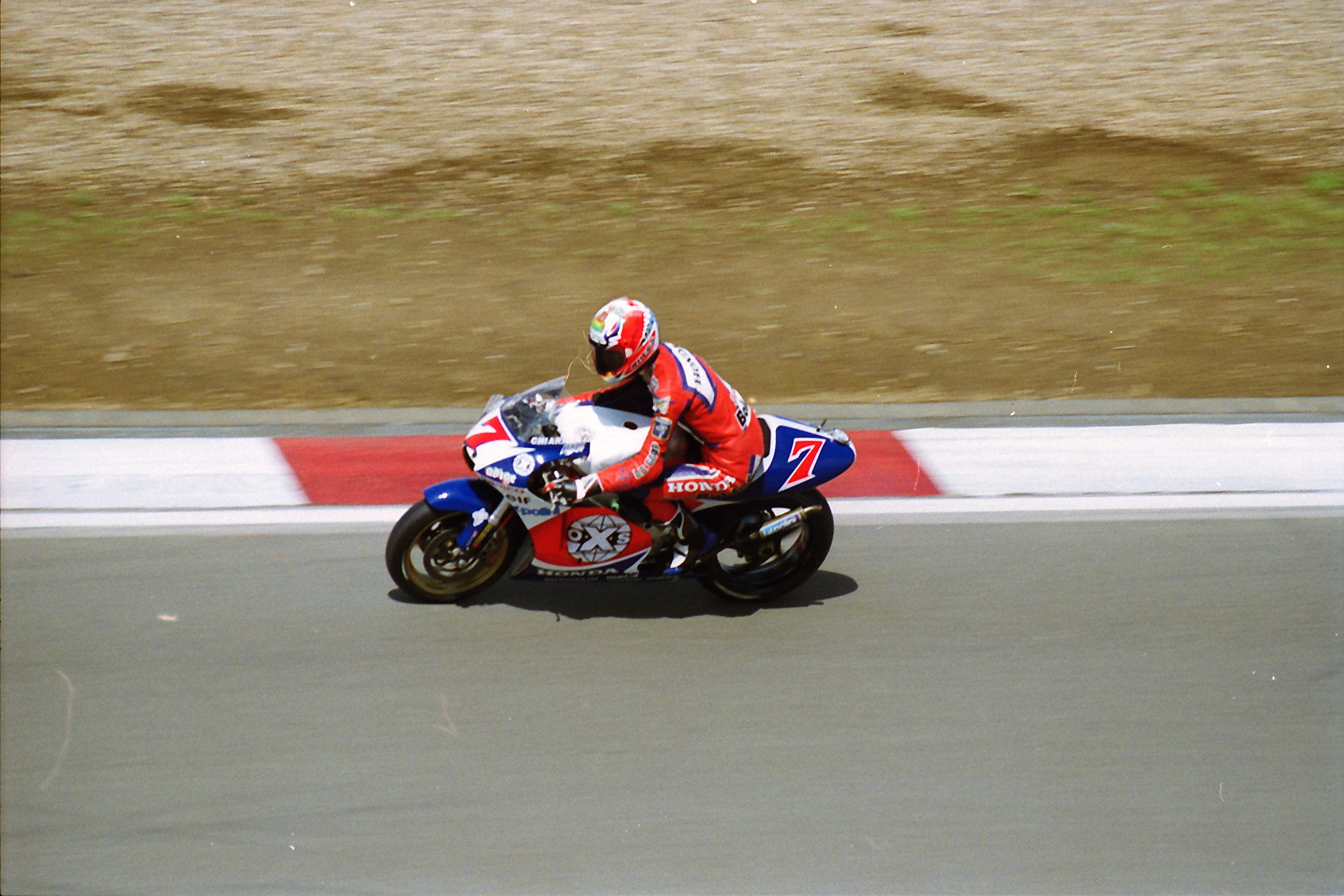
Haruchika Aoki, wereldkampioen in 1995 en 1996
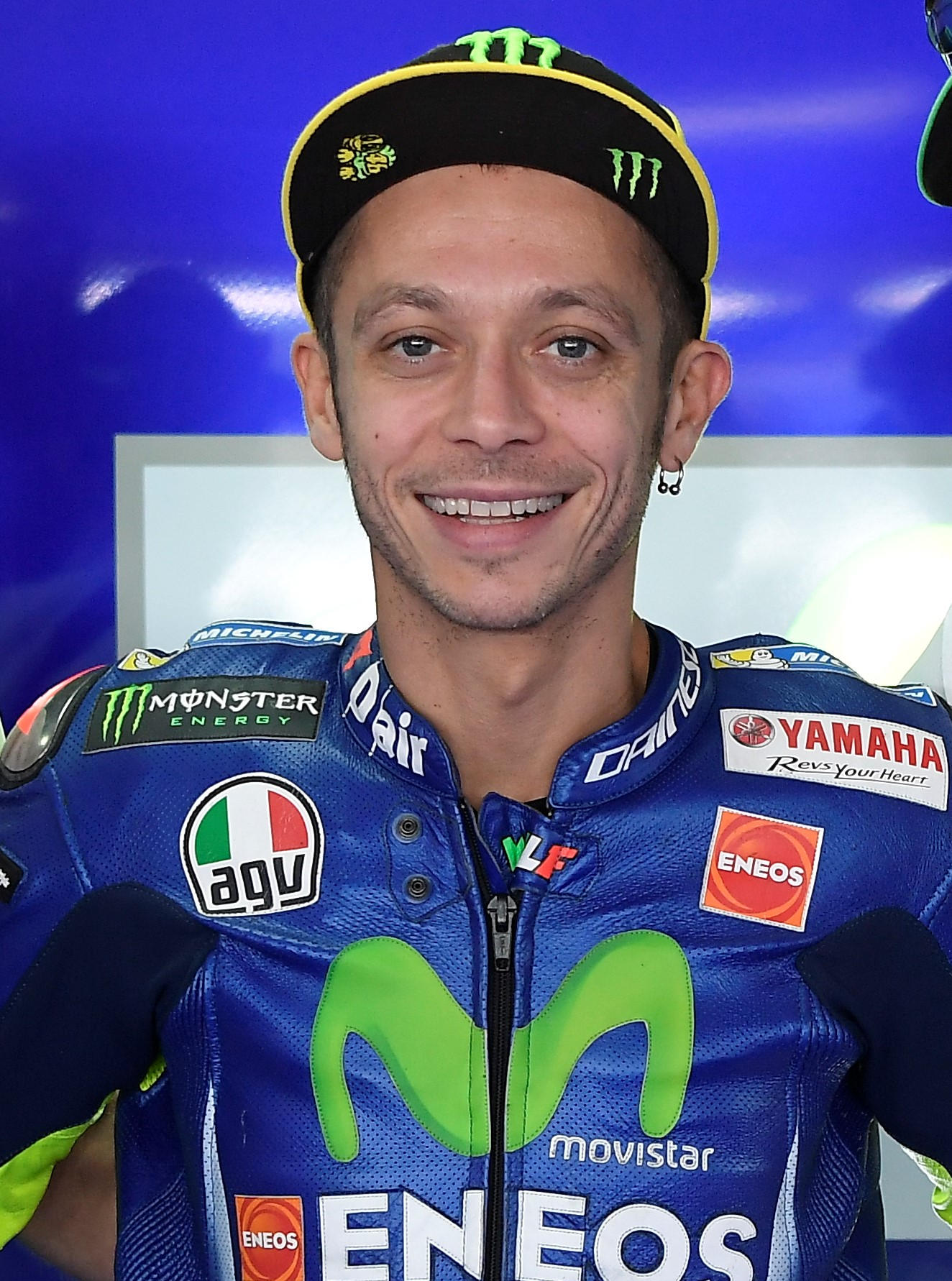
Valentino Rossi, wereldkampioen in 1997
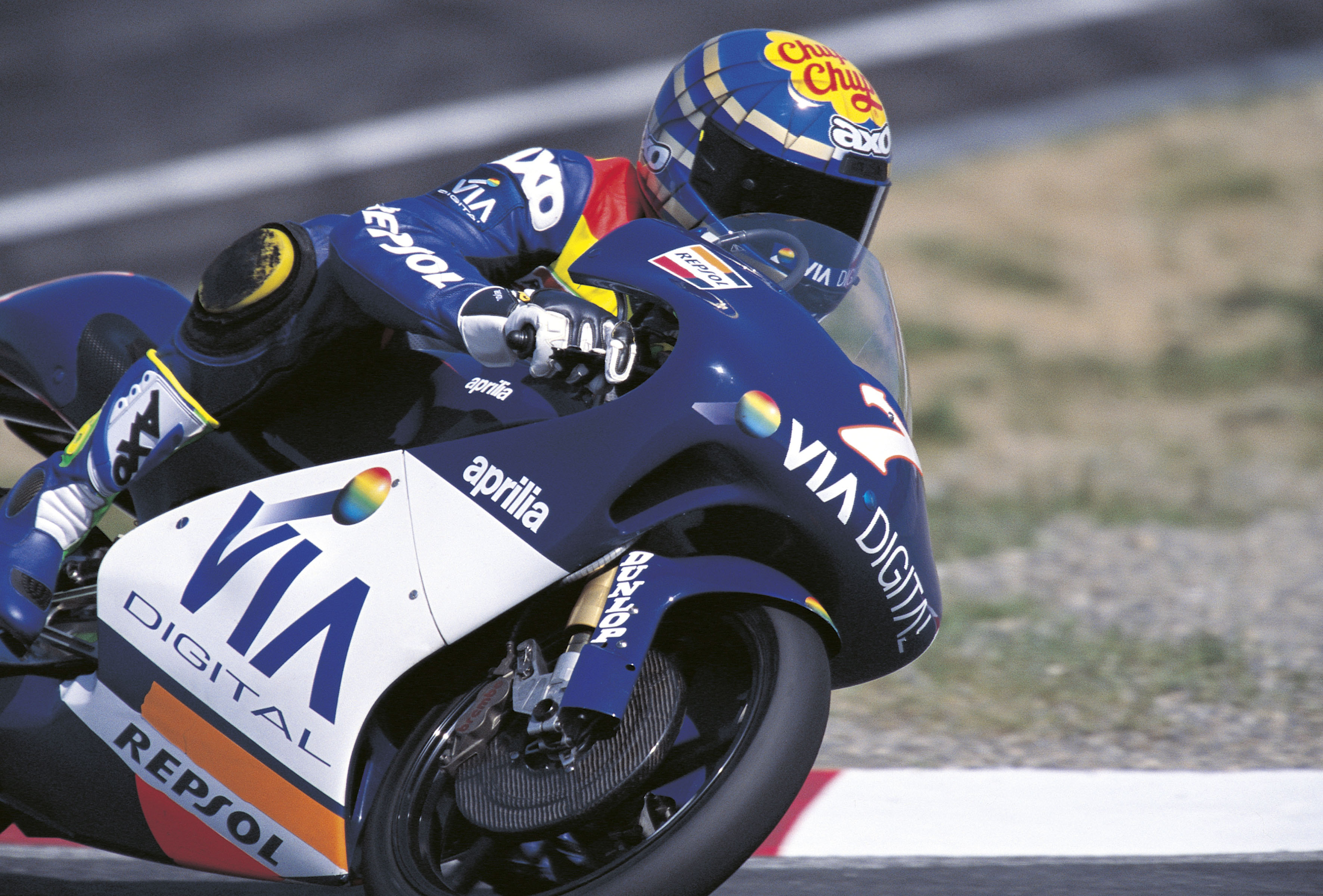
Emilio Alzamora, wereldkampioen in 1999
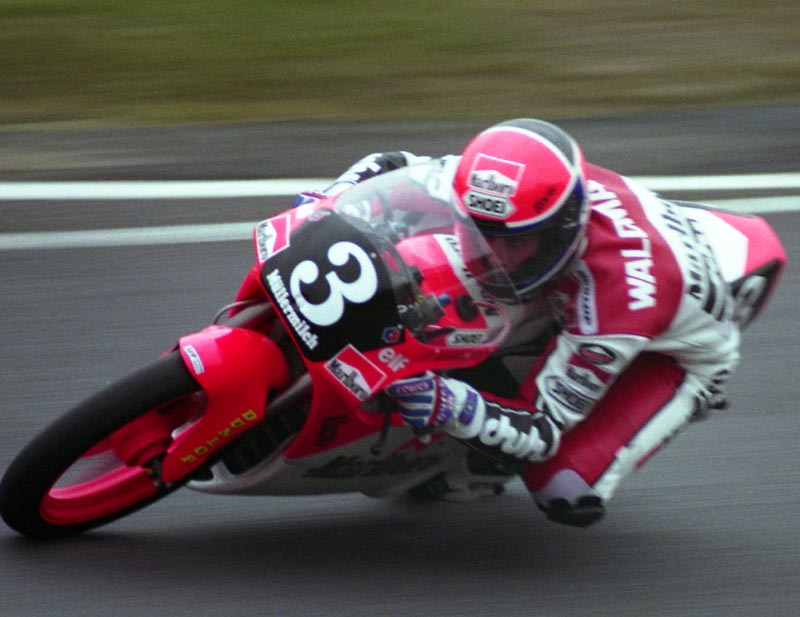
Ralf Waldmann (Honda RS 125 R) begon goed aan het seizoen 1992, maar werd uiteindelijk derde.
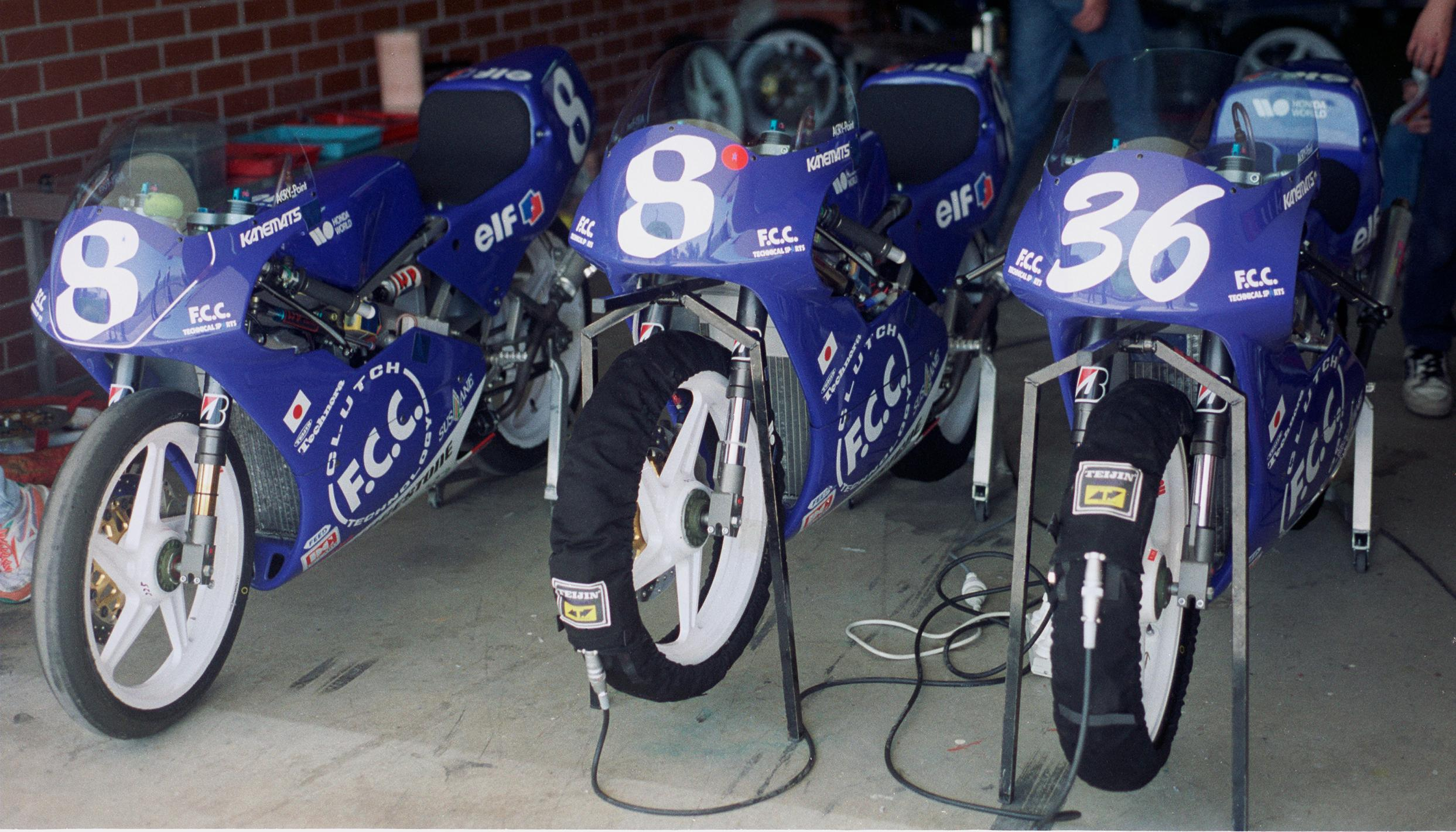
De F.C.C. Technical Sports Honda's van Kazuto Sakata en Takeshi Tsujimura in 1993
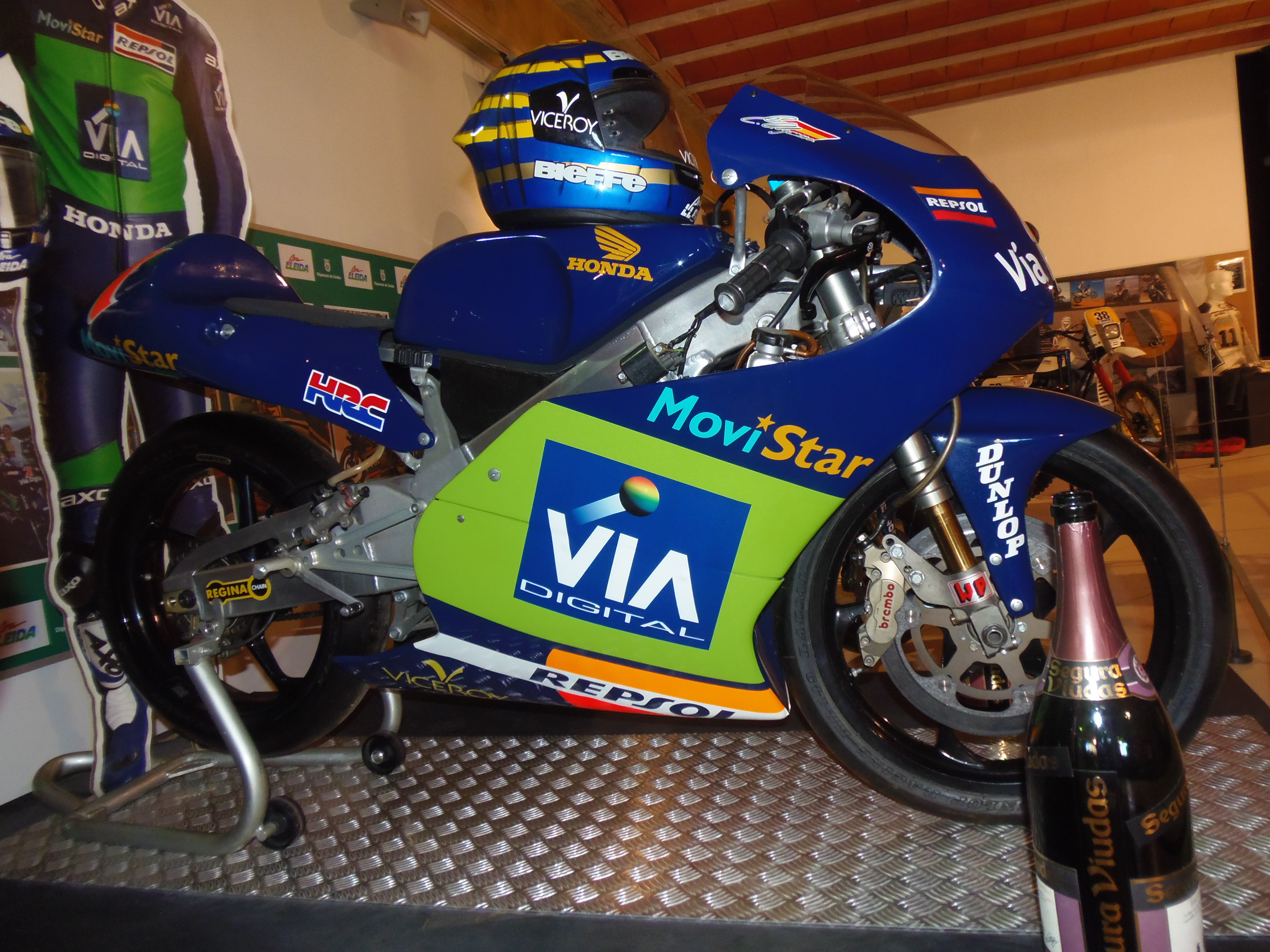
Honda RS 125 R van Emilio Alzamora uit 1999

### Jaren nul
In de jaren nul kwam het niet voor dat een wereldkampioen zijn titel in dezelfde klasse prolongeerde. In sommige gevallen had dat wel gekund, maar over het algemeen promoveerden de kampioenen naar de 250cc-klasse. Nu Aprilia, Gilera en Derbi allemaal tot het Piaggio-concern behoorden werd de Aprilia RS 125 R en later de Aprilia RSA 125 ook gereden met Gilera- en Derbi-logo's en kleuren. Ook in dit decennium scoorden Japanse rijders veel punten, maar een wereldtitel zat er niet meer in. Het team van Jorge Martínez, het Aspar-Aprilia-Team, was het meest succesvol met drie wereldtitels.
Het seizoen 2000 kende zestien GP's en gedurende het seizoen werd de stand geleid door vijf verschillende coureurs. Uiteindelijk werd Roberto Locatelli met de Aprilia met vijf overwinningen wereldkampioen, gevolgd door Youichi Ui (Derbi, ook met vijf overwinningen) en Emilio Alzamora (Honda). 
Ook het seizoen 2001 kende zestien races, maar al na vijf GP's nam Manuel Poggiali (Gilera) de leiding in het WK om die niet meer af te staan. Youichi Ui werd met een Derbi tweede en Toni Elías (Honda werd derde.
Het seizoen 2002 gaf een strijd te zien tussen Arnaud Vincent (Aprilia) en Manuel Poggiali (Gilera). Vincent leidde in het eerste deel van het seizoen, Poggiali in het middendeel en na tien GP's nam Vincent de leiding weer om ze niet meer af te geven. Poggiali werd tweede en Dani Pedrosa (Honda) werd derde.
In het seizoen 2003 was Poggiali vertrokken naar de 250cc-klasse, waar hij prompt wereldkampioen werd. KTM verscheen in de 125cc-klasse en huurde Arnaud Vincent in, maar die stapte halverwege het seizoen over naar Aprilia. Het opende de deuren voor nieuwe talenten, maar uiteindelijk was Dani Pedrosa oppermachting. Hij werd met zijn Honda met ruime voorsprong wereldkampioen. Op de tweede plaats eindigde Alex de Angelis (Globet.com Racing Aprilia) en derde werd Héctor Barberá (Master-MX Onda-Aspar Aprilia).
Ook in het seizoen 2004 vertrok de wereldkampioen (Pedrosa) naar de 250cc-klasse om daar wereldkampioen te worden. Ook de Angelis reed in de 250cc-klasse en Héctor Barberá ging naar het 125cc-Aprilia-team van voetballer Clarence Seedorf, Seedorf Racing. Met succes, want hij werd tweede in het wereldkampioenschap achter Andrea Dovizioso (Honda), die wel een behoorlijk puntenverschil had en het hele seizoen aan de leiding had gestaan. Roberto Locatelli (Safilo Carrera-LCR) werd derde.
Hoewel Marco Simoncelli (Aprilia) de eerste race van het seizoen 2005 won, deden de KTM's het erg goed. Aan het einde van het seizoen ging de strijd om de titel tussen Thomas Lüthi (Honda) en Mika Kallio (KTM). Lüthi won die strijd nipt, voor Kallio, en een andere KTM-rijder, Gábor Talmácsi. 
Het seizoen 2006 was een prooi voor Álvaro Bautista (Master-MVA Aspar Aprilia). Hij leidde de stand van begin tot eind en won acht van de zestien GP's. Mika Kallio (KTM) won er drie en eindigde als tweede. Héctor Faubel (Master-MVA Aspar Aprilia) won ook twee GP's en eindigde als derde.
Het seizoen 2007 was erg spannend, maar opvallend was dat Honda, twee jaar eerder nog wereldkampioen, er niet aan te pas kwam. Bradley Smith, in dienst van het Repsol-Honda fabrieksteam, eindigde in het WK slechts als tiende en hij was de beste Honda-coureur. Het ging in feite tussen Héctor Faubel (Banjaca Aspar-Aprilia) en zijn teamgenoot Gábor Talmácsi. Tomoyoshi Koyama (KTM) en Lukáš Pešek (Derbi) konden af en toe wat speldenprikjes uitdelen, maar Faubel werd wereldkampioen, Talmácsi werd tweede, Koyama derde en Pešek vierde.
In het seizoen 2008 bleven Gábor Talmácsi en Tomoyoshi Koyama de 125cc-klasse trouw, maar de meeste andere toprijders promoveerden naar de 250cc-klasse. Honda had haar fabrieksteam teruggetrokken, maar ook privérijders kozen niet langer voor de Honda RS 125 R. Het hele seizoen werd gedomineerd door de Piaggio-machines (Aprilia en Derbi). Ook KTM was kansloos: Marc Márquez was de enige niet-Piaggio-rijder die een podiumplaats wist te bemachtigen. Hij werd derde in de Britse Grand Prix. Gábor Talmácsi en Sergio Gadea reden in het Bancaja Aspar Aprilia-Team, maar Talmácsi had aan het begin van het seizoen veel  betrouwbaarheidsproblemen. Simone Corsi startte voor het Jack & Jones WRB-team van Sito Pons en Mike Di Meglio voor Ajo Motorsports-Derbi. Het seizoen kende acht GP-winnaars, maar uiteindelijk was Di Meglio wereldkampioen, Corsi tweede en Talmácsi derde.
Het seizoen 2009 begon goed voor Andrea Iannone (Aprilia), die de eerste twee races won. Maar daarna viel hij regelmatig uit en ondanks nog een derde overwinning zakte hij af naar de zevende plaats. Julián Simón (Aspar-Aprilia) won zeven races en werd met overmacht wereldkampioen, voor zijn teamgenoot Bradley Smith en Nicolás Terol (Jack&Jones Team Aprilia).

#### Wereldkampioenen 2000-2009
| Seizoen | Naam              | Motorfiets                                         | Constructeurstitel |
| ------- | ----------------- | -------------------------------------------------- | ------------------ |
| 2000    | Roberto Locatelli | Diesel Vasco Rossi Racing Aprilia RS 125 R         | Honda              |
| 2001    | Manuel Poggiali   | Gilera Racing Team Gilera 125 GP                   | Honda              |
| 2002    | Arnaud Vincent    | Imola Circuit Exalt Cycle Race Aprilia RS 125 R    | Aprilia            |
| 2003    | Dani Pedrosa      | Telefónica-Movistar Junior Team HRC-Honda RS 125 R | Aprilia            |
| 2004    | Andrea Dovizioso  | Kopron Team Scot Honda RS 125 R                    | Aprilia            |
| 2005    | Thomas Lüthi      | Elite Grand Prix-Honda RS 125 R                    | KTM                |
| 2006    | Álvaro Bautista   | Master MVA-Aspar Aprilia RSA 125/RS 125 R          | Aprilia            |
| 2007    | Gábor Talmácsi    | Bancaja Aspar Aprilia RS 125 R                     | Aprilia            |
| 2008    | Mike Di Meglio    | Ajo Motorsport Derbi RSA 125                       | Aprilia            |
| 2009    | Julián Simón      | Bancaja Aspar Team 125 cc Aprilia RSA 125          | Aprilia            |

#### Afbeeldingen jaren nul

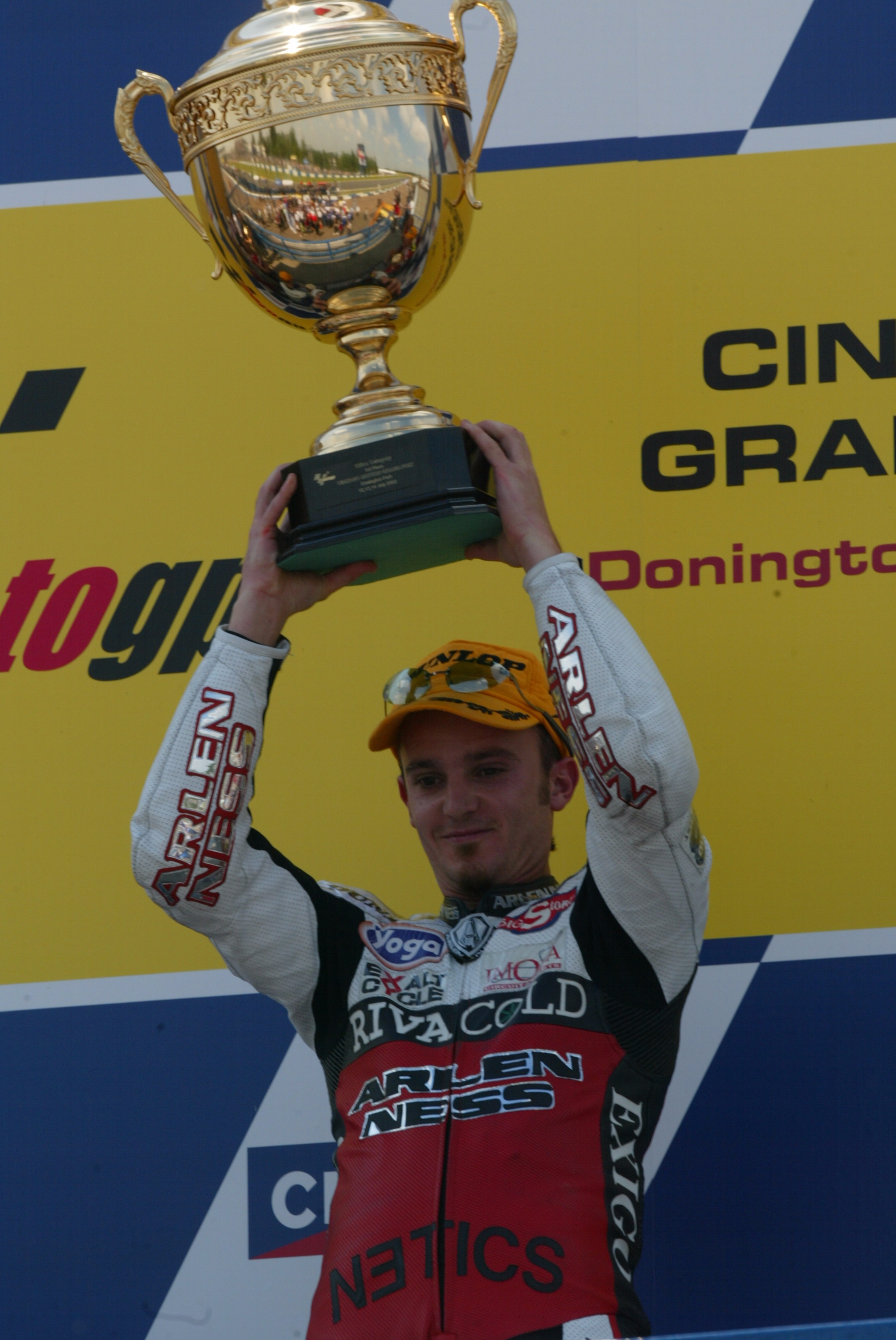
Arnaud Vincent, wereldkampioen in 2002
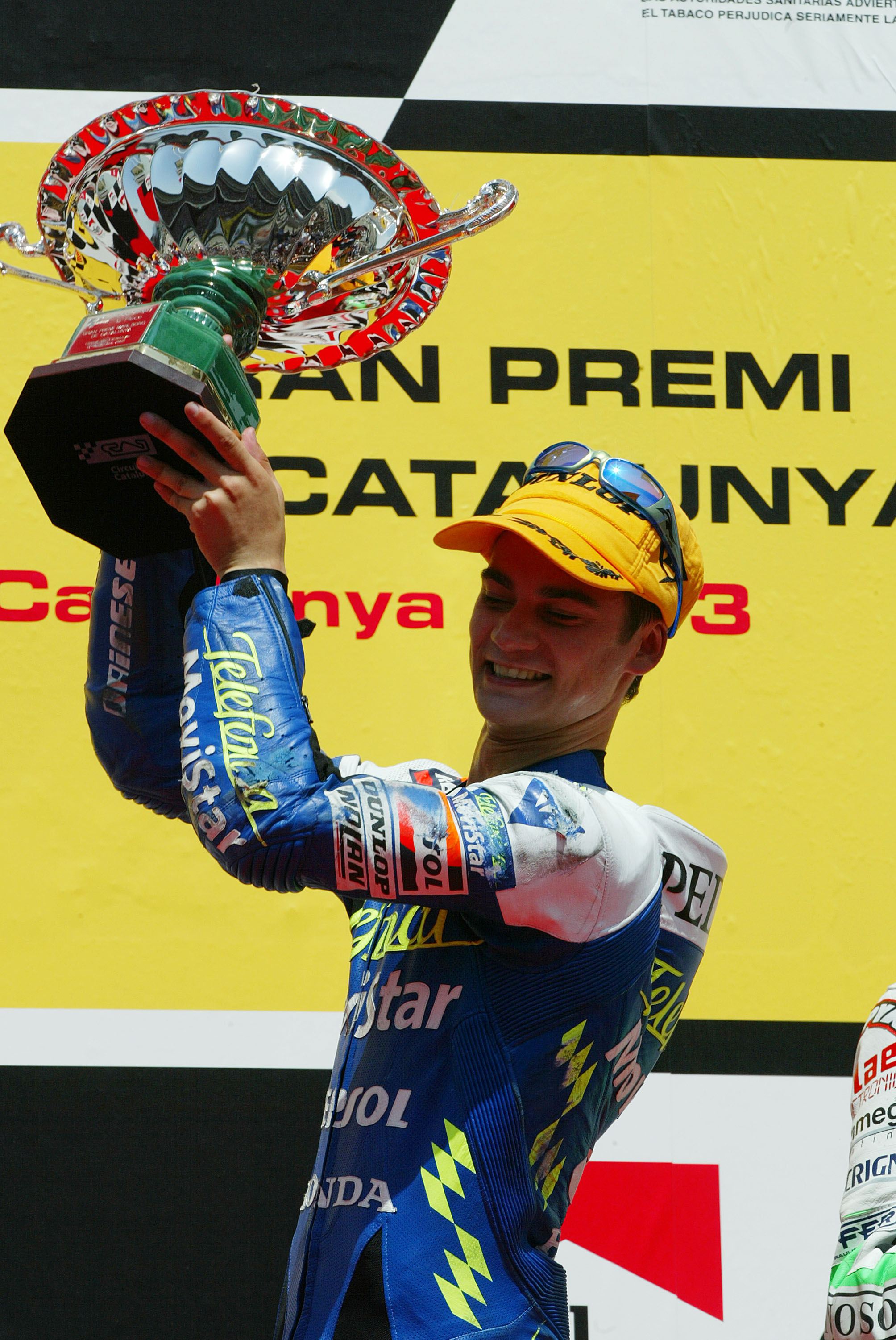
Dani Pedrosa, wereldkampioen in 2003
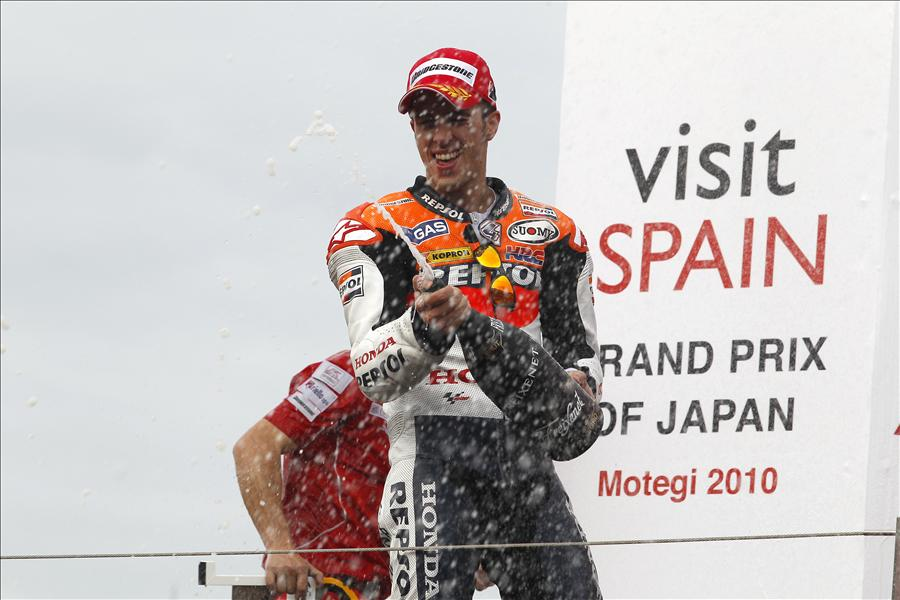
Andrea Dovizioso, wereldkampioen in 2004
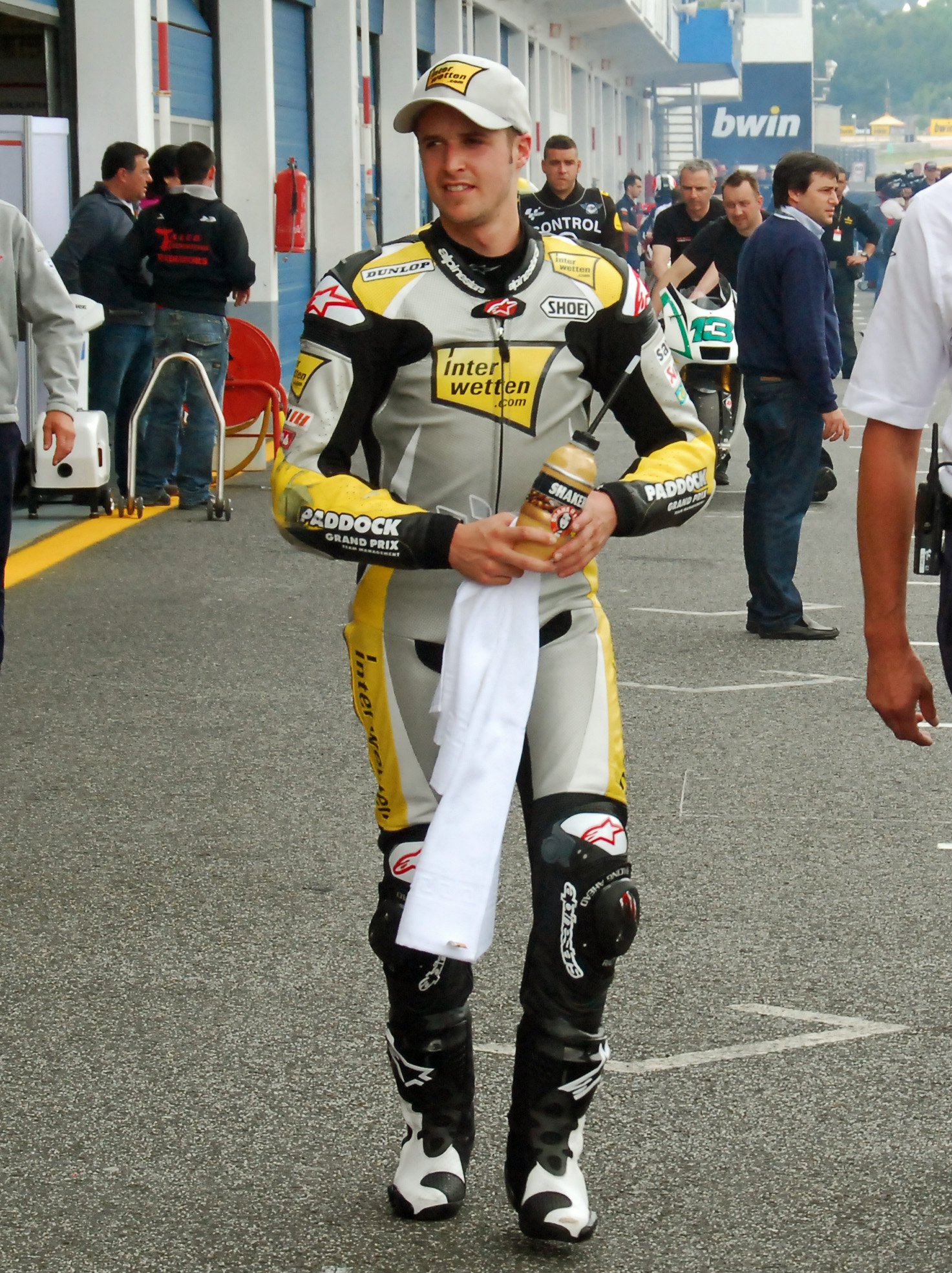
Thomas Lüthi, wereldkampioen in 2005
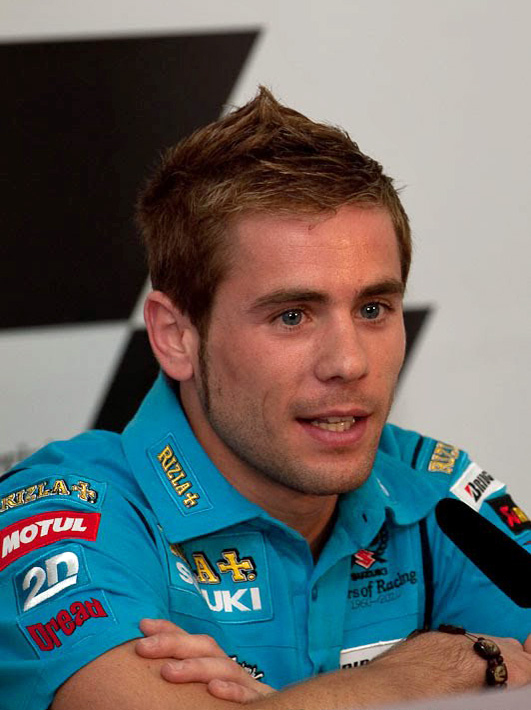
Álvaro Bautista, wereldkampioen in 2006
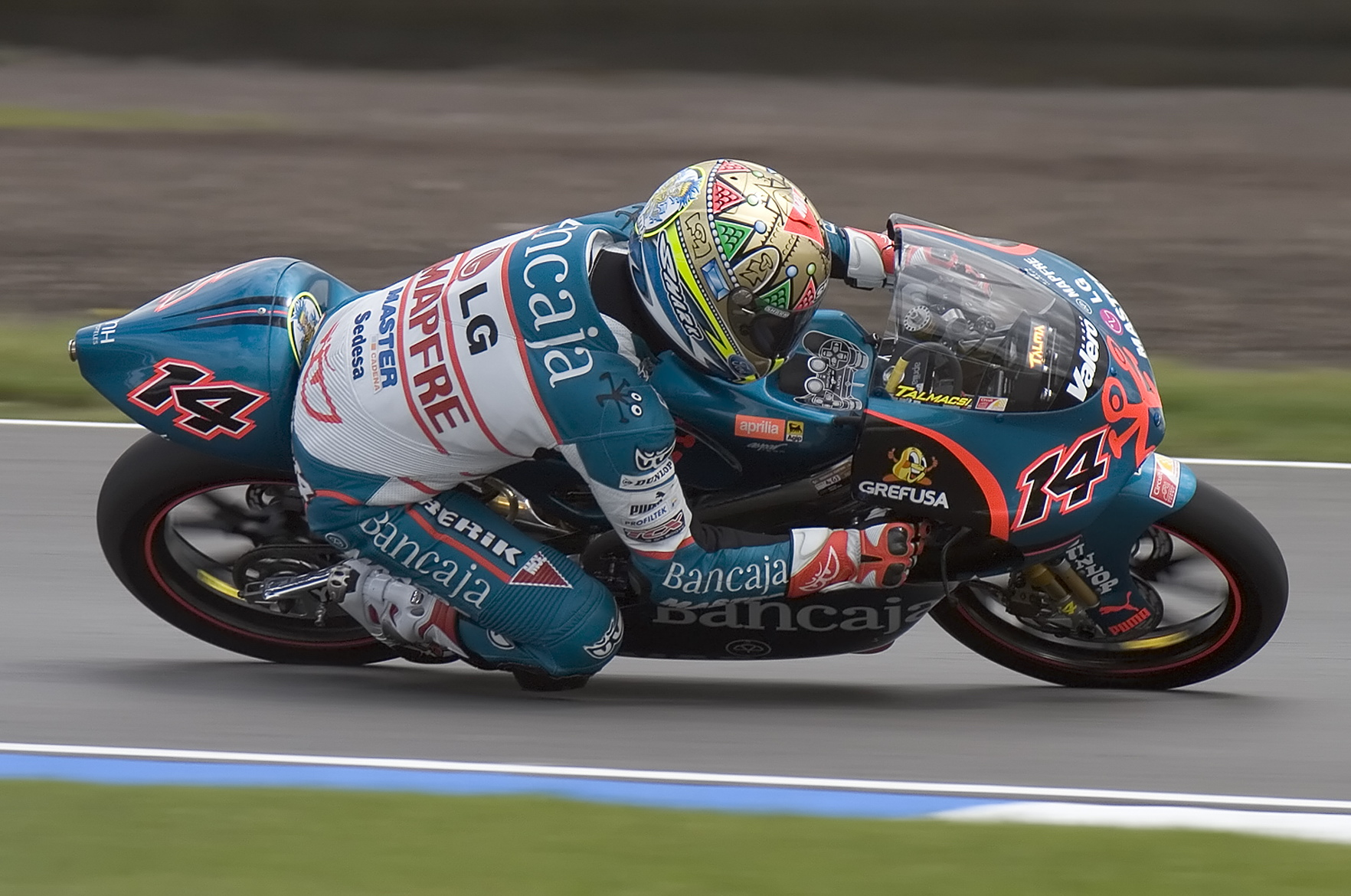
Gábor Talmácsi, wereldkampioen in 2007
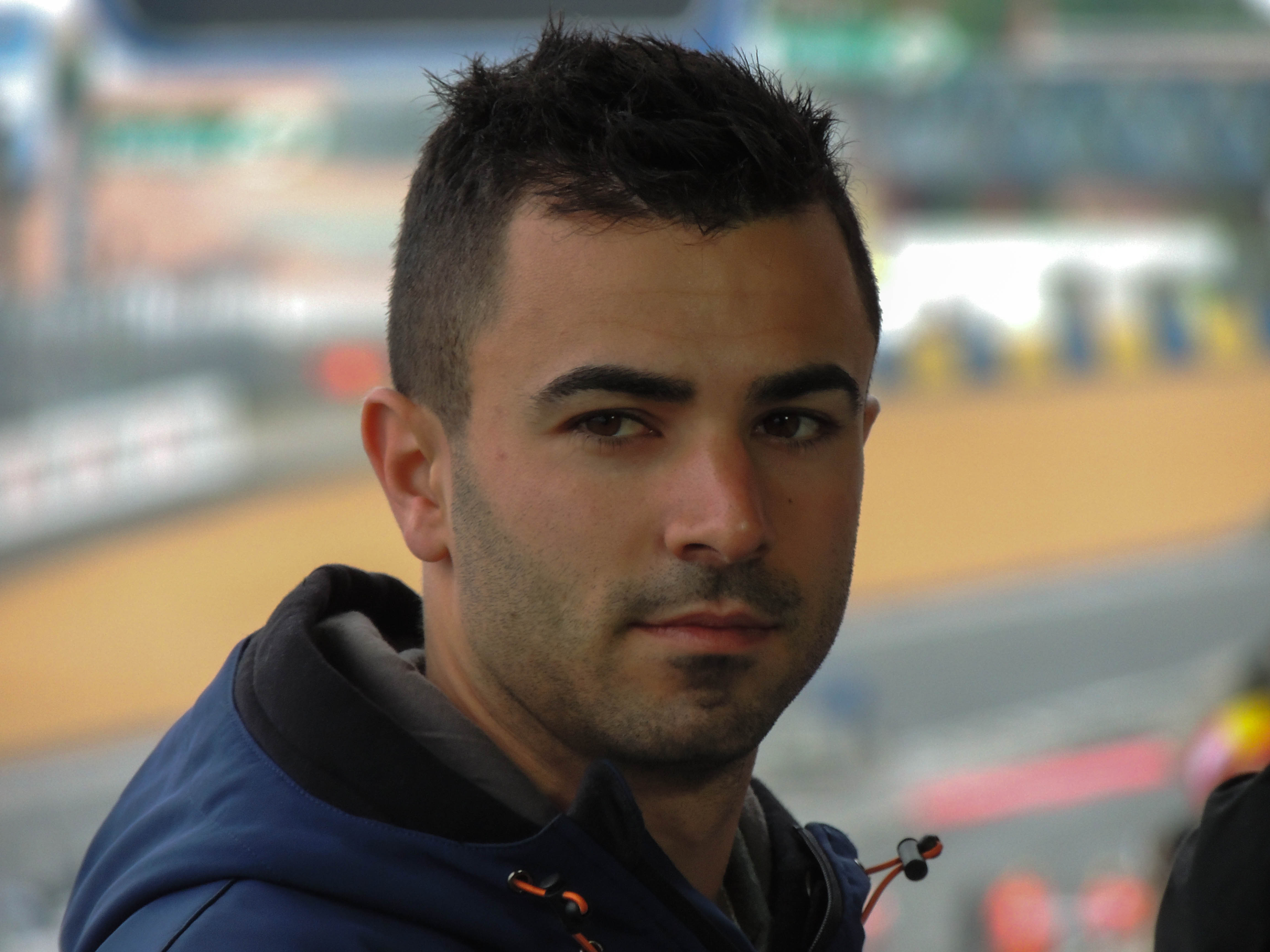
Mike Di Meglio, wereldkampioen in 2008
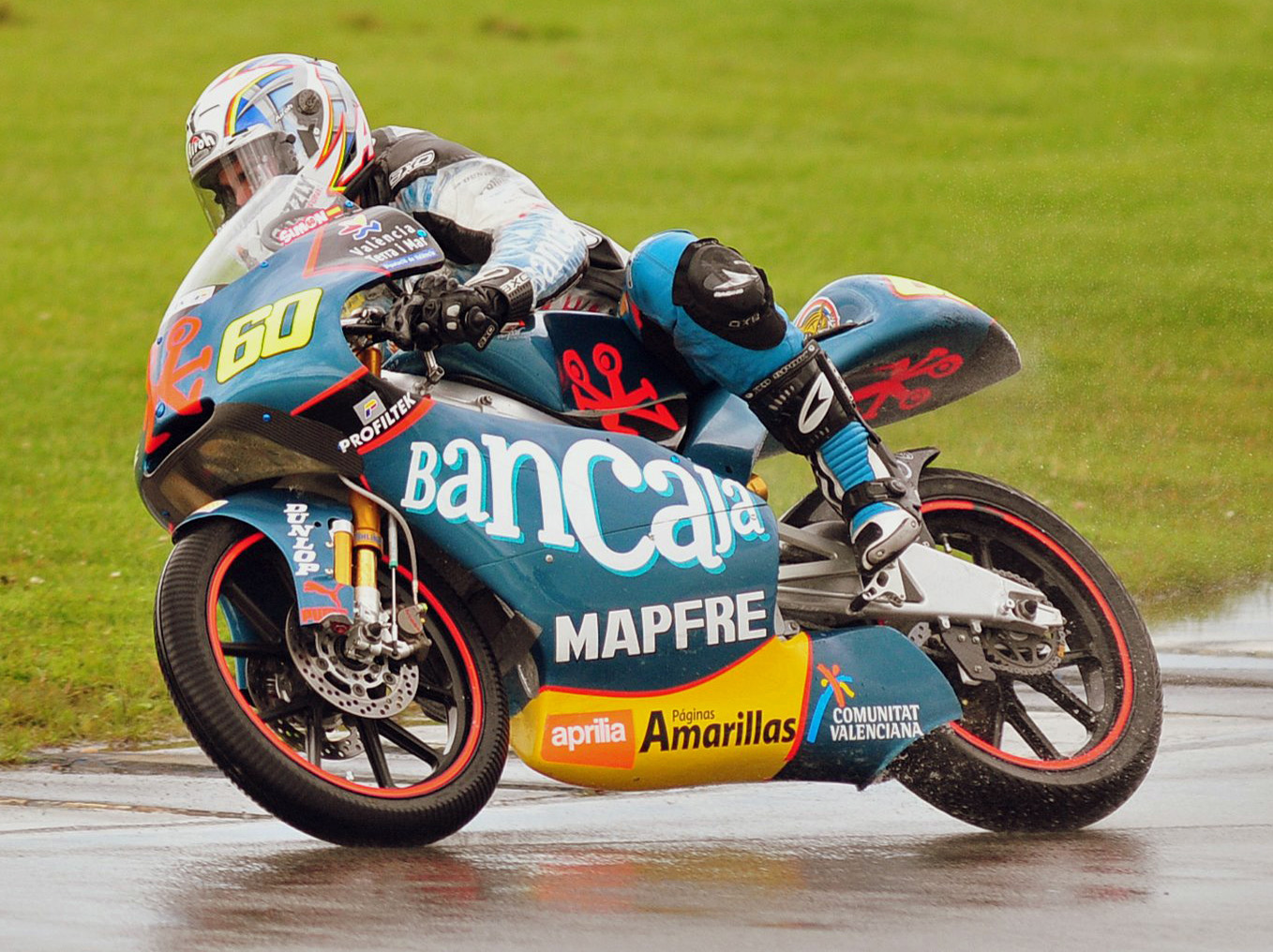
Julián Simón, wereldkampioen in 2009
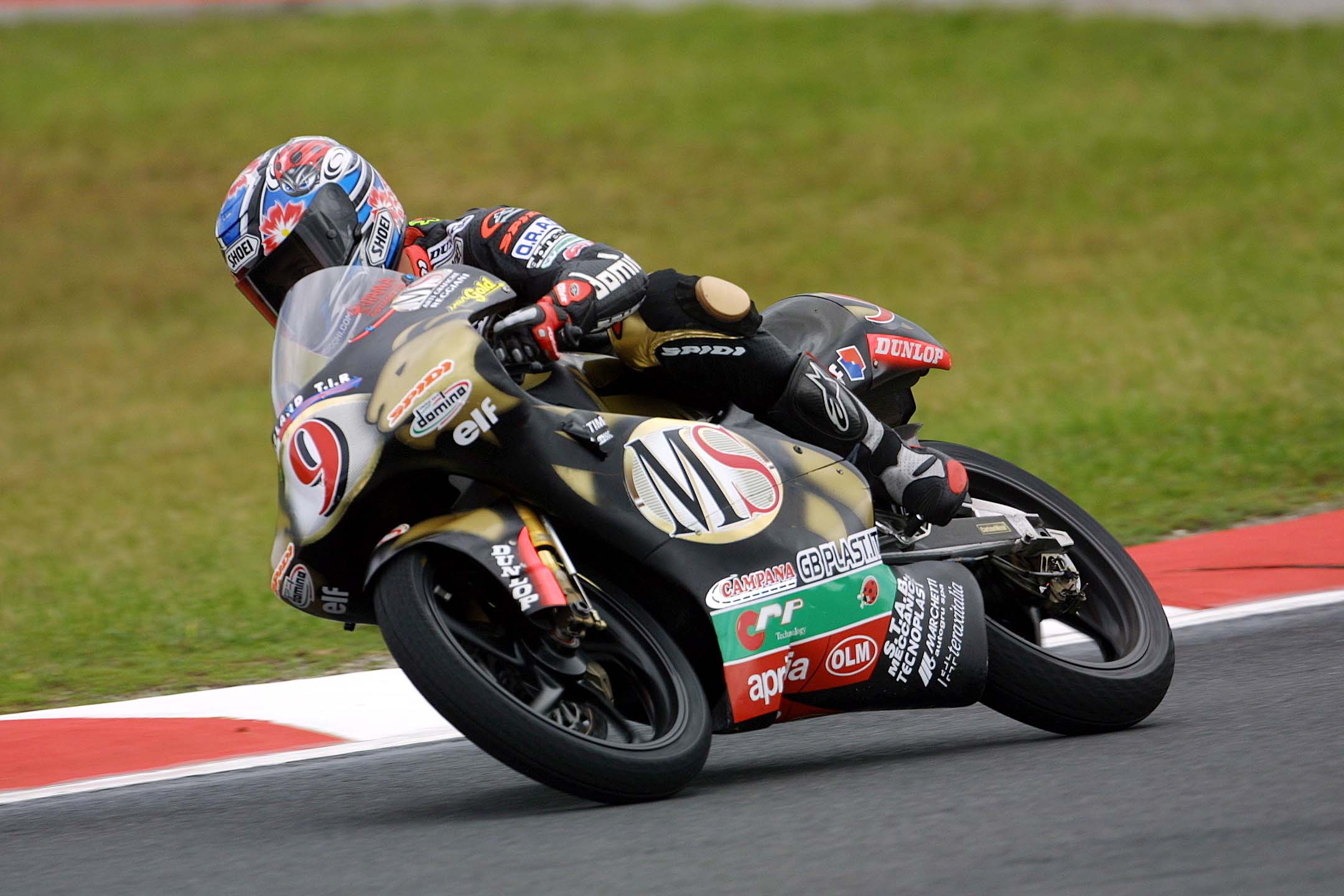
Lucio Cecchinello (MS Aprilia LCR) in 2001
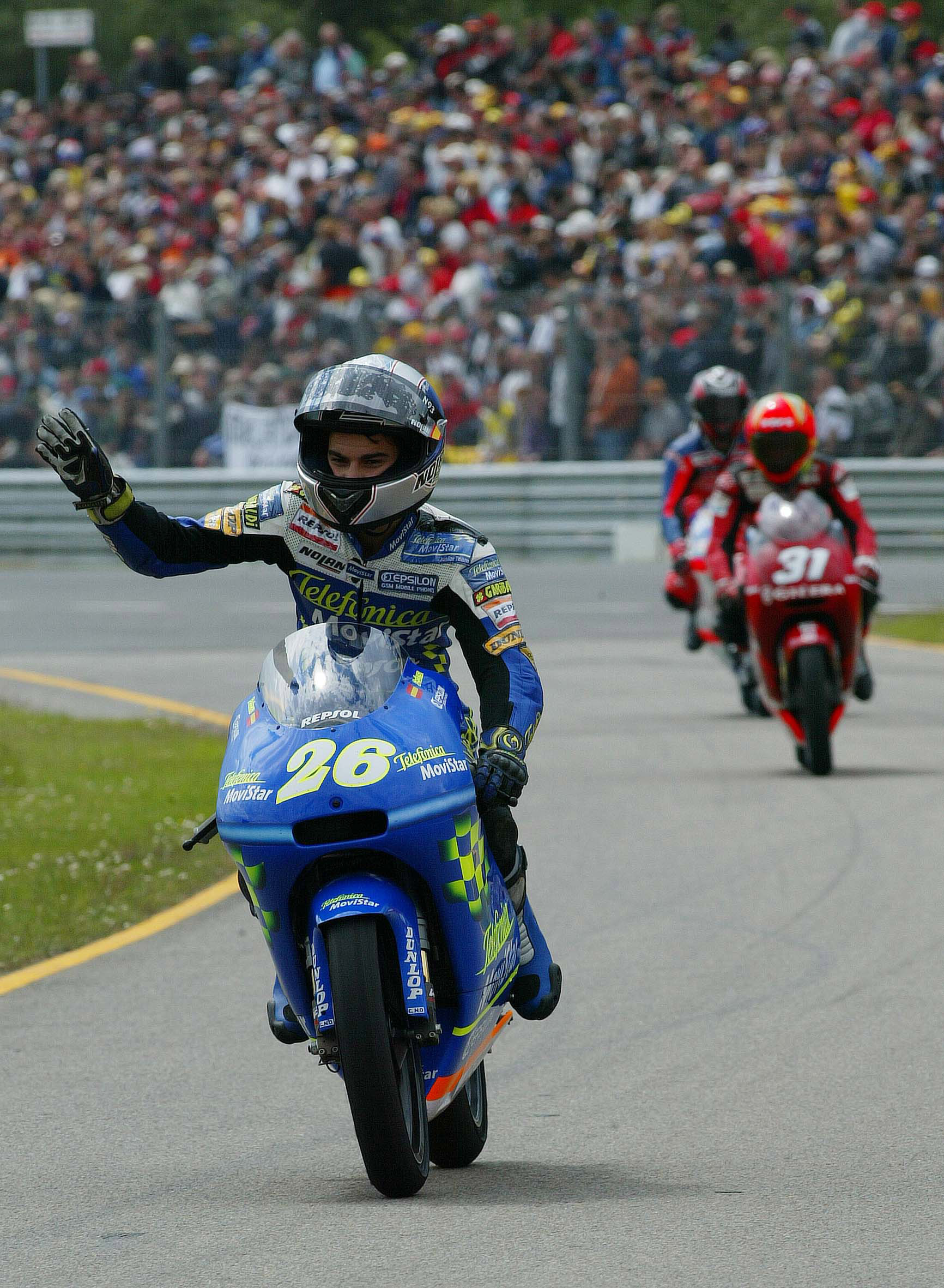
Dani Pedrosa (Honda RS 125 R) in 2002
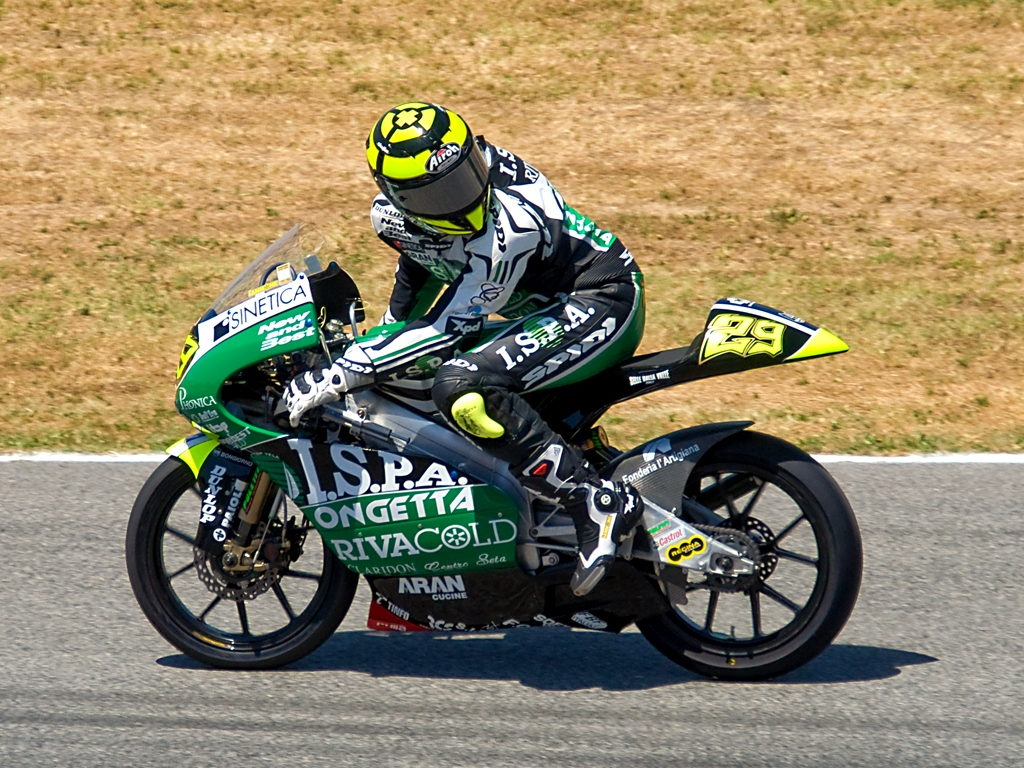
Andrea Iannone won drie races in 2009, maar eindigde als derde in het kampioenschap.

### 2010 en 2011
De laatste twee jaren van het bestaan van de 125cc-klasse werden nog steeds gedomineerd door de merken van Piaggio (Aprilia en Derbi) maar ook door Spaanse coureurs. 
In het seizoen 2010 wonnen de Spanjaarden alle races, behalve de laatste, de Grand Prix van Valencia, die door Bradley Smith werd gewonnen. Aanvankelijk ging Nicolás Terol (Bancaja Aspar Team-Aprilia) aan de leiding van het WK, maar na drie GP's kwam Marc Márquez (Red Bull Ajo Motorsport-Derbi) op gang. Hij won tien races en werd wereldkampioen. Het puntenverschil met tweede man Terol was niet erg groot. Derde werd Pol Espargaró (Tuenti Racing-Derbi). Het was de eerste van acht wereldtitels voor Marquéz. 
Marquéz vertrok naar de in 2010 opgestarte Moto2-klasse en dat gaf Nicolás Terol de vrije hand in het seizoen 2011. Hij moest het wel opnemen tegen jonge talenten die later heel bekend zouden worden, zoals Johann Zarco en Maverick Viñales. Terol (Bankio Aspar Team-Aprilia) leidde het kampioenschap van begin tot einde. Zarco (Avant-AreAsia-Ajo-Derbi) werd tweede en Viñales (Pev-Blusens-SMX-Paris Hilton-Aprilia) werd derde. 
Na het seizoen 2011 werd de 125cc-klasse vervangen door de Moto3-klasse. In die klasse werd gereden met 250cc-viertaktmotoren. 

#### Wereldkampioenen 2010-2011
| Seizoen | Naam          | Motorfiets                            | Constructeurstitel |
| ------- | ------------- | ------------------------------------- | ------------------ |
| 2010    | Marc Márquez  | Red Bull Ajo Motorsport Derbi RSA 125 | Derbi              |
| 2011    | Nicolás Terol | Bankio Aspar Team Aprilia RSA 125     | Aprilia            |

#### Afbeeldingen 2010-2011

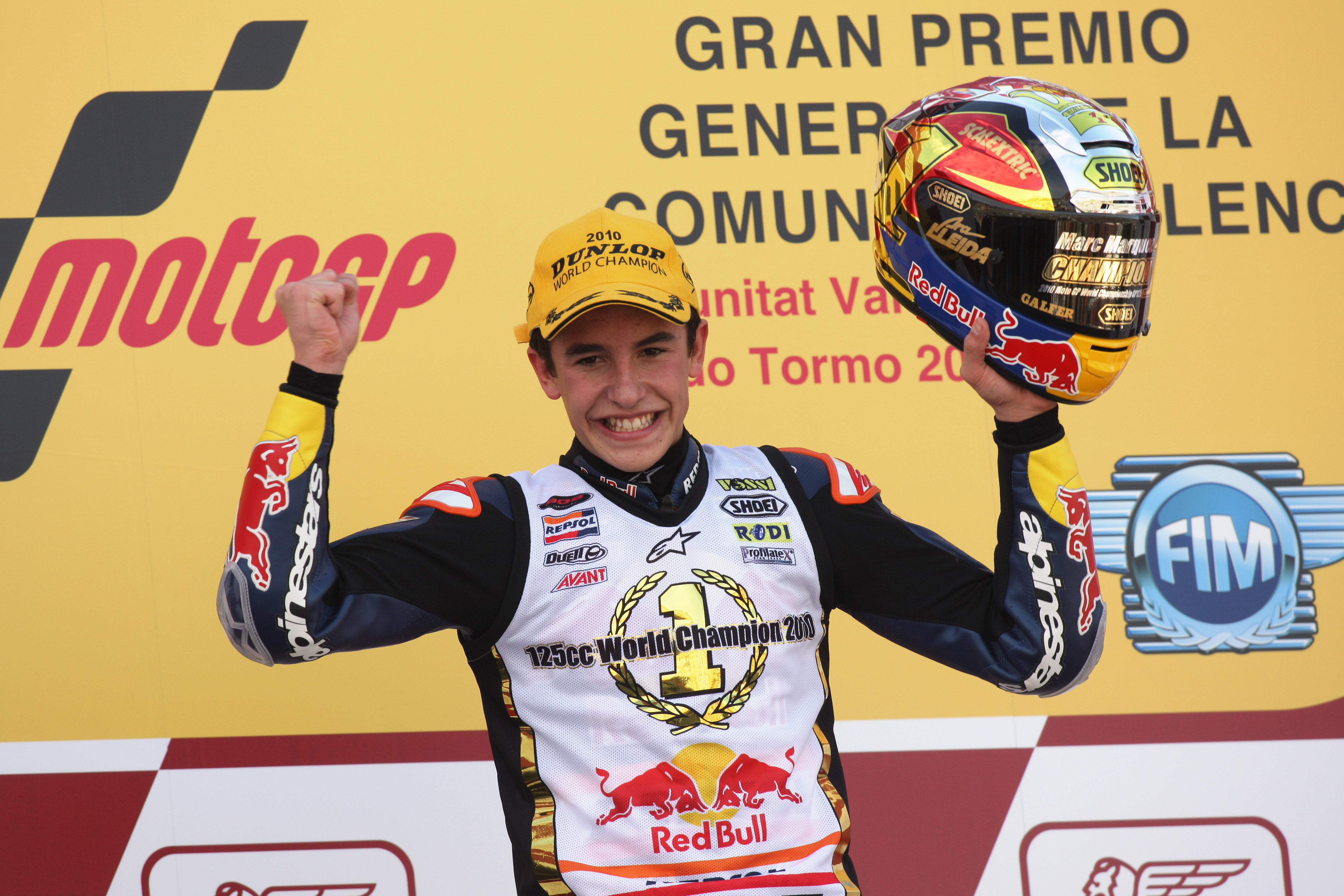
Marc Márquez, wereldkampioen in 2010
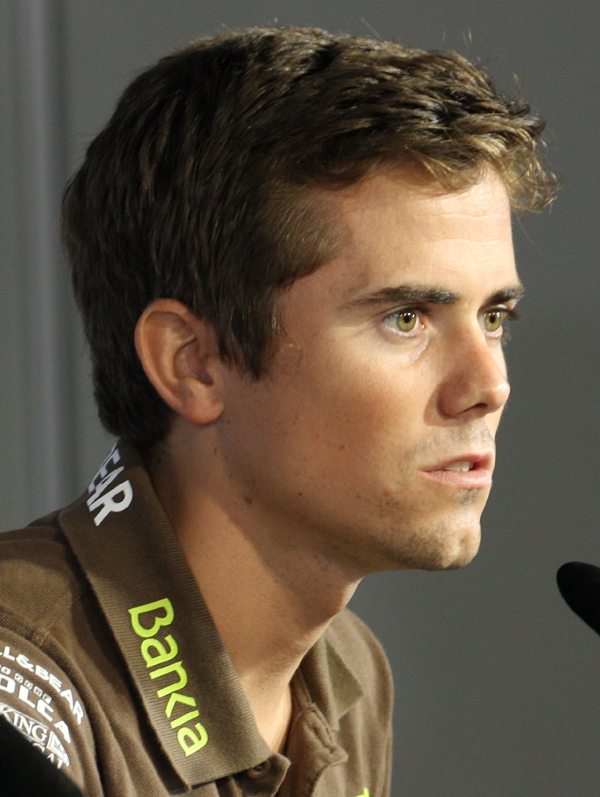
Nicolás Terol, de laatste 125cc-wereldkampioen in 2011
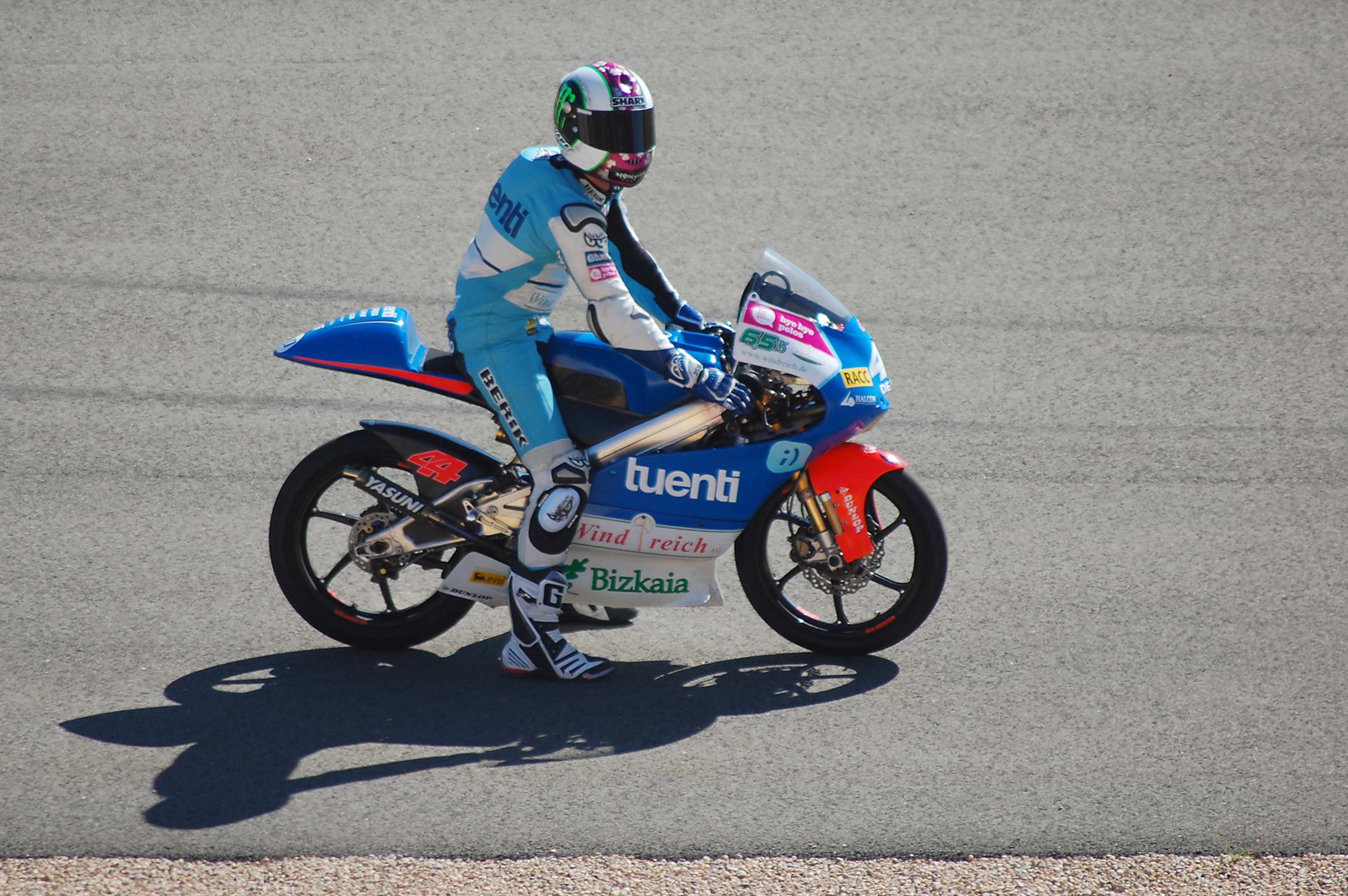
Pol Espargaró, derde in het WK van 2010
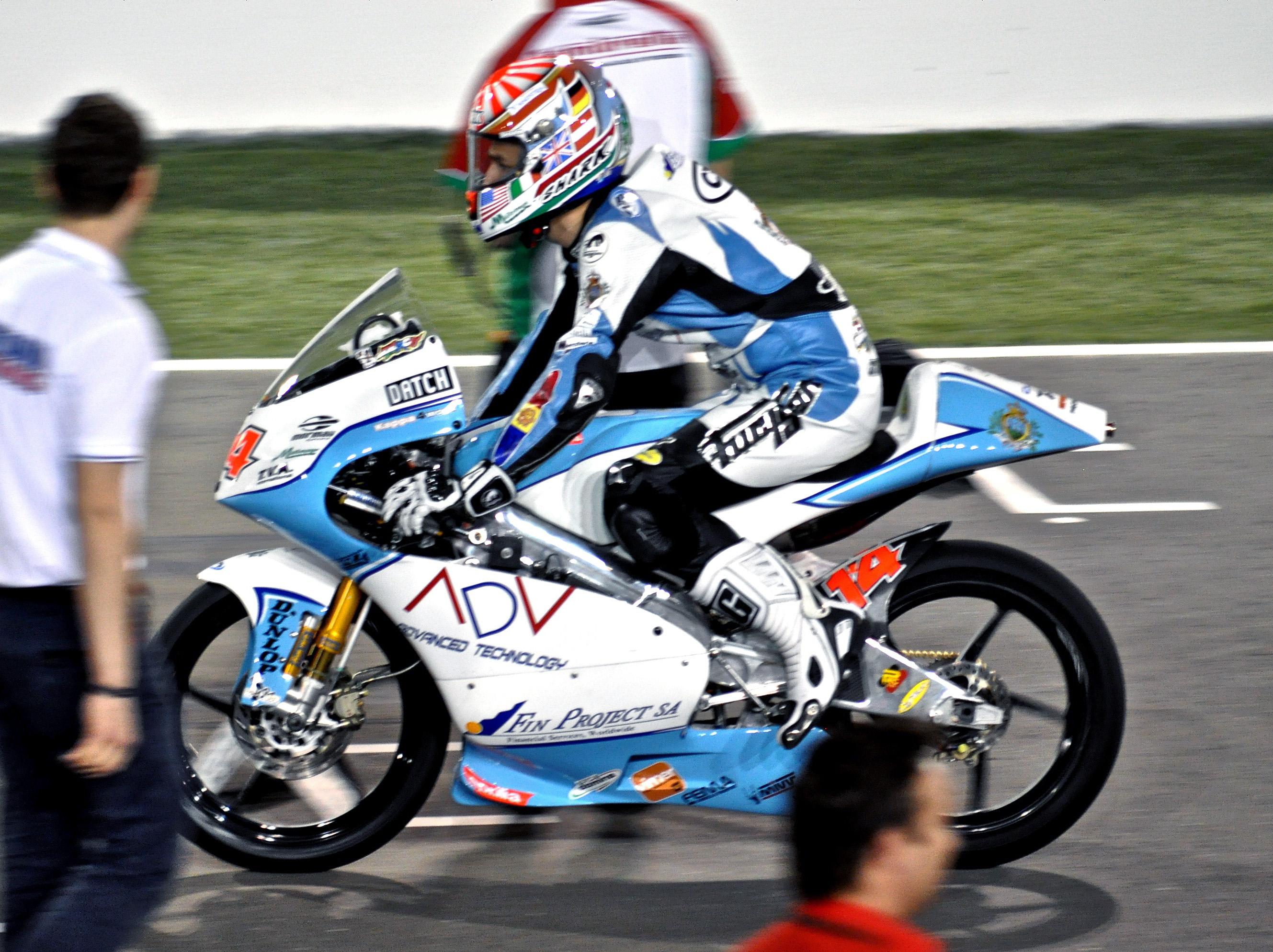
Johann Zarco werd in 2010 nog elfde, maar in 2011 tweede